# Club Almirante Brown
El Club Almirante Brown es una entidad deportiva argentina del partido de La Matanza, Zona Oeste del Gran Buenos Aires, fundado originalmente el 1 de julio de 1912 en San Justo, capital de su distrito como Club Atlético Almirante Brown, y su primer presidente fue Carlos E. Massa. Su principal actividad es el fútbol profesional masculino donde participa en la Primera Nacional, segunda división. También se encuentra afiliado a la  Asociación Argentina de Tenis y a la Asociación de Hockey de Buenos Aires. 
El 21 de mayo de 1915, mediante una asamblea, se modifica la denominación que acompaña su nombre Atletic Club, Almirante Brown, pero luego de un breve lapso de inactividad desde 1919, retomó su funcionamiento poco más de dos años después, el 17 de enero de 1922 —fecha considerada hasta el momento — dónde nuevamente sólo se modifica la denominación que acompaña su nombre Centro Atlético Recreativo, Almirante Brown. El 29 de julio de 1967 volvió a su denominativo Club. Es uno de los clubes argentinos con identidad de nombre, colores, diseño de camiseta y escudo definidos desde su fundación, siendo siempre Almirante Brown desde 1912.
 "La Matanza es Almirante Brown y Almirante Brown es La Matanza, no hay otro club tan representativo como este".Extracto, Página 12, 21 de noviembre de 2023
Es nombrado por las máximas autoridades municipales, la prensa y otros clubes, como la institución deportiva más grande, simbólica y popular de La Matanza el municipio más poblado de la provincia más poblada del país con más de un millón ochocientos mil habitantes. Cuenta con el privilegio de ser la entidad más antigua de su distrito, dado que el club Estudiantil Porteño fue fundado en 1902, pero en la Ciudad Autónoma de Buenos Aires y se trasladó en 1936 a Ramos Mejía, por lo que el club es el decano en La Matanza.
Es la primera entidad deportiva del país —de las que se encuentran en actividad— que adoptó originalmente en 1912 el nombre del héroe naval de la Independencia argentina en concordancia con los cien años del otorgamiento de la nacionalidad argentina al padre de la Armada en 1812. Existen varios clubes homónimos a nivel nacional fundados posteriormente.

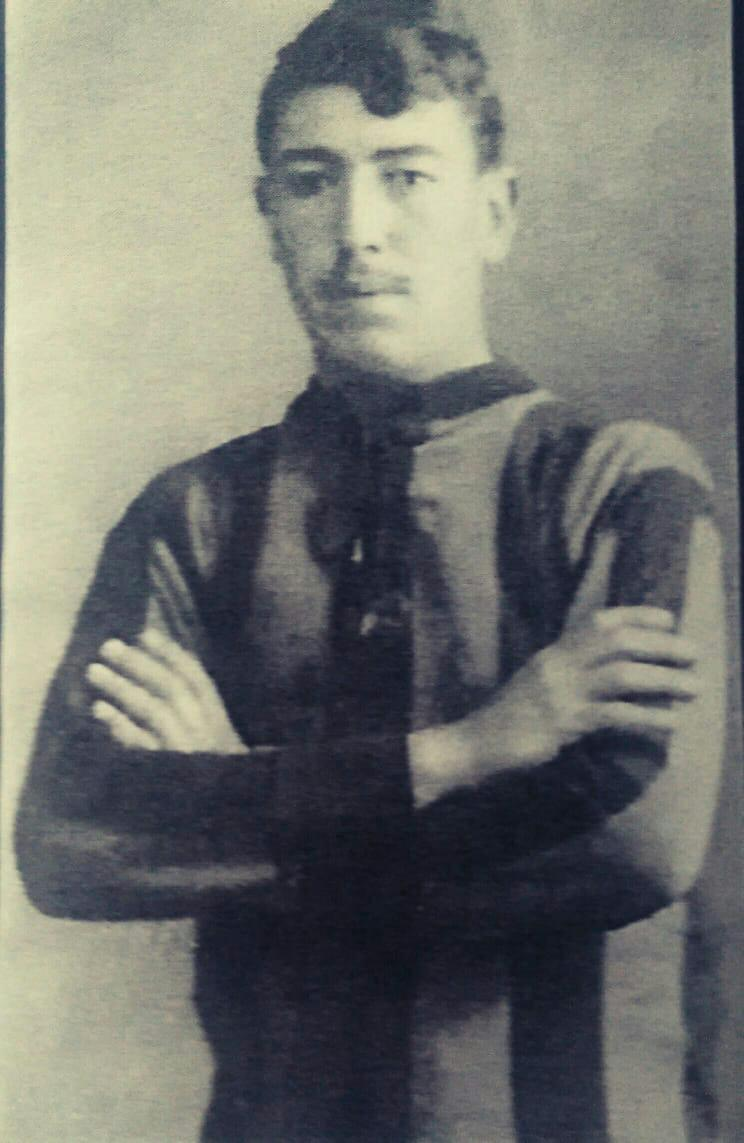
Nacimiento de la divisa aurinegra: primera camiseta de la historia de Almirante Brown en 1912, con siete (7) franjas anchas en su frente, cuatro (4) amarillonaranja y tres (3) negro absoluto. El uniforme también consta de pantalón negro y medias negras con dos franjas amarillas horizontales. Hay absoluta similitud y coincidencia en su diseño,
colores, el periodo que las utilizó el CURCC entre 1911 a 1913 y fueron implementadas fortuitamente por Almirante en 1912. En la imagen Juan Sábas Nicolini, fundador, jugador y dirigente de la entidad. Fotografía en certificada por el Centro de Estudios Históricos de La Matanza (CEHLaM).

Sus colores amarillo y negro se originaron de una famosa máquina: La Rocket, reconocida por ser la más resistente y ganar en 1829 las pruebas del trayecto Liverpool-Mánchester, dicha locomotora inspiró el aurinegro del Central Uruguay Railway Cricket Club (CURCC), de donde proviene fortuitamente su primer uniforme  en 1912. Siempre los ha mantenido, pudiendo variar las tonalidades y diseño a través de las décadas.
En 1916 comenzó su actividad futbolística oficial, afiliándose a la Asociación Argentina de Football (actual AFA) participando del campeonato de Tercera División (cuarto nivel). Su primer partido oficial fue hace 109 años, el 16 de abril en San Justo frente a Del Plata (1 a 3), formando parte de las instituciones con antigua participación en los torneos oficiales de la Asociación del Fútbol Argentino.

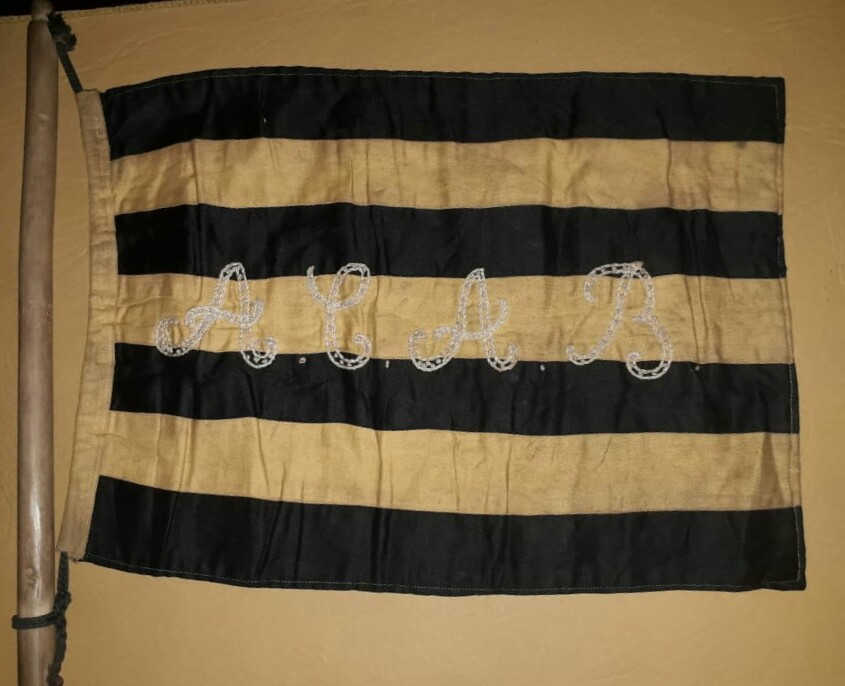
Banderín reglamentario de córner de Almirante Brown correspondiente a su primer torneo de la Asociación Argentina de Fottball (actual AFA) en 1916, sus medidas son de 23 cm de ancho y 33 cm de largo. Juan Sábas Nicolini conservó de recuerdo un solo banderín que había de reposición y no fue utilizado —los otros cuatro (4) banderines fueron traspasados en 1922—, la preservación del mismo por parte de su sobrino nieto Carlos Foglia lo convierte en un símbolo histórico de la institución. Fueron confeccionados artesanalmente y en su interior se observa el bordado manual de las letras en estiló punta cadena y punto relleno con la segunda denominación que acompaña su nombre Atletic Club, Almirante Brown. También se preservan las redes de los arcos de que utilizó la entidad aurinegra es su debut en el fútbol oficial

Compitió en los campeonatos oficiales de División Intermedia 1931 y 1932 (tercer nivel) en alianza deportiva, disputando los partidos en San Justo. En 1934 reingresa directamente para el Campeonato de Segunda División de 1934.
Nuevamente en el fútbol amateur ganó las copas Doble knock out de 1943 y 1944 con la participación de equipos afiliados a la AFA, siendo designado en 1945 como representante de la provincia de Buenos Aires en el Campeonato Argentino Amateur realizado en la provincia de Santa Fe. A partir de 1956 se reincorporó definitivamente a la AFA donde obtuvo cinco campeonatos y tres torneos en el fútbol de ascenso.
Es una de las instituciones tradicionales en la segunda categoría del fútbol argentino, tanto en su antiguo formato de Primera B hasta 1986, siendo uno de los veinte clubes con más temporadas disputadas, y en su actual formato como Primera Nacional donde se ubica dentro de las primeras veinte posiciones de la clasificación histórica. 
Es un asiduo protagonista de la Segunda División siendo el segundo club con más subcampeonatos a lo largo de la historia de la categoría con seis subcampeonatos —junto con Tigre— solamente por detrás de Quilmes (13). Destacándose como contendiente en la pelea de 17 campeonatos, torneos reducidos y partidos definitorios, dentro de los cuales cuenta con dos finales y tres semifinales por el ascenso a Primera División.
En 1970 tuvo su primera y única participación en la máxima división del fútbol argentino. Disputó el Torneo Reclasificatorio de Primera junto a Quilmes, Colón y Ferro. Su debut en primera división fue frente a Quilmes el 12 de diciembre en el estadio del Club Atlético Atlanta. Debido a su participación en dicho torneo reducido, integra la tabla histórica de la máxima categoría del fútbol argentino.
Es el único club que disputó partidos oficiales en la segunda categoría del fútbol argentino con los cuatro grandes que descendieron, River Plate, Independiente, San Lorenzo y Racing Club. Sobre diez partidos disputados solo perdió tres encuentros frente a estos adversarios, estando invicto en su estadio Fragata Presidente Sarmiento.
Es uno de los denominados «grandes» del fútbol de ascenso en Argentina. En 2007 realizó una concurrencia histórica fuera de su estadio en tercera categoría, donde casi 25 mil personas se movilizaron al estadio el Cilindro de Avellaneda de Racing Club en la segunda final de Primera B Metropolitana frente a Estudiantes (BA). En octubre de 2023 a más de 700 km de su distrito, lo acompañaron 25 000 hinchas de la parcialidad de La Matanza a la provincia de Córdoba, para la final definitoria a primera frente a Independiente Rivadavia en el Estadio Kempes.En junio de 2024 su afición convocó 10 000 hinchas a más de 1.200 km, en Mendoza por Copa Argentina frente a Boca Juniors.
Posee su Sede social en la zona céntrica de San Justo, con tres mil metros cuadrados cubiertos aproximados, y salida a dos calles: Entre Ríos y Almafuerte. También su Polideportivo Luis Mendoza, de quince hectáreas, con complejos de Tenis, Hockey y natatorio olímpico, siendo uno de los predios de mayores dimensiones de un club metropolitano

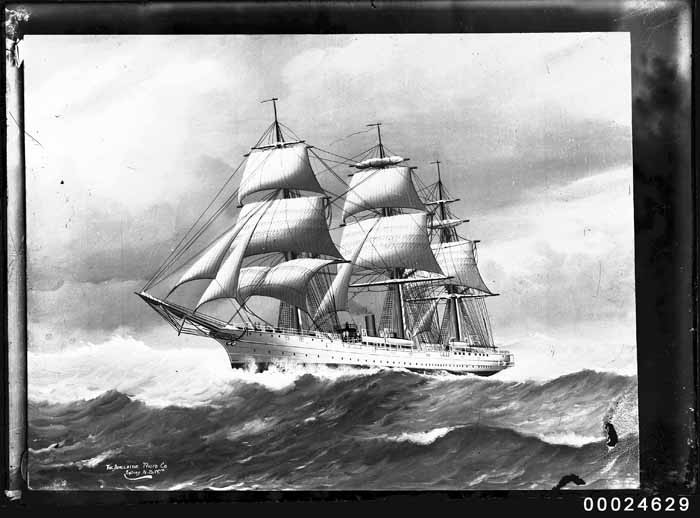
La Fragata ARA Presidente Sarmiento Emblemático buque escuela de la Armada Argentina que inspiró el nombre de su estadio y uno de los apodos de Almirante, una de las pocas imágenes de navegación en velas abiertas que se conservan en 1928.

Su estadio Fragata Presidente Sarmiento se encuentra ubicado en el extremo oeste de la ciudad de San Justo, marcando la esquina del estadio (José Mármol 5400 y José I. Rucci) el punto de inflexión del límite entre San Justo e Isidro Casanova, sus aceras también pertenecen al código postal de San Justo (1754), tiene una capacidad de 25 000 espectadores, que le permitió retener la localía con público visitante contra equipos como River Plate.
Debido a su infraestructura, el distrito al cual pertenece y sus convocatorias a lo largo de su historia fue apodado el Gigante del Oeste. Desde 1956 es una tradición de su afición cada logró deportivo celebrarlo en la plaza de San Justo, cabecera de su distrito.
Su otra disciplina histórica es el Tenis correlacionado al deporte blanco hace 111 años, desde el 14 de agosto de 1914, implementando Frontón para la práctica de Pelota paleta y del Share o Xaré más conocido como Raqueta argentina. Es socio pleno de la Asociación Argentina de Tenis donde sus tenistas compiten en partidos del circuito y en el torneo Interclubes de Primera División organizados por la AAT.
También se encuentra afiliado a la Asociación de Hockey de Buenos Aires perteneciendo a la Confederación Argentina de Hockey donde sus jugadoras del plantel superior femenino compiten en el Torneo Metropolitano AHBA.

## Historia institucional
Es importante señalar que Juan Sábas Nicolini —uno de los fundadores de la institución— falleció en 1966 y un año posterior, en 1967 se tomó el mismo mes que en 1912 "julio", que demuestra claramente el camino iniciado por la institución para volver a sus orígenes.

Este volante conmemorativo se encuentra preservado por Claudio Laquidara como así también hay otro ejemplar en poder de Carlos Foglia (Sobrino nieto de Juan Sábas Nicolini). documentación certificada por el Centro de Estudios Históricos de La Matanza (CEHLaM).

Francisco Deverech un año antes de su fallecimiento, a sus 71 años, ofrece un discurso histórico en la sede social, demostrando un acto de grandeza cuando querían agasajarlo como uno de los supuestos fundadores.
Deverech —quien en su domicilio impulso la continuidad instituciónal — marca claramente su postura y sus valores.
Utilizando una metáfora de un ramo de flores unificó las denominaciones de la historia de Almirante Brown desde su fundación en 1912, certificando que es un mismo y único club, "porque es todo uno" y remarcando dos veces que "son hermanados".
Afirmó que "si hemos defendido los colores amarillo y negro ha sido en beneficio de que el pueblo se ennobleciera".
Y expresó su sentimiento agregándo que "algunos son pobres materialmente y otros moralmente", dejando frases para la historia.

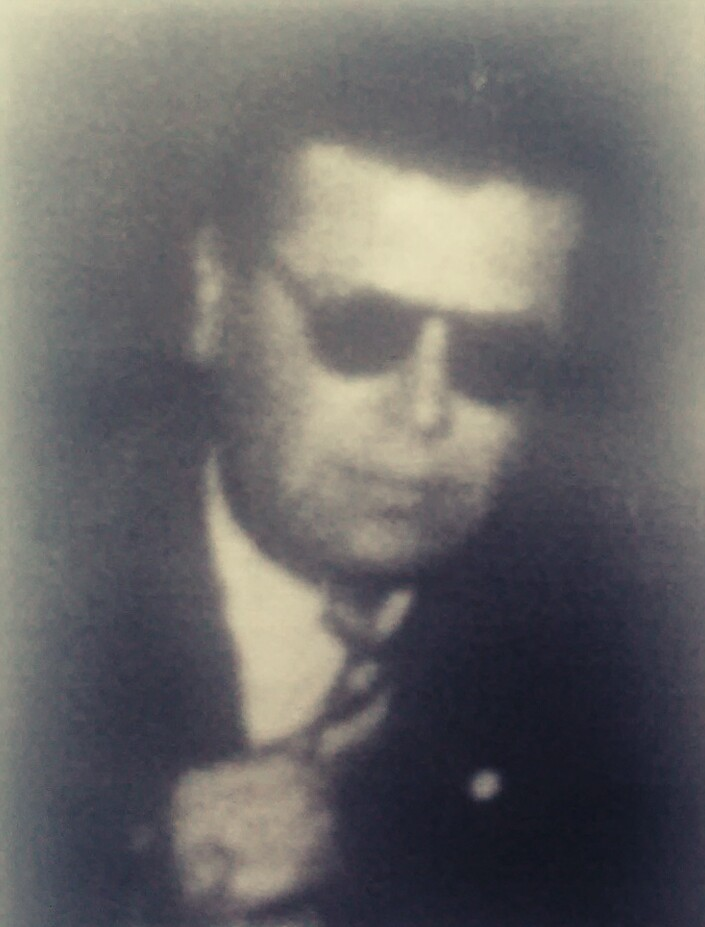
Francisco Deverech: Dirigente, jugador y principal impulsor de la continuidad institucional de Almirante Brown en 1922.Francisco Deverech un año antes de su fallecimiento, a sus 71 años, ofrece un discurso histórico en la sede social, demostrando un acto de grandeza cuando querían agasajarlo como uno de los supuestos fundadores.
Deverech —quien en su domicilio impulso la continuidad instituciónal — marca claramente su postura y sus valores.
Utilizando una metáfora de un ramo de flores unificó las denominaciones de la historia de Almirante Brown desde su fundación en 1912, certificando que es un mismo y único club, "porque es todo uno" y remarcando dos veces que "son hermanados".
Afirmó que "si hemos defendido los colores amarillo y negro ha sido en beneficio de que el pueblo se ennobleciera".
Y expresó su sentimiento agregándo que "algunos son pobres materialmente y otros moralmente", dejando frases para la historia.

"Voy agregar mi broche a este ramo que han formado dirigentes y jugadores de Almirante Brown, Brown Atlético Club y Centro Atlético y Recreativo Almirante Brown, porque es todo uno, son hermanados.""Hermanados por una fe a la patria, por una fé a la cultura del deporte, y por un deporte sano, porque así se han practicado siempre" "y si hemos defendido los colores amarillo y negro en el pueblo de San Justo, ha sido en beneficio de que el pueblo se ennobleciera, y que el pobre, por qué todos somos pobres, ya sea algunos materialmente y otros moralmente""Para que todos podamos enorgullecernos y decir, yo soy de Almirante Brown, este es mi pequeño broche". "A todos muchas felicidades y que sigan luchando y esperaría ver no solo a los hijos de ustedes sino los nietos, blandiendo siempre en el aire los colores amarillos y negros". 
Francisco Deverech, extracto de su discurso en enero de 1972 en la sede social, publicado por la Revista Brown de San Justo n°10, página 4, con motivo su fallecimiento el 30 de julio de 1973 a sus 72 años. 
1. ↑  "Un grupo de muchachos jóvenes de 18, 20, 25 años que gustaban del fútbol, quieren hacer y formar un club, preponderantemente de fútbol. Se juntan entre ellos Juan Nicolini, Guzzoni, Anchezahar y otros más".
"Se reúnen un 1 de julio de 1912, el nombre del club a exponencia de otros (próceres), se elige el nombre de Almirante Brown, el Patriota Marino".(Doctor Honorio Foglia, ex vicepresidente y médico de la institución, sobrino de Juan Sábas Nicolini, año 2007, documental audiovisual, "Almirante Brown una vida con Pasión", Universidad Nacional de La Matanza.)Fueron Francisco Deverech, Rodolfo Sánchez, Amaro Fernando Sosa y Julio Arca. Se reunierion en la finca de la calle Buenos Aires 532 (Dr. Ignacio Arieta) entre Catamarca (Av. Presidente Arturo Umberto Ilia) y Salta, solar que pertenecía a la familia Deverech, allí resolvieron darle continuidad al transitoriamente inactivo Almirante Brown.Los cuatro tomaron el papel protagonicó, sabedores de la necesidad de distintos materiales acudieron a los Brownistas entre ellos Juan Sabas Nicolini, custodio de los elementos.(Extracto, Almirante Brown, Cien años de historia, página 31, año 2012). Aportarían todos los elementos que poseían, sellos, libro de actas, Estatuto, camisetas, pantalones, medias, pelotas, cámaras, los arcos y también su experiencia para que se pusiera una vez más en funcionamiento Almirante Brown, lógicamente con el mismo nombre y manteniendo la misma divisa aurinegra. (Extracto, Almirante Brown, Cien años de historia, página 34, año 2012)

Con motivo del ascenso logrado frente a Villa Dalmine en 1987 el diario La Nación entrevistó a José Nicolás Boragno exmandatario —uno de los "diez hijos" del expresidente Segundo Boragno— quien quince años después del histórico discurso de Deverech, finalmente certificó que un grupo de jóvenes "le ofreció" a su padre la presidencia de Almirante Brown —ya existente— que "se fundó en 1912"  y que  "volvió a funcionar en 1922" .
 "Un grupo de Jóvenes le ofreció a mi padre la presidencia de Almirante Brown en 1922. En aquel momento la zona tenía otras características a pocas cuadras de la actual rotonda salíamos a cazar perdices", recuerda Boragno socio 39 de la entidad. 
 "Almirante Brown se fundó por primera vez en 1912 se disolvió 7 años después, y en 1922 a influjo de varios entusiastas vecinos de San Justo volvió a funcionar. Luce los colores amarillo y negro porque en el momento de comprar las primeras camisetas solo encontraron en la tienda un juego". José Nicolás Boragno, hijo de Segundo Boragno, miércoles 24 de junio de 1987. Extracto de diario La Nación, suplemento zonal oeste.
1. ↑  Almirante Brown poseía estatutos presentados en personería jurídica y si bien la entidad tuvo un breve lapso de inactividad,  nunca fue disuelta, dado que no hubo un acta de disolución ni liquidación (venta) de sus bienes, los mismos fueron traspasados junto a la documentación —Acta fundacional de 1912 pasado en limpio, libro de actas número dos y estatutos— a la CD en 1922 para su continuidad institucional y futbolística.Con la afiliación a la Asociación en 1916 se había comenzado un nuevo Libro de Actas, el anterior se terminó abruptamente el 3 de diciembre de 1915 con la reunión de C.D que cerró el año. Sin dudas hubo uno posterior ya que era uno de los requisitos indispensables para la afiliación a la Asociación, lamentablemente nunca fue hallado.
Posiblemente ese Libro de Actas documento lo actuado hasta el cese de actividades del club y luego fue entregado a Segundo Boragno en 1922.(Almirante Brown, Cien años de historia, página 24, año 2012.)

 Aunque el inicio de la institución, según los historiadores, corresponde a la continuidad de otro club, el Atletic Club Almirante Brown, la cual fue fundada el 1 de julio de 1912 y fue presidida por Juan Nicolini.Extracto, 18 de enero de 2006, Universo Fútbol.
1. ↑  La nota fue realizada en 2006, varios años anteriores a la publicación del libro, Almirante Brown, Cien años de historia. Quedando comprobado el conocimiento de los historiadores del fútbol argentino de los hechos fundacionales de la entidad, remarcando "la continuidad" institucional de Almirante Brown en 1922. Fundado el 1 de julio de 1912, Almirante Brown se posiciona como la primera entidad deportiva del país en adoptar el nombre del héroe naval de la independencia. Esto se debe a que, cien años antes de la creación del club, al "padre de la Armada" le otorgaron la nacionalidad argentina.(Extracto, Página 12, 23 de noviembre 2023)

 Se usaron las camisetas que se consiguieron. Algo de eso le pasó al hombre de Almirante Brown que una mañana de 1912 compró un juego completo de camisetas del Central Uruguay Railway Cricket Club. Más de un siglo después el equipo conserva el amarillo y negro.Extracto "Atlas de Camisetas", año 2017.
1. ↑  
 Formación del CURCC en 1911 con la camiseta de siete (7) franjas anchas en su frente, 
cuatro (4) color amarillonaranja y tres (3) negro absoluto utilizada hasta finales de 1913 implementada por Almirante Brown. La institución también incorporó el pantalón negro y las medias negras con dos franjas amarillas horizontales que se observan en la equipación del CURCC. Hay absoluta similitud y concidencia en diseño, colores, el periodo que las utilizó el CURCC 1911-1913 y fueron adquiridas fortuitamente por Almirante en 1912.
El origen de los colores: Proviene del Central Uruguay Railway Cricket Club (CURCC), que tomó los colores del uniforme de la locomotora inglesa “Rocket”. El primer juego completo de camisetas fue comprado por unos de sus fundadores, Enrique Premoli, en la Ciudad de Buenos Aires. En ese momento, la disponibilidad de las prendas del CURCC obedecía a que la mayoría de los productos textiles se enviaban desde Buenos Aires a Montevideo, dado que las importadoras uruguayas de ese rubro tenían sus sedes en la Capital Federal (Extracto, el 1 digital, Universidad Nacional de La Matanza).amarillonaranja es el color o los colores que se perciben como intermedios entre el amarillo y el naranja, sin que uno de estos últimos predomine sobre el otro, dentro de estas tonalidades está el color oro también denominado áurico. Dando origen a su primer apodo Aurinegro.Solo una casa disponía de un juego completo de camisetas. Casi con seguridad fue Gath & Chaves, famosa tienda de orígenes argentinos que fue adquirida por capitales ingleses, poseía un edificio de cuatro plantas en la calle Piedad (Bartolomé Mitre) y Florida; la gran mayoría de los clubes compraba allí su indumentaria. (Almirante Brown, Cien años de historia, página 13, año 2012)Las primeras casacas que vistieron los jugadores de Almirante Brown eran a franjas anchas, los documentos fotográficos así lo demuestran. El equipo de 1929 fue el primero que vistió la casaca mil rayitas y el único durante décadas, algo que no se repitió hasta la década del 60', la camiseta original y tradicional del club es a franjas anchas. (Extracto, Almirante Brown, Cien años de historia, página 42, año 2012) El Club Almirante Brown estrenó una nueva camiseta para su guardavallas. Las mangas ostentan galones similares a los que se usan en la Armada Argentina. Y exhibe bien claro el tradicional escudo con los colores oro y negro que distinguen a la entidad desde su fundación en 1912. (Extracto, Diario Popular, 5 de febrero 2021)

" Y.. Que habrá pasado por el corazón de aquellos que lo concibieron; Que pusieron sus primeras semillas casi diez años antes"Documental audiovisual "Almirante Brown una vida con Pasión", año 2007, Universidad Nacional de La Matanza 

### Fundación

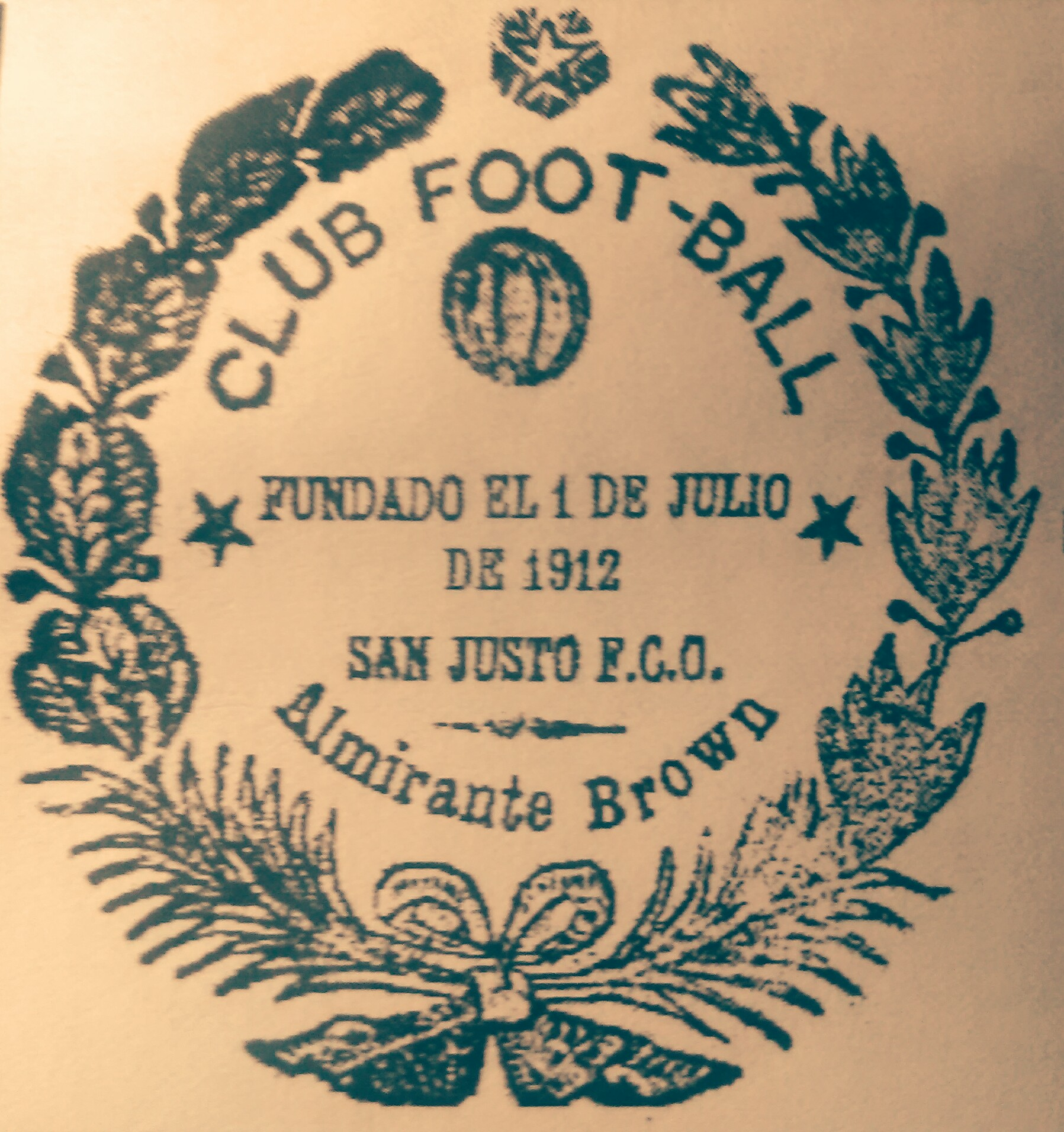
Primer sello de Almirante Brown luego de su fundación en 1912 con su emplazamiento San Justo F.C.O (Estación del ramal oeste del ferrocarril). El mismo resalta Club Foot Ball dado que fue creado como un club futbolístico pero en el encabezado del borrador del acta fundacional en su inicio se observa claramente Club Atlético Almirante Brown primera denominación de su historia. documentación certificada por el Centro de Estudios Históricos de La Matanza (CEHLaM)

La institución fue fundada el 1 de julio de 1912 en San Justo, capital del partido de La Matanza, como Club Atlético Almirante Brown en homenaje al héroe naval de la Independencia argentina, en concordancia con los cien años del otorgamiento de la nacionalidad Argentina al padre de la Armada en 1812.
Cuando se otorgó la naturalizacion al prócer el país se denominaba Provincias Unidas del Río de la Plata, el cual continúa siendo uno de los tres nombres oficiales de la Nación Argentina (junto con República Argentina y Confederación Argentina), permaneciendo en la constitución en su artículo 35.º.
A continuación se cita su inmortalizada frase de guerra en plena batalla:
 «¡Fuego rasante que el pueblo nos contempla!» 11 de junio de 1826, Almirante Brown, Combate de Los Pozos.

El lema que tendrá este Club Atlético será difundir en la juventud el desarrollo físico para lo cual pedimos al pueblo de San Justo su cooperación y a todos los que nos acompañen conjuntamente conservar; depositándose en los triunfos la obra que se realice.
 Lunes 1 de Julio de 1912, primer documento de la historia de Almirante Brown, borrador del acta fundacional redactado por Juan Sábas Nicolini y Alejandro Guzzoni.

 En los renglones posteriores señala; Fundado el 1 de julio de 1912 y detalla claramente; Fundadores: Alejandro F. Guzzoni y Juan S. Nicolini quienes a sus 18 años redactaron de puño y letra (manuscrito) los valores fundacionales.
 El histórico documento se encuentra preservado por Carlos Foglia, socio vitalicio de la institución y sobrino nieto de Juan Sábas Nicolini. Documentación certificada por el Centro de Estudios Históricos de La Matanza (CEHLaM).
 Dicho Tomo y los cuadernos anteriores se encuentran conservados por Carlos Foglia, sobrino nieto de Juan Sábas Nicolini. Documentación certificada por el Centro de Estudios Históricos de La Matanza (CEHLaM).

Almirante Brown, también conocido como La Fragata, fue fundado originalmente en 1912 -debutó en un torneo oficial en 1916- pero tuvo un cese de actividades en 1919 que recién se terminó tres años después, el 17 de enero de 1922, fecha que el club tomó como referencia para festejar su centenario.
Extracto, diario Página 12.

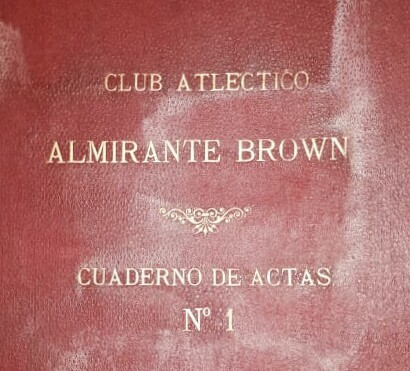
Si bien durante una primera etapa se utilizaron cuadernos posteriormente se implementó el Libro de actas del Club Almirante Brown serigrafiado, el libro número dos de A.C. Almirante Brown fue traspasado en 1922. Dicho Tomo y los cuadernos anteriores se encuentran conservados por Carlos Foglia, sobrino nieto de Juan Sábas Nicolini. Documentación certificada por el Centro de Estudios Históricos de La Matanza (CEHLaM).

El acta fundacional fue labrada en el domicilio de Juan Sabás Nicolini, en la calle Tucumán al 500 de San Justo, hoy Perú 2238, a la vuelta de donde funciona la sede social del club. La motivación de la fundación, como la de otros clubes de la época, era la de participar en el fútbol oficial y la de difundir el deporte entre los jóvenes de la zona.

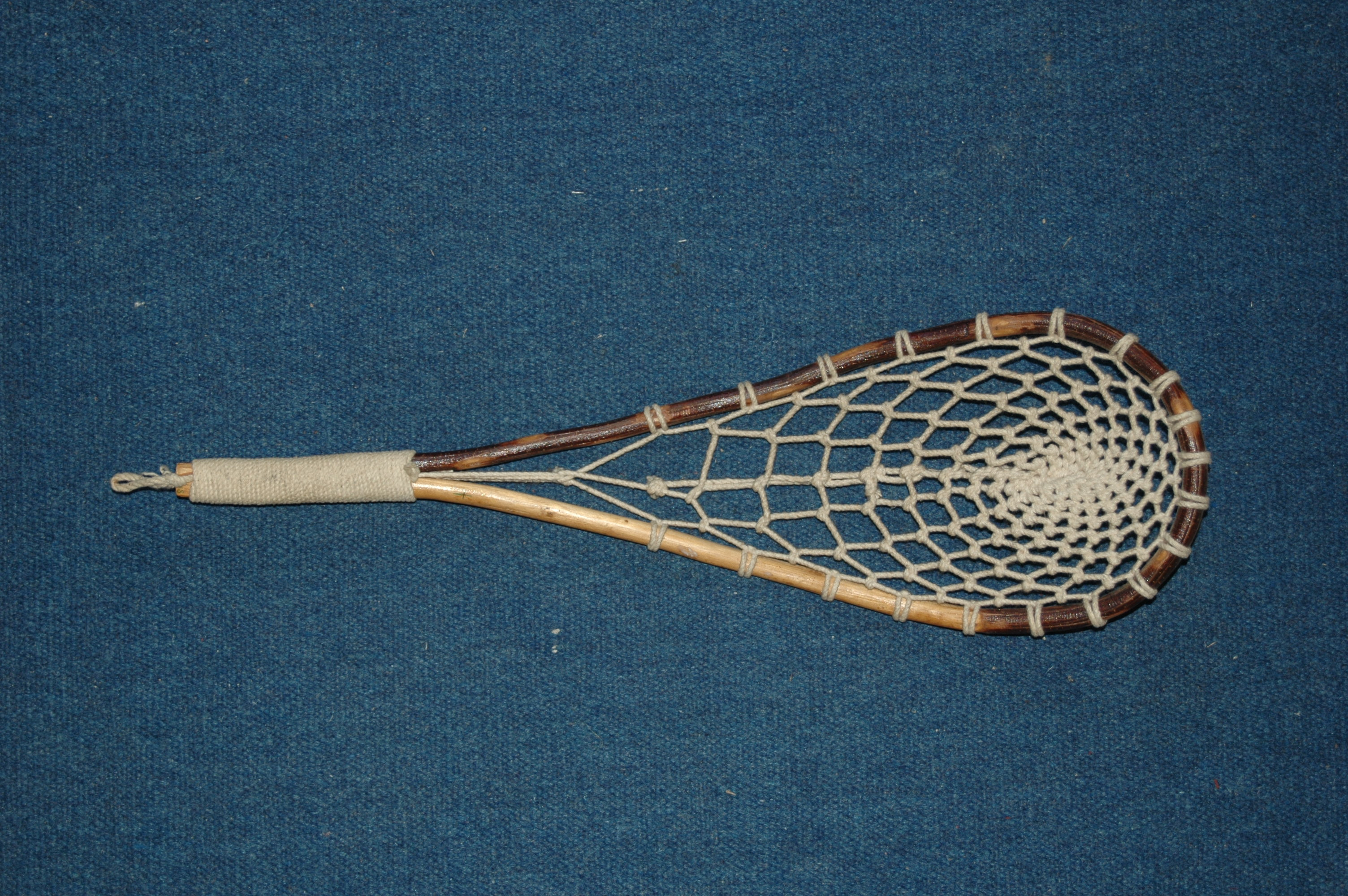
Herramienta para la modalidad de Share o Xaré practicada oficialmente desde el 14 de agosto de 1914 (registrado en actas), con cierta similitud con una raqueta de Tenis, correlacionada históricamente al deporte blanco en la institución desde sus inicios.

Si bien fue creado como un club futbolístico su otra actividad fue la práctica de pelota a paleta y del Share o Xaré más conocido como raqueta argentina. Se cree incluso compitió en esta disciplina ya que en libro de actas quedó registrado el uniforme de la actividad para los partidos oficiales.Los fundadores Juan Sábas Nicolini y Alejandro Guzzoni lo expresaron en el documento como Club Atlético Almirante Brown, primera denominación de su historia.
A continuación, se detalla la composición de la primera Comisión Directiva de la historia de Almirante Brown.
- Presidente: Carlos E. Massa.
- Secretario: Jacinto P. Bidegain.
- Pro-Secretario: Óscar Noriega Britos.
- Tesorero: Juan Sabás Nicolini.
- Pro-Tesorero: Domingo Maggioti.
- Vocales: Enrique Premoli, Gerónimo Podesta, Ángel Massa, Roque Coletta, Esteban Sciutto, Ferreyro y Alfredo Santamaría.
- Primer Capitán: Héctor Vivarelli.

 "En pleno festejo por el campeonato obtenido de 1956, se acerco un abuelo feliz por el triunfo, siguió la campaña y dijo haber sido directivo del club en 1912 pero nadie entendió a que se refería". 
"El se retiró amargado, no admitía que este fuera otro Almirante. Su nombre: Carlos Massa. Yo siento que fueron injustos con el".Dr Honorio Foglia (Sobrino de Juan S. Nicolini) 2012, página cinco, Almirante Brown, Cien años de historia. 

### Origen de sus colores (Simbología)
- Presione aquí para ver la historia del uniforme del Club Almirante Brown.

 Se usaron las camisetas que se consiguieron. Algo de eso le pasó al hombre de Almirante Brown que una mañana de 1912 compró un juego completo de camisetas del Central Uruguay Railway Cricket Club. Más de un siglo después el equipo conserva el amarillo y negro.Extracto "Atlas de Camisetas", año 2017.

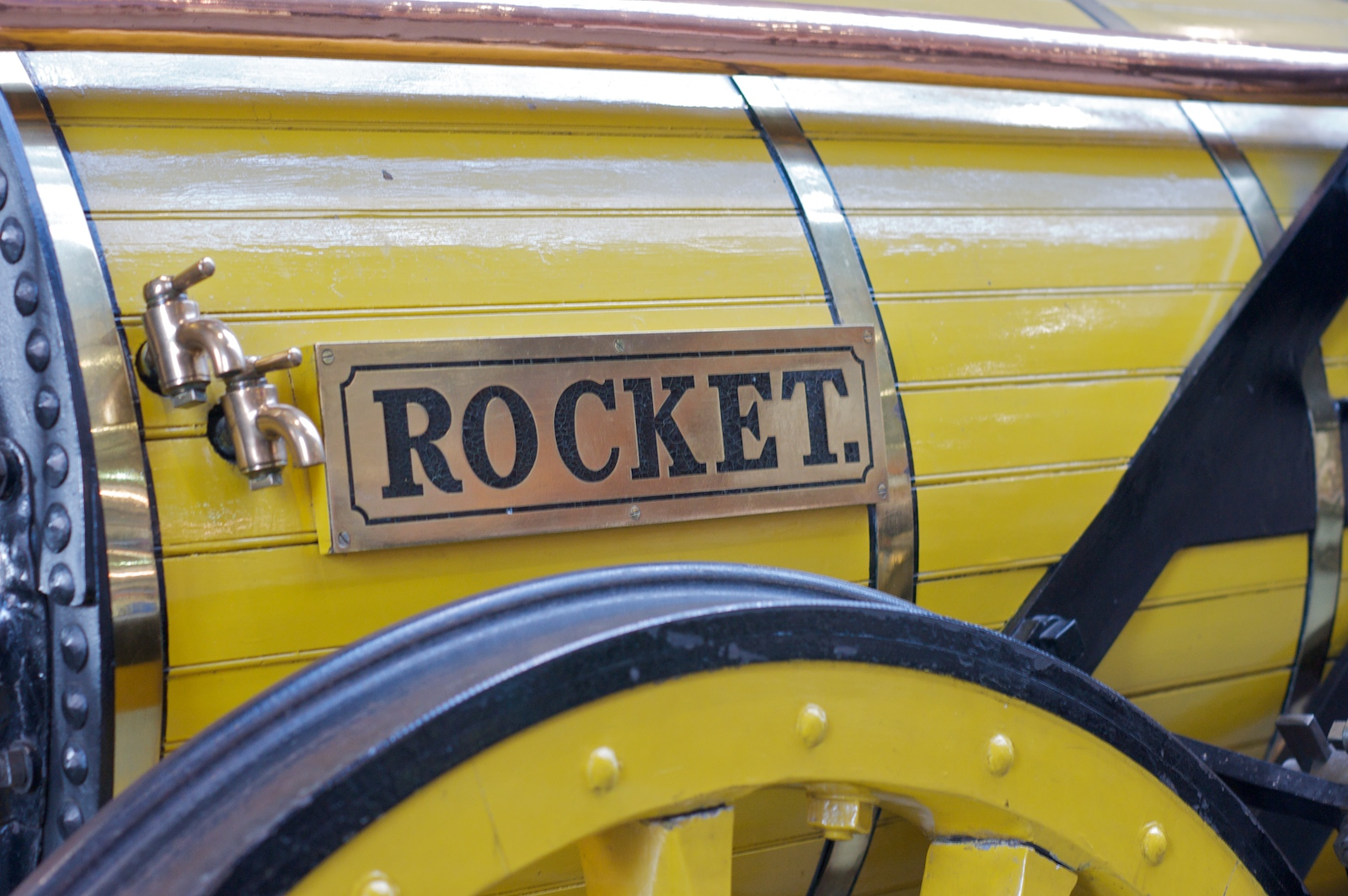
Los colores amarillo y negro se originaron de La Rocket, inspirados en el aurinegro del CURCC, de donde provienen fortuitamente de su primer uniforme en 1912.

La elección de sus colores en 1912 fue mediante una acción fortuita, fundaron la institución y necesitaban el uniforme, al no disponer en esa época el pueblo de San Justo un comercio que contara con un juego completo de camisetas se le encomendó la compra a uno de sus directivos fundadores, Enrique Premoli, que trabajaba en la ciudad de Buenos Aires.
Pese a recomendarle algunos diseños, solo una casa poseía a la venta un juego completo, siendo casi con seguridad la tienda Gath & Chaves nombrada como "gatichaves" ubicada en la calle Bartolomé Mitre y Florida. La camiseta de siete franjas anchas en su frente, divididas en cuatro bastones color amarillonaranja y tres negro absoluto eran las del CURCC de Uruguay una de las cuatro entidades fundadoras de la AUF, que tomo sus colores de la locomotora Rocket por lo que hay una historia y un significado detrás de las tonalidades aurinegras de Almirante Brown.
 El CURCC (disuelto el 22 de enero de 1915) fue en esa década la única institución rioplatense aurinegra reconocida y afamada, sus uniformes eran importados de Inglaterra a Buenos Aires y luego enviados a Montevideo, dado que las importadoras uruguayas del rubro textil tenían sus sedes en la Capital Federal. Este hecho generó que fortuitamente Almirante Brown las adquiera.

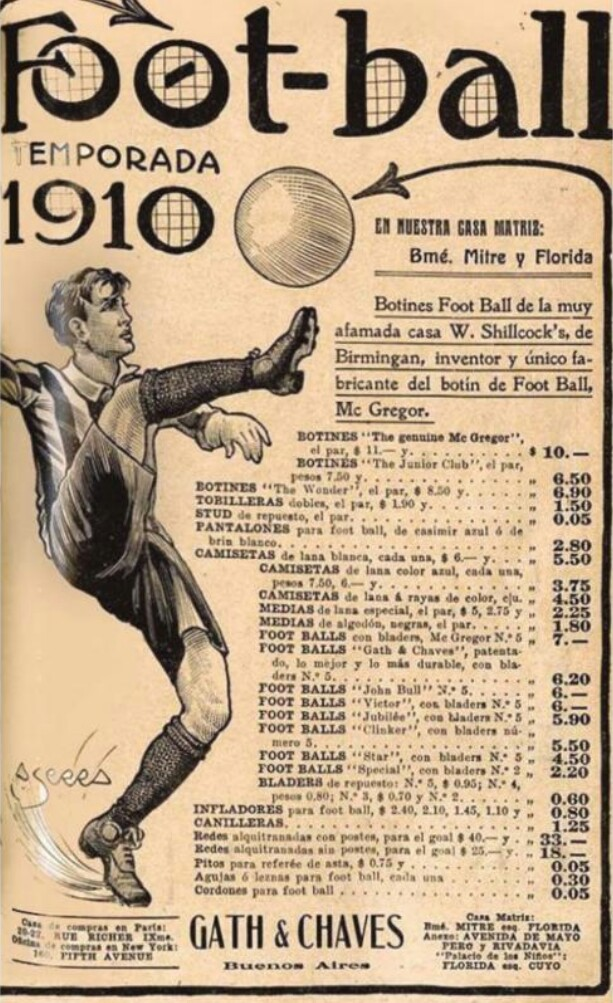
Cartilla de Gath & Cháves de 1910, con listado de productos y costo de los artículos futbolísticos. En gatichaves es dónde casi con seguridad Enrique Premoli adquirió las primeras camisetas de la entidad en 1912. El CURCC (disuelto el 22 de enero de 1915) fue en esa década la única institución rioplatense aurinegra reconocida y afamada, sus uniformes eran importados de Inglaterra a Buenos Aires y luego enviados a Montevideo, dado que las importadoras uruguayas del rubro textil tenían sus sedes en la Capital Federal. Este hecho generó que fortuitamente Almirante Brown las adquiera.

El CURCC era muy reconocido en el ámbito local ya que disputó muchos torneos en Buenos Aires siendo disuelto el 22 de enero de 1915. La indumentaria utilizada desde 1911 a 1913 identificada en la historia del uniforme del CURCC es similar a la adoptada por Almirante Brown en 1912.
Hay una imagen con una dedicatoria en su revés fechada en 1913 verificada por el (CEHLaM) de Juan Sabás Nicolini con la camiseta de siete bastones, que posee más valor que un recibo de compra de hace más de cien años que difícilmente contaría con una descripción de colores, cantidad de franjas y carecería de sentido si no se conservará la fotografía original manuscrita por el propio Nicolini. Es de señalar que varios clubes reconocidos adquirieron sus primeros uniformes en Gath & Chaves y no cuentan con un recibo de compra de la década de 1910 aproximadamente.

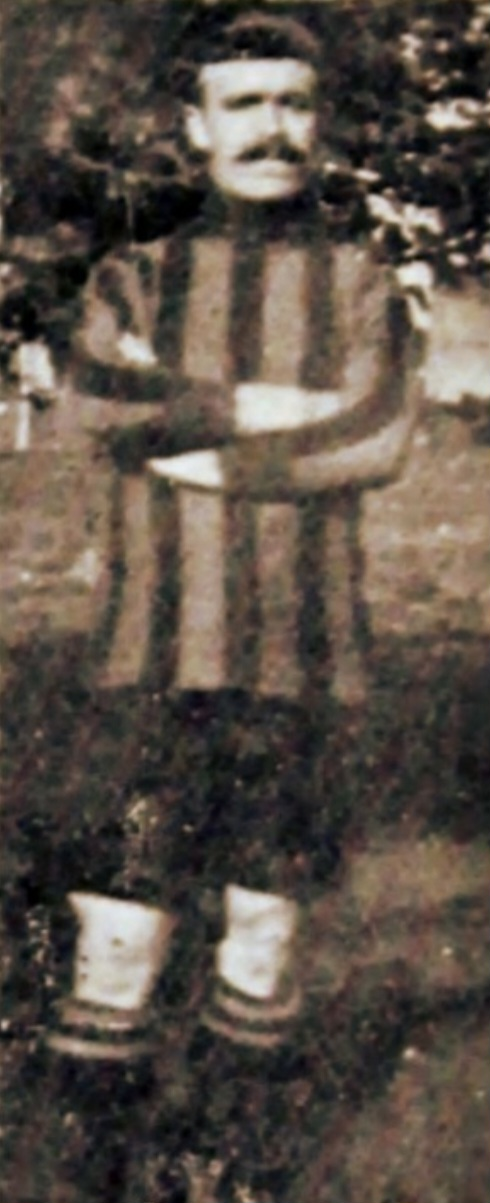
Uniforme del CURCC implementado por Almirante en 1912. Es de absoluta coincidencia el periodo que las utilizó el CURCC de 1911 a 1913, su diseño de siete (7) franjas anchas en su frente: cuatro (4) amarillonaranja y tres (3) negro absoluto, pantalón y medias negras con dos franjas amarillas horizontales. En la imagen del 12 de mayo en 1912, el capitán del CURCC, Camacho con el uniforme que meses después fue implementado fortuitamente por la entidad de La Matanza

Es incorrecto el término utilizado que tomó sus colores de Peñarol. Cuando Enrique Premoli adquirió las camisetas aurinegras del CURCC en 1912 no había a hasta ese momento una institución denominada oficialmente Peñarol. El CURCC tenía su estadio en Villa Peñarol, siendo apodado por su ubicación geográfica debido a la difícil pronunciación de su nombre en inglés Central Uruguay Railway Cricket Club dado que fue un club fundado por ingleses. El CURCC disputó varios partidos en 1914, ej.:C.U.R.C.C. versus Club A. Patria, diario La Razón de Uruguay, 23 de julio de 1914 (página 6, columna 4), siendo disuelto el 22 de enero de 1915 donando parte de sus bienes al hospital Británico de Montevideo.

El Central Uruguay Railway Cricket Club fundado el 28 de septiembre de 1891 era conocido en ese momento como Peñarol, por el lugar en que se encontraba su cancha, llamado Villa Peñarol (hoy ya sin la denominación de villa es un barrio de Montevideo). 
Cabe señalar que los colores fueron tomados de una antigua locomotora inglesa llamada Rocket, famosa por ganar un concurso de máquinas en el Reino Unido organizado en 1829 por el Ferrocarril Liverpool a Mánchester.
7 de abril de 2020, extracto Historia Fútbol Club

El Club Atlético Peñarol adoptó el nombre, tomado del apodo del CURCC el 13 de diciembre de 1913, posterior a la implementación de la simbología de Almirante Brown en 1912. Peñarol sostiene que es una continuidad del CURCC, pero la coexistencia y la disputa de partidos al mismo tiempo de Peñarol y CURCC en 1914, generó una controversia en Uruguay denominada Decanato en el fútbol uruguayo.

Peñarol saldrá a la cancha con la camiseta del CURCC, un equipo nacido en 1891 que los 'manyas' consideran su mismo club con una denominación diferente, mientras Nacional -surgido en 1899- afirma que son dos instituciones distintas y que el aurinegro que se conoce hoy nació en 1913.
Infobae, 14 de julio de 2021

1. ↑   Aclaración: Si bien Enrique Premoli y Juan Sábas Nicolini utilizaban la referencia de procedencia de sus colores como Peñarol, justamente es debido al apodo que poseía el CURCC en Uruguay como en Argentina, por lo ya detallado y su difícil pronunciación de su extenso nombre en inglés Central Uruguay Railway Cricket Club, pudiendo ser una de las causas de la errónea interpretación. Hay afiches del año 1900 del CURCC con su apodo: presione aquí para ver afiche del CURCC de 1900 con su apodo geográfico

 En la misma se observan mínimos detalles como los hombros, mangas, cuello, cantidad de franjas y puños demostrando una similitud idéntica a la del CURCC, reafirmando claramente su origen.
 La imagen posee una dedicatoria en el reverso fechada en 1913 y la fotografía está certificada por el Centro de Estudios Históricos de La Matanza (CEHLaM).
Amarillonaranja es el color o los colores que se perciben como intermedios entre el amarillo y el naranja, sin que uno de estos últimos predomine sobre el otro. La institución siempre utilizó el mismo matiz, siendo la única variación el tipo de tonalidades a través de los años. La entidad también mantuvo su mismo nombre: "Almirante Brown" desde su fundación en 1912.

#### Escudo
El diseño y colores de su uniforme fueron implementados de igual similitud de manera evidente en el escudo oficial de la institución, con cuatro franjas amarillas y tres franjas negras que se mantuvo inalterable desde 1912 hasta la actualidad, no obstante a la indumentaria se le agregaban las iniciales CAB —Club Almirante Brown—.
Si bien el registro más antiguo del escudo que se conserva es de 1934 (contiene también cuatro franjas amarillas y tres negras). Se descarta una mera coincidencia, siendo prueba evidencial exacta que él mismo fue creado en 1912 con base en el diseño de la camiseta implementada. Acompañada por la correspondiente fotografía de absoluta similitud que certifica el origen de uno de los símbolos de Almirante Brown.

 El Club “Almirante Brown” ha estrenado nueva camiseta para su guardavallas. Las mangas ostentan galones similares a los que se usan en la Armada Argentina. Y, por cierto, exhibe bien claro el tradicional escudo con los colores oro y negro que distinguen a la entidad desde su fundación en 1912.
Extracto, "Nueva Camiseta del Club "Almirante Brown".
Evoca al Máximo Héroe Naval de los Argentinos, febrero de 2021, Instituto Nacional Browniano.

### Estatutos de 1915, primera participación de su historia en AFA

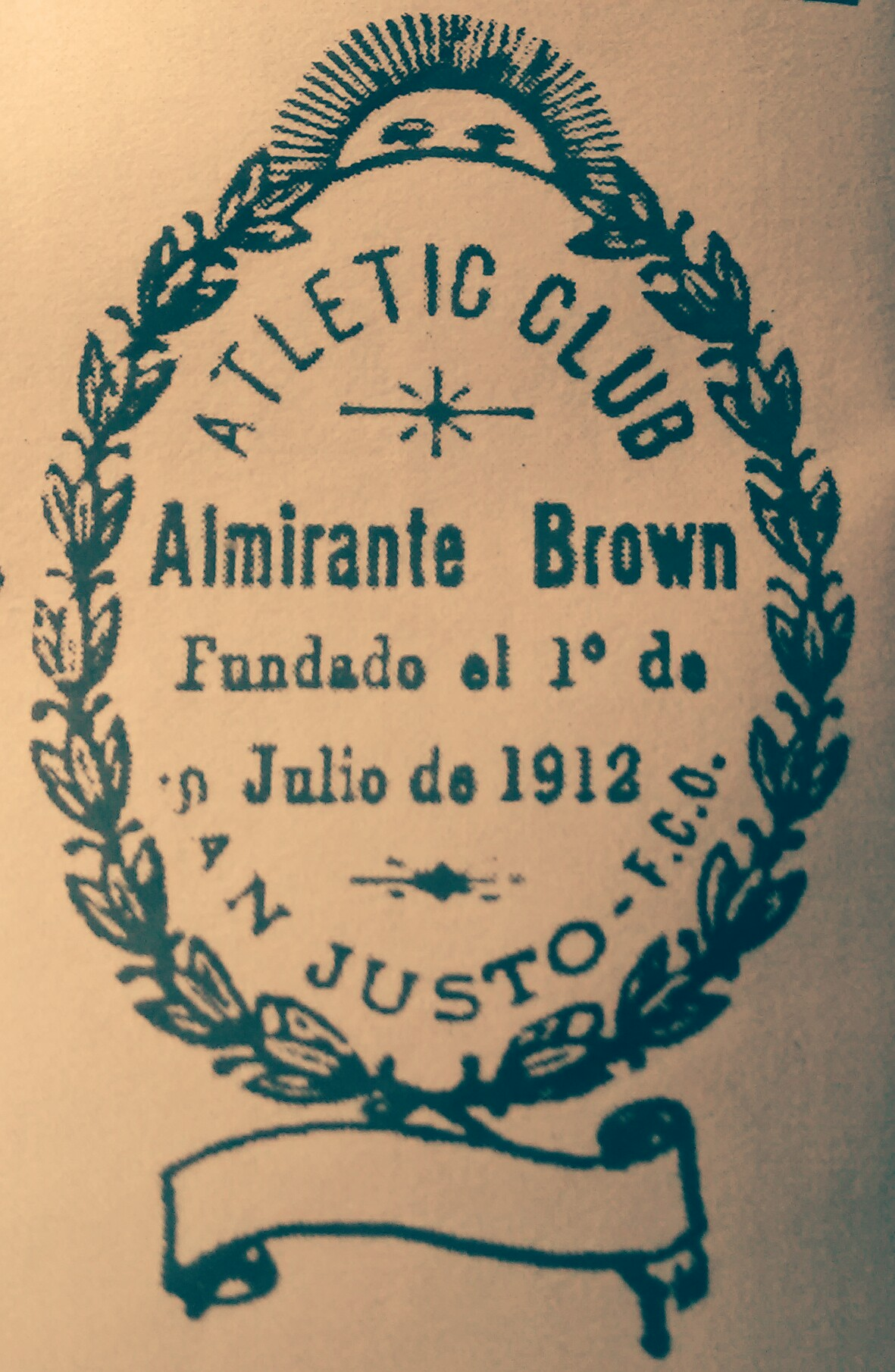
Segundo sello de Almirante Brown luego de la implementación de los estatutos en 1915 con la segunda denominación que acompaña su nombre, Atletic Club, documentación certificada por el Centro de Estudios Históricos de La Matanza (CEHLaM)

El 1 de marzo de 1914 asume su segundo presidente Jerónimo Podesta. El 30 de octubre de dicho año José Guilleneau remplaza a Podesta, convirtiéndose de esta manera en el tercer presidente de su historia.
Bajo la presidencia de Guilleneau el 21 de mayo de 1915 a través de una asamblea, se modificó la denominación que acompaña su nombre, Atletic Club, Almirante Brown, así expresado tanto en el estatuto como el sello de la institución, el mismo no usó el vocablo Atlético ni Athletic en inglés. Ese día entraron además en vigor los nuevos reglamentos de la entidad.

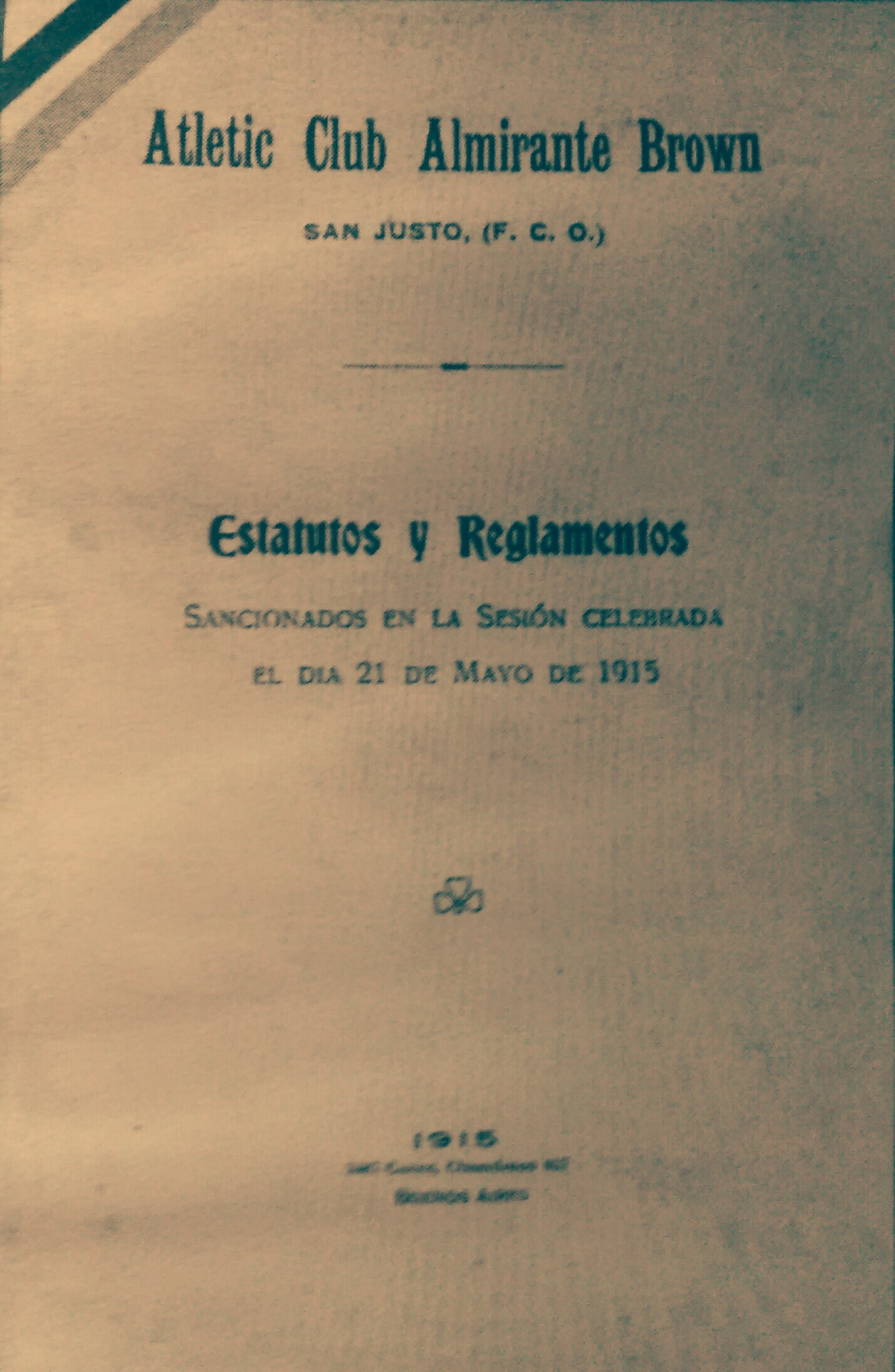
Portada del estatuto de Almirante Brown aprobados el 21 de mayo de 1915, los mismos se siguieron utilizando, en su reanudación institucional de 1922, de su primer hoja fue tomada su tercera denominación que acompaña su nombre, Centro Atlético y Recreativo. Si bien se realizaron 500 copias encuadernadas del estatuto (contiene la dirección de la imprenta), un original se encuentra preservado por Carlos Foglia y otro por Claudio Laquidara. Documentación certificada por el Centro de Estudios Históricos de La Matanza (CEHLaM).

En 1916 se afilió a la Asociación Argentina de Football (actual AFA), participando en el campeonato de Tercera División (cuarto nivel)  enfrentando a clubes como Vélez Sarsfield, Ferro Carril Oeste y All Boys entre otros. Disputando de esa manera el primer torneo de su historia siendo el primer club de la ciudad de San Justo en formar parte del fútbol oficial, dejando establecido un precedente para las futuras participaciones y re afiliaciones. Debido a este campeonato disputado Almirante Brown es uno de los clubes afiliados con antigua participación en la Asociación del Fútbol Argentino.
- Field de Almirante Brown en 1916: El Field (cancha) en su primer torneo oficial de AFA donde disputaba sus partidos de local, estaba ubicado en la manzana comprendida por la Av. Catamarca (hoy Ilia), las calles Córdoba (hoy Florio), Jujuy y Salta en San Justo.
- Primer partido oficial de su historia en AFA: Su primer cotejo en la Asociación Argentina de Football (actual AFA) fue el 16 de abril de 1916 en San Justo frente a Del Plata con resultado en contra 1 a 3, siendo una de las instituciones con más antigua participación en AFA.
- Las redes históricas: Si bien Juan Sábas Nicolini traspasó toda la utilería completa a la nueva comisión directiva en 1922, su único deseo como fundador fue conservar de recuerdo las redes de los arcos que utilizó Almirante Brown en el primer torneo oficial de su historia en la Asociación Argentina de Fottball (actual AFA) de 1916, lo que afortunadamente hizo que se preservaran las redes de 113 años de antigüedad que conserva Miguel Foglia socio vitalicio de la institución y sobrino nieto de Juan Nicolini.

1. ↑  Aclaración: Si bien su primer camisitea aurinegra es de tonalidad amarillonaranja, los colores de los banderines puede variar al de su uniforme. Teniendo en cuenta la escasa disponibilidad de telas importadas color amarillo y negro en la década de 1910.

### Sus 113 socios fundadores
A continuación, se detallan 113 socios fundadores que formaron parte de Almirante Brown desde 1912 figurando Epifanio Timoteo Satragno (presidente honorario en 1949) entre otros, también varios apellidos ilustres que se repitieron a lo largo de su historia por los descendientes de las familias fundadoras, marcando claramente no solo una continuidad de nombre y colores, además también dirigencial y generacional como socios de la institución. 
Entre los mencionados se observa a Gustavo Ferrando primer presidente de Huracán de San Justo, no siendo verídico que la entidad se fundó a partir de disidentes de otro club —Francisco Deverech lo aclaro en público en enero de 1972— dado que desde Almirante Brown se fundaron muchos de los clubes de San Justo. Almirante no solo es el club más antiguo de la capital del distrito, sino que es el decano de todo el partido de La Matanza.

El consultar el libro de actas del club ha permitido recabar los nombres de 113 socios que que han desfilado por el club, este registro es parcial y seguramente habrá más que se han escapado al conocimiento de este investigador. Algunos de estos apellidos se reiteraran a lo largo de la historia de Huracán de San Justo, incluso el Brownista Ferrando se constituyó en el primer presidente. Obviamente también se han repetido luego de la reapertura de Almirante Brown, el ejemplo más cabal es del actual presidente Juan Antonio Echeverría.
De ellos ventisiete ocuparon cargos de C.D., alfabéticamente ordenados ellos son: Gustavo Anchezahar, Pedro Bellocq, Gabriel Berasueta, Jacinto Bidegain, Juan A. Blanco, Luis Chizzolini, Roque Coletta, Marcos S. Crovara, Ferreyro, José Garavano, Juan P. Gastelu, Alfredo Giovo, José Guilleneau, Alejandro Guzzoni, Domingo Maggioti, Ángel Massa, Carlos E. Massa, Juan Sábas Nicolini, Óscar Noriega Britos, Jerónimo B. Podesta, Enrique Premoli, Manuel Ruc, Alfredo Santamaría, Epifanio Timoteo Satragno, Francisco Satragno, Esteban Sciutto y Héctor Vivarelli.De los restantes ochenta y seis, no se sabe que hayan ocupado cargos directivos pero no sé descarta esa posibilidad, son: Teodoro Alegre, Juan J. Ameal, Daniel Arca, Pedro Báez, Carmelo Barrera, Juan Barrera, Marcelo Barrera, Juan Beherán, Ramón V. Bellocq, Julián Berasueta, Domingo Berro, Juan Berrutti, P. Bessoni, Antonio Bianchini, L. Bollini, C. Bontempo, Vicente Capurro, E. Capuzzi, Juan Caracoche, B. Cejas, C. Chizzolini, Rafael Díaz, Rafael Díaz (hijo), José Donato, Jaime Echeverría, J. J. Echeverría, Miguel Echeverría, Martín Echeverría, Martín Echeverría (hijo), R. Echeverry, G. Errecalde, Enzo Ferrando, Clemente Etchecopar, Gustavo Ferrando, J. Gallero, Gandulfi, Miguel Garialde, M. Giovo, Fortunato Guido, Adolfo Coto Gutiérrez, S Harguinteguy, Adolfo Indart, hermanos Juan y José Inzaugarat, Pedro Inzaugarat, Valentín Inzaugarat, E. Lafont, Pablo Laporte (hijo), Eloy Laserre, Juan Lassalotte, Luis Longuet, R. Málaga, José Mangano, Arturo Martínez, Óscar Martínez, Osvaldo Martínez, A. Meme, Juan Moschini, L. B. Moschini, Alfredo Nervi, C. Nervi, Luis A. Nicora, Enrique Noriega, A. Nuñez, Luis Nuñez, Salvador Olinto, Alfredo Pacella, Tomás Pepe, Federico Picollo, J. Piñeiro, Óscar Piñeyro, Podesta (otro), Prado, Fecales, Francisco Rojo, Domingo Rolleri, Luis Satragno, Ricardo Satragno, José Taso, P Tasso, F. Tellechea, Silvio Trío y B. Viglino.
Extracto, 7 de agosto de 2013, Anuario 2012/2013, Nueva Temporada 2013/2014, página 8 

1. ↑   El presidente en ejercicio el año de la publicación es J.A. Echeverría descendiente de varios de los integrantes de la entidad desde 1912, entre ellos sus abuelos Satragno y Tasso, su apellido se repite varias veces quedando demostrada la continuidad generacional referida por el autor

En 1917 dejó de participar en la AAF (AFA), aunque no cerró, tuvo un cese de actividades en 1919 hasta la reanudación institucional de 1922.

### Continuidad institucional
Aunque el inicio de la institución, según los historiadores, corresponde a la continuidad de otro club, el Atletic Club Almirante Brown, la cual fue fundada el 1 de julio de 1912 y fue presidida por Juan Nicolini.Extracto, 18 de enero de 2006, Universo Fútbol.
1. ↑  La nota fue realizada en 2006, varios años anteriores a la publicación del libro, Almirante Brown, Cien años de historia. Quedando comprobado el conocimiento de los historiadores del fútbol argentino de los hechos fundacionales de la entidad, remarcando "la continuidad" institucional de Almirante Brown en 1922.

| San Telmo         | 5 de marzo de 1904 | 17 de octubre de 1942 | Fecha de fundación   | Segunda División 1916 | Tercera División 1943 |
| Chacarita Juniors | 1 de mayo de 1906  | 20 de agosto de 1919  | Fecha de fundación   | No participó          | Segunda División 1921 |
| Almirante Brown   | 1 de julio de 1912 | 17 de enero de 1922   | Fecha de refundación | Tercera División 1916 | Segunda División 1934 |

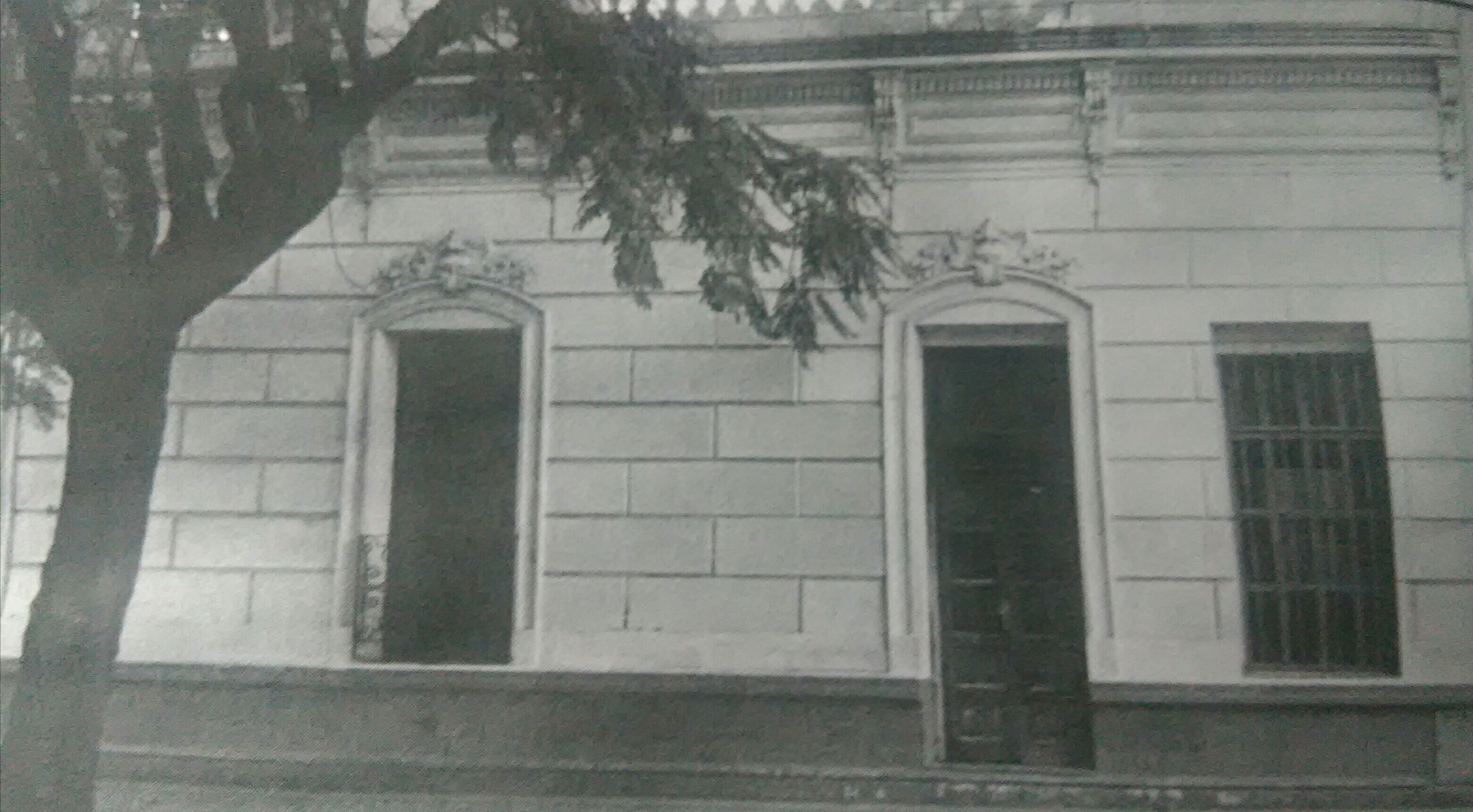
Casa de Juan Sábas Nicolini en la calle Tucumán al 500, hoy Perú 2238 en San Justo donde se fundó Almirante Brown el 1 de julio de 1912. Segundo Boragno era su vecino dado que vivía en la acera de enfrente en Tucumán 515.

Retomó su funcionamiento, poco más de dos años después, en enero de 1922, cuándo cuatro jóvenes distanciados de sus pares del Club Huracán de San Justo, que había sido fundado en 1921 por varios exintegrantes de Almirante Brown (su primer presidente fue el exaurinegro Gustavo Ferrando) molestos por no poder practicar fútbol decidieron realizar la reanudación de la institución futbolística más reconocida de San Justo que ya había participado en la Asociación Argentina de Football (actual AFA). Y se reunieron en un movimiento encabezado por Francisco Deverech en la calle Buenos Aires 532 (actualmente Arieta) entre Salta e Ilia, domicilio de Deverech, con Rodolfo Sánchez, Amaro Sosa y Julio Arca.

Fueron Francisco Deverech, Rodolfo Sánchez, Amaro Fernando Sosa y Julio Arca. Nombres que no habrá que olvidar! Se reunierion en la finca de la calle Buenos Aires 532 (Dr. Ignacio Arieta) entre Catamarca (Av. Presidente Arturo Umberto Ilia) y Salta, solar que pertenecía a la familia Deverech, allí resolvieron darle continuidad al transitoriamente inactivo Almirante Brown. Ellos son los grandes responsables de este hecho. Los cuatro tomaron el papel protagonicó, sabedores de la necesidad de distintos materiales acudieron a los Brownistas entre ellos Juan Sabas Nicolini, custodio de los elementos.
Extracto, Almirante Brown, Cien años de historia, página 31, año 2012

Pusieron en conocimiento de la iniciativa a uno de los fundadores de Almirante Brown, Juan Sábas Nicolini entre otros, quien tenía en su poder toda la documentación y activos necesarios para su reinicio, por ende, máxima autoridad de la institución que se encontraba inactiva (pero no disuelta) hacía algo más de dos años. Y le trasmitieron la posibilidad de ofrecerle la presidencia para la continuidad institucional a Segundo Boragno, padre de "diez hijos" y tío de Deverech, lo que estimaban que Nicolini no se opondría dado que era su vecino en la calle Tucumán al 500.
Posteriormente los jóvenes junto a Nicolini visitaron y le comunicaron la propuesta a Boragno, para la reanudación de actividades de la institución. Los jóvenes se marchan con la ilusión de volver hacer funcionar a Almirante Brown y poder jugar al fútbol.
Con motivo del ascenso logrado frente a Villa Dalmine en 1987 el diario La Nación entrevistó a José Nicolás Boragno exmandatario, uno de los "diez hijos" del expresidente Segundo Boragno, quien finalmente certificó que un grupo de jóvenes  "le ofreció"  a su padre la presidencia de Almirante Brown, ya existente, que  "se fundó en 1912"  y que  "volvió a funcionar en 1922" .
 "Un grupo de Jóvenes le ofreció a mi padre la presidencia de Almirante Brown en 1922. En aquel momento la zona tenía otras características a pocas cuadras de la actual rotonda salíamos a cazar perdices", recuerda Boragno socio 39 de la entidad. 
 "Almirante Brown se fundó por primera vez en 1912 se disolvió 7 años después, y en 1922 a influjo de varios entusiastas vecinos de San Justo volvió a funcionar. Luce los colores amarillo y negro porque en el momento de comprar las primeras camisetas solo encontraron en la tienda un juego". José Nicolás Boragno, hijo de Segundo Boragno, miércoles 24 de junio de 1987. Extracto de diario La Nación, suplemento oeste.
Ahora Boragno debía dar el paso de aceptar ser presidente de la reanudación de Almirante Brown, con el mismo nombre, por ende, mismos colores y símbolos. Juan Sábas Nicolini que falleció en 1966, era bancario —trabajaba en la casa central del Banco Nación— no pudiendo destinarle más tiempo a la entidad, y traspasaría la documentación y bienes de un costo económico difícil de asumir en esos años.
Almirante Brown poseía estatutos presentados en personería jurídica y si bien la entidad estaba inactiva, no se había disuelto, dado que no hubo un acta de disolución ni liquidación de sus bienes. Se disponía todo lo necesario para su reanudación institucional y futbolística.

### Reanudación de actividades

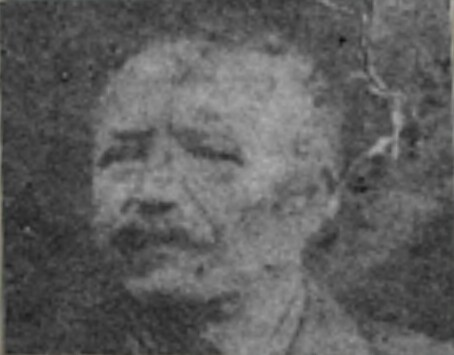
Don Segundo Boragno, cuarto presidente y mandatario de la reanudación institucional de Almirante Brown en 1922, vivía frente al domicilio de Juan Sábas Nicolini donde fue fundado Almirante Brown el 1 de julio de 1912, imagen utilizada por el sitió oficial.

Segundo Boragno ya con el apoyo de Nicolini debía organizar una asamblea, pero "se realizó una reunión privada". Se poseía o consiguió un estatuto, lo que no fue difícil dado que se imprimieron 500 ejemplares encuadernados (figura en actas del 11 de junio de 1915). Es así como posteriormente en su domicilio familiar en la calle Tucumán 515 sumando a Enrique Knolke —amigo de Boragno—, y  supuestamentamente también  Deverech y Rodolfo Sánchez, el 17 de enero a las 9 y 30 hs de la mañana realizó una reunión de solamente dos o cuatro integrantes y se denominaron comisión iniciadora" del "reinició de actividades", realizando el escrito, el cual en su redacción no queda claro que se trate de un labrado fundacional.
1. ↑   Desde el 1 de mayo de 1920 el huso horario oficial en Argentina es de 0 a 24 hs.

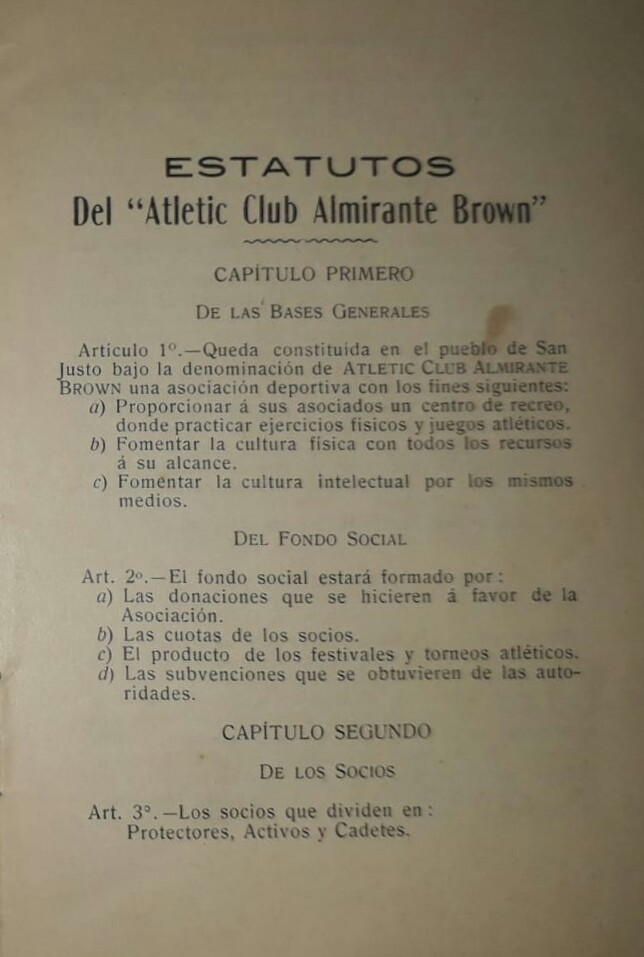
Primera hoja del estatuto de Almirante Brown aprobado en 1915 el mismo en su primer artículo, inciso (a) dice: Proporcionar a sus asociados un "Centro de recreo", donde practicar ejercicios físicos y juegos "Atléticos", coincidiendo con la tercera denominación que acompaña su nombre "Centro Atlético Recreativo". Documentación certificada por el Centro de Estudios Históricos de La Matanza (CEHLaM).

El acta no posee términos que contengan definiciones como: "Fundación", "Fundadores" o "Creadores". Evaluando un breve extracto del texto dice: Como en el ánimo de los presentes, "dos o cuatro integrantes" existe el interés que esta entidad, "que ya había sido creada enfrente en 1912" lleve por nombre Centro Atlético y Recreativo —"Centro de recreo" y juegos "Atléticos" "dice el estatuto de 1915 en su primer artículo"— Almirante Brown en homenaje, a una entidad de igual nombre, "no cambia, ni habla de una parte de su nombre" que hace pocos años, "poco más de dos" fuera única en cimentar y prestigiar el fútbol de este pueblo, "ya había participado en AFA" se resuelve sostener, "continuar" este nombre, por ende "Almirante Brown" en una próxima asamblea.
En efecto así como la institución pasó de ser Club Atlético a Atlétic Club en 1915 ahora sería Centro Atlético Recreativo donde solo se modifica la denominación que acompaña a su nombre que lo distingue desde 1912: Almirante Brown, según el acta.
1. ↑  Existe la presunción que los integrantes de la reunión y firmantes del escrito solo fueron Boragno y Knoelke, casualmente los mismos que le enviaron y firmaron el 26 de febrero una carta a Nicolini que no fue acompañada con la firma de ningún otro integrante de CD.

 No hay original de puño y letra labrado y firmado por los cuatro participantes, caso contrario habría sido publicado en "la revista del cincuenta aniversario de la reanudación institucional" como así también en el libro Cien años de historia o Almirante de mi vida (que replicó de idéntica manera el texto de dicha revista).

 La revista de 1972 en su página cinco, aclara y agrega al final del texto, que el acta "fue manuscrita el 19 de enero de 1947" (textual)

La CD de 1972, que en la tapa evitó poner fecha y utilizar el término fundación, remarcó honorablemente en el prólogo de dicho escrito que: "El tiempo transcurrido no permite asegurar la veracidad de algunos datos", y que algunas secuencias "fueron tomadas según versiones de personas" (sin detallar los nombres) y "que lo escrito, como reiteramos anteriormente, es en base a elementos de juicio con los que se cuenta" ( revista 1972, página 5).

Dichas razones sumadas al discurso de Deverech en 1972,  generaron la hipótesis de una acción y decisión unilateral de sólo dos personas.

En San Justo, partido de La Matanza, de La Provincia de Buenos Aires, a los diecisiete días del mes de enero del año mil novecientos veintidós, siendo las 9 y 30 hs, los abajo firmantes resuelven constituirse en comisión iniciadora de una entidad deportiva y recreativa. Como en el ánimo de los presentes existe el interés que esta entidad lleve por nombre Centro Atlético y Recreativo Almirante Brown en homenaje a una entidad de igual nombre que hace pocos años fuera única en cimentar y prestigiar el fútbol de este pueblo, se resuelve sostener este nombre en una próxima asamblea
Extracto del acta 17 de enero de 1922 

1. ↑  El acta fue publicada en la revista de 1972, página cinco, y agregá al final del texto, que fue manuscrita el 19 de enero de 1947, se desconoce si hay original de puño y letra —manuscrito—  firmado por los cuatro participantes. El horario de 9 y 30 hs es matinal dado que si habría sido nocturno diría 21 y 30 hs. Al año siguiente la C.D encabezada por Boragno organiza "un gran festival artístico" como aniversario de la reanudación, en horario nocturno, marcado como 20:45 hs.

Es de señalar que en ese momento no se preveía la dimensión que tomaría Almirante Brown a través del tiempo y las consecuencias de distorsión en su identidad que ocasionaría "el supuesto homenaje" y no respetar los primeros diez años de vida institucional y deportiva de la entidad, donde se originaron el nombre, colores, diseño de camiseta, escudo, primera participación en AFA, tener el prestigio de ser la institución decana (más antigua) de su distrito y ser la primera entidad deportiva argentina (en actividad) que adoptó el nombre Almirante Brown.

Es poderosamente llamativo lo íntimo de la reunión del 17, se resolvería algo muy importante y no participaron muchos de los involucrados. Por qué se reunieron solo Deverech con su amigo y compañero Sánchez, su tío político Boragno y el amigo de este Knoelke?
 ¿Por qué Arca y Sosa que abandonaron Huracán con idénticos deseos no participaron de esta reunión y si lo hicieron dos días después en la Asamblea incluso resultando electos miembros de la surgente C.D.? ¿Por qué no participaron Nicolini ni los demás Brownistas que impusieron que se continúe utilizando el nombre y los colores escogidos en 1912?
Extracto, Almirante Brown, Cien años de historia, página 34, año 2012

Más tarde Boragno, una vez realizada el acta de reanudación de actividades, cruzó a la otra vereda y le pidió al fundador de Almirante Brown la entrega de todos los activos de la entidad para ser presidente de la continuidad institucional y "le dijo que esa noche se iba a reunir con unos amigos en su casa" (textual de Juan Sábas Nicolini a su sobrino Honorio Foglia). Para el reinicio de la entidad sosteniendo su mismo nombre, colores, diseño de camiseta, escudo y el componente de cargos de comisión directiva que seguiría teniendo similitud a la empleada en sus reglamentos.
Juan Sábas Nicolini no tuvo hijos y poseía ése aprecio en su sobrino, el doctor Honorio Foglia, exvicepresidente y médico de la institución, persona reconocida por su honorabilidad, al que le dejó la documentación probatoria y los acontecimientos de lo sucedido.
 " El 17 de enero de 1922 Don Segundo Boragno, que vivía enfrente de Nicolini le pide los elementos que Nicolini tenía de Almirante Brown, porque le dijo que esa noche se iba a reunir con unos amigos en su casa".
Doctor Honorio Foglia, exvicepresidente y médico de la institución, sobrino de Juan Sábas Nicolini, año 2007, documental audiovisual "Almirante Brown una vida con Pasión", Universidad Nacional de La Matanza.
Nicolini tuvo presente en todo momento lo hablado con su amigo Deverech, como así la palabra de Boragno, que se trataba de una continuidad de Almirante Brown. Es así como Nicolini "para la reunión de la noche" que ya se había realizado a las 9:30 horas de la mañana, le entregó todos los activos que en ese momento tenían un valor económico difícil de asumir. Así mismo, le traspasó el acta fundacional de 1912 pasada en limpio y el libro de actas número dos serigrafiado de A. C. Almirante Brown.

Con la afiliación a la Asociación en 1916 se había comenzado un nuevo libro de actas, el anterior se terminó abruptamente el 3 de diciembre de 1915 con la reunión de C.D que cerró el año. Sin dudas hubo uno posterior ya que era uno de los requisitos indispensables para la afiliación a la Asociación, lamentablemente nunca fue hallado. 
Posiblemente ese libro de actas documentó lo actuado hasta el cese de actividades del club y luego fue entregado a Segundo Boragno en 1922.
Almirante Brown, Cien años de historia, página 24, año 2012.

Juan Sábas Nicolini solo preservó los primeros cuadernos que contienen el borrador del acta fundacional del 1 de julio de 1912, el libro número uno de Club Atlético Almirante Brown, algunos ejemplares del estatuto, un solo banderín de córner que no había sido utilizado (el de reposición) y las redes de los arcos que utilizó Almirante en el primer torneo oficial (actual AFA) de su historia. Toda la documentación preservada es conservada por Carlos Foglia socio vitalicio de la institución y sobrino nieto de Juan Sábas Nicolini.

### Traspaso de documentación y bienes
"Aportarían todos los elementos que poseían, sellos, libro de actas, Estatuto, camisetas, pantalones, medias, pelotas, cámaras, los arcos y también su experiencia para que se pusiera una vez más en funcionamiento Almirante Brown, lógicamente con el mismo nombre y manteniendo la misma divisa aurinegra."
 Extracto,Almirante Brown, Cien años de historia, página 34, año 2012
 Posiblemente que en el acta traspasada figuraba también Gustavo Anchezahar citado como uno de los tres fundadores por el Doctor Honorio Foglia. El histórico documento es preservado por Carlos Foglia socio vitalicio de la institución y sobrino nieto de Nicolini. Documentación certificada por el Centro de Estudios Históricos de La Matanza (CEHLaM).

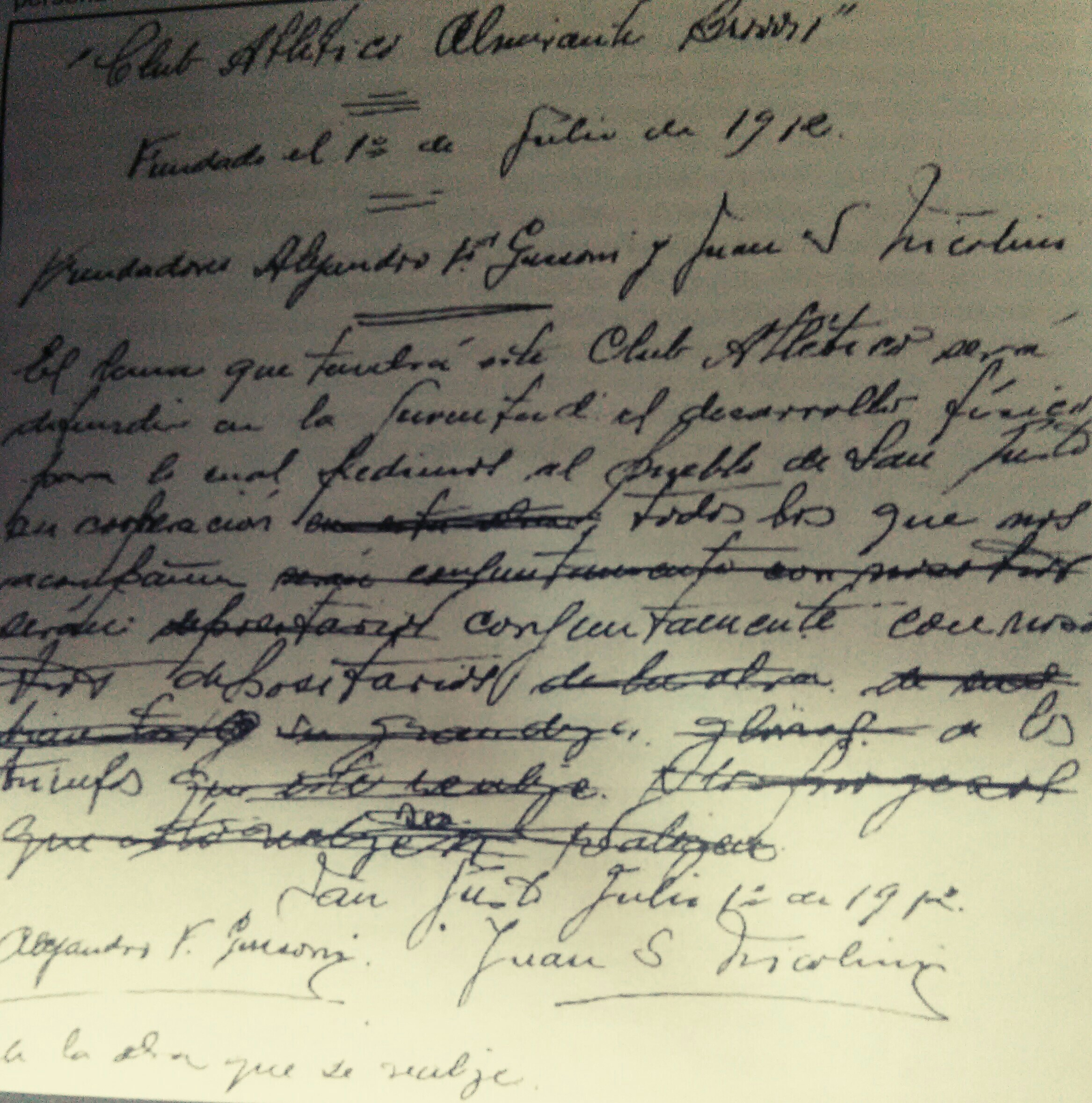
Borrador del Acta fundacional del Club Almirante Brown labrado y firmado el 1 de julio de 1912 por Juan Sábas Nicolini y Alejandro Guzzoni. El acta pasada en limpio fue traspasada por Nicolini a Boragno el 17 de enero de 1922 (tal como Nicolini se lo manifestó a su familia). Posiblemente que en el acta traspasada figuraba también Gustavo Anchezahar citado como uno de los tres fundadores por el Doctor Honorio Foglia. El histórico documento es preservado por Carlos Foglia socio vitalicio de la institución y sobrino nieto de Nicolini. Documentación certificada por el Centro de Estudios Históricos de La Matanza (CEHLaM).

A continuación, se detallan algunos de los bienes, en su mayoría importados, muy difíciles de poder afrontar en esa década (de un valor económico difícil de calcular en la actualidad) y documentación traspasados por Nicolini a Boragno para la continuidad institucional de Almirante Brown:
- Acta fundacional de 1912 pasada en limpio.
- Libro número dos serigrafiado de A. C. Almirante Brown.
- Varios ejemplares encuadernados de los estatutos sancionados en 1915.
- Juego completo de camisetas aurinegras de Almirante (las mismas que habían utilizado y defendido).
- Juego completo de pantalones de futbol
- Juego completo de medias de fútbol
- Los dos arcos reglamentarios.
- Balones de futbol de cuero reglamentarios.
- Bladders (Cámaras) de reposición de los balones de fútbol
- Infladores para los balones de fútbol
- Juego completo de toallas para los jugadores[nota 10]
- Los cuatro banderines aurinegros de córner.
- Sellos.
- Todos los insumos de oficina necesarios.

 El timbrado no contiene fecha de una nueva fundación por lo que se omite en su contenido día y año como se estipulaba en los sellos en esa década en las instituciones deportivas.
Es de mencionar que no existió ningún sello con fecha ni términos fundacionales, caso contrario habría sido publicado en la revista de 1972, como así también en el libro, Cien años de historia en 2012 o en "Almirante de mi vida" (que replicó de idéntica manera el texto de dicha revista) 
 El mismo sello fue utilizado para enviarle "una carta" el 26 de febrero a Juan Sábas Nicolini y se siguió utilizando.
Un año posterior, el 20 de enero de 1923 se realiza "un festival artístico" y en el folleto del mismo se vuelve a utilizar el mismo timbrado. El volante esta en poder del investigador Claudio Laquidara y la  documentación es certificada por el Centro de Estudios Históricos de La Matanza (CEHLaM) .

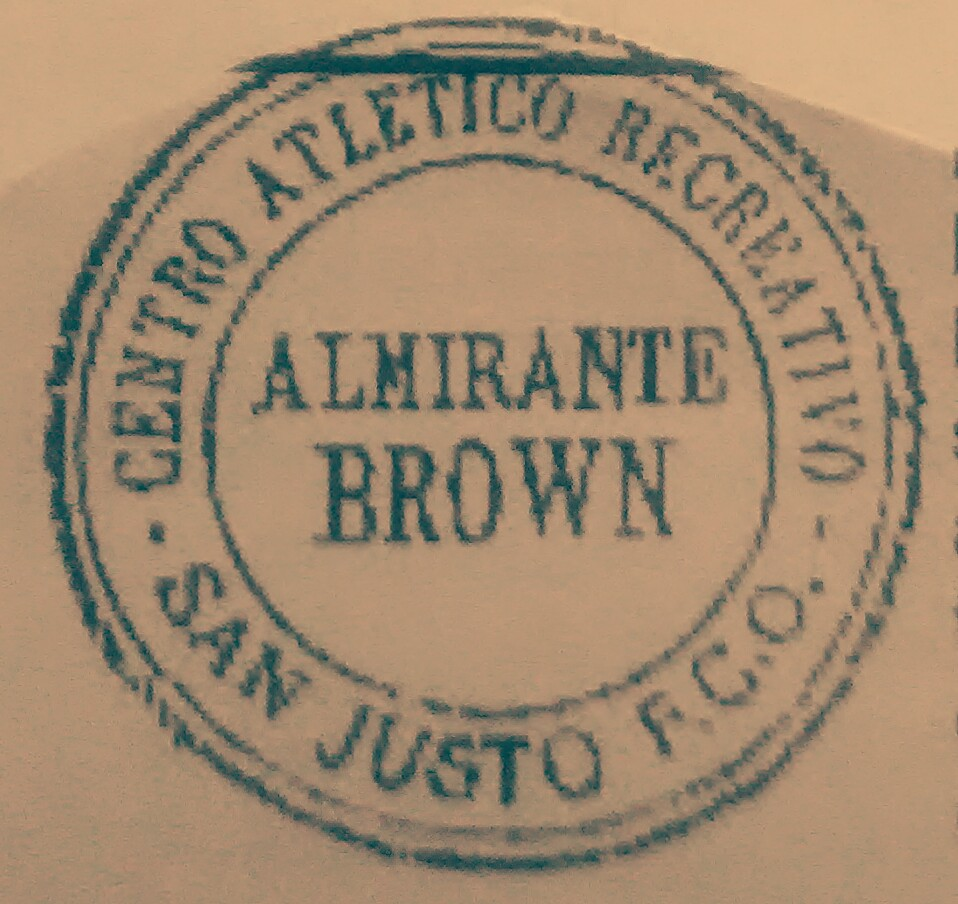
Tercer sello de Almirante Brown luego de la reanudación institucional en 1922 con la tercera denominación que acompaña su nombre, Centro Atlético y Recrativo, el mismo al igual que los otros sellos resalta el nombre del club que lo distingue desde 1912 y San Justo F.C.O. El timbrado no contiene fecha de una nueva fundación por lo que se omite en su contenido día y año como se estipulaba en los sellos en esa década en las instituciones deportivas.Es de mencionar que no existió ningún sello con fecha ni términos fundacionales, caso contrario habría sido publicado en la revista de 1972, como así también en el libro, Cien años de historia en 2012 o en "Almirante de mi vida" (que replicó de idéntica manera el texto de dicha revista) El mismo sello fue utilizado para enviarle "una carta" el 26 de febrero a Juan Sábas Nicolini y se siguió utilizando.Un año posterior, el 20 de enero de 1923 se realiza "un festival artístico" y en el folleto del mismo se vuelve a utilizar el mismo timbrado. El volante esta en poder del investigador Claudio Laquidara y la documentación es certificada por el Centro de Estudios Históricos de La Matanza (CEHLaM).

Cuándo se crea una entidad deportiva, se describen términos fundacionales como por ejemplo: Fundación, fundadores o creadores, en esta situación se omiten y se detalla una comisión iniciadora de un "reinició de actividades". El sello en el que se observa de modo sobresaliente el nombre de la institución "Almirante Brown" que lo distingue desde 1912, no contiene nueva fecha de fundación.
Así mismo cuando se crea se elige un nombre, colores, simbología, distintivos. Esto no sucedió dado que el nombre los distintivos y la simbología de Almirante Brown ya habían sido creadas por sus fundadores y su primera comisión directiva desde 1912 y ya había participado del fútbol oficial (actual AFA).
Cuando se inicia una nueva institución se realiza un aporte económico entre toda la comisión directiva y sus fundadores para poner en funcionamiento el club, en este caso no era prácticamente necesario debido a todo el equipamiento y activos traspasados ya había sido entregado por Nicolini. Boragno informó en una nota enviada a Nicolini el 26 de febrero que "no dispone de fondos económicos".
Posteriormente la comisión iniciadora del "reinició institucional" organiza una asamblea el 19 de enero y forman la comisión directiva con base en los estatutos de la institución aprobados en 1915, que demuestra que se continuó utilizando el mismo reglamentó. En la asamblea del 19 de enero se realiza una segunda acta, por ende "sin valor de nacimiento", dado que es el segundo escrito, y describe a la "nueva etapa" de Almirante Brown como "nueva entidad", aunque nuevamente sin utilizar términos fundacionales, en la que participaron cinco de los ex 113 integrantes de Almirante desde 1912.

Boragno de esta manera se convierte en el cuarto presidente de la historia. La nueva comisión directiva de su reanudación institucional de 1922 estuvo integrada por Segundo Boragno (presidente), Enrique Knolke (vicepresidente), Francisco Deverech (secretario), Rodolfo M. Sánchez (prosecretario), Carlos Solaro (tesorero), Carlos Busseybale (protesorero), Francisco Ferrari, Benito Corvalan, Benjamín Portela (vocales titulares) Julio Arca, Feliciano Tovar (vocales suplentes). El capitán del equipo fue Amaro F. Sosa.
  ...y se repite el interrogante. Por qué sólo se reunieron cuatro personas dos días antes?Extracto, Almirante Brown, Cien años de historia, página 35, año 2012.
El fundador de Almirante Brown Juan Sábas Nicolini no fue informado, y "se enteró tres o cuatro días después" de lo que había sucedido, tal como se lo manifestó a su familia. Se entera de un "supuesto nuevo Almirante Brown" frente a su domicilio, donde fue modificada la denominación que acompaña a su nombre, la cual coincide con la primera hoja, capítulo primero, artículo uno, inciso (a) del estatuto que dice: Proporcionar a sus asociados un "centro de recreo", donde practicar ejercicios físicos y juegos "atléticos".
El mismo acta de reanudación sostiene (textual) el mismo nombre, por ende, colores y distintivos creados en la acera de enfrente y a pesar del relato vertido a generaciones de socios y aficionados de la entidad, nunca la institución cambió su nombre que lo distingue desde 1912, "Almirante Brown".
Así mismo Nicolini le manifestó a sus familiares que  "prácticamente casi nadie"  se había enterado de lo ocurrido, y "que se lo informó a los exdirigentes como Anchezahar o Bidegain", que demuestra que no es verídico que los fundadores de Almirante Brown dieron su consentimiento para una supuesta nueva entidad idéntica "en homenaje o agradecimiento por el importante aporte entregado desinteresadamente" como se trató de relatar posteriormente.

Nicolini días después de haber traspasado el acta de fundación pasada en limpio, el libro número dos, y los bienes para la continuidad de Almirante Brown, se encontró que, frente a su casa, donde también vivía Boragno que tenía diez hijos había según Boragno y Knoelke, un centro de reciente creación" (textual de una nota enviada a Nicolini el 26 de febrero). Y como lo manifestó Foglia: "quedó ahí", es decir, decidió vivir en paz y sin conflictos.
 "Prácticamente casi nadie (de lo sucedido) incluso Nicolini se enteró tres o cuatro días después que se había formado y que no era el Brown de el, que no era ese Brown del año 1912, que (Boragno y Knoelke) le habían agregado centro recreativo. "  "Él (por Nicolini) se lo informa a sus amigos, Anchezahar y a Bidegain, «pero quedó ahí»"."La gente en general, la gente en general de San Justo creyó que siguió eso (por la misma institución)". "No siendo así la gente allegada a los que estaban en comisión directiva que se había formado". Doctor Honorio Foglia, exvicepresidente y médico de la institución, sobrino de Juan Sábas Nicolini, año 2007, documental audiovisual "Almirante Brown una vida con Pasión", Universidad Nacional de La Matanza.

"¿Cómo negarse al pedido de alguien tan cercano para una reunión de amigos?" 
Honorio Foglia, 2012, p. 5, Cien años de historia.

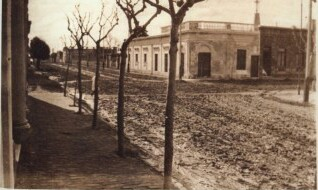
Calle Tucumán hoy Perú en San Justo, a 200 metros de donde se fundó Almirante Brown el 1 de Julio de 1912, fotografía de los años 1920 tomada sobre Perú en dirección al noreste en la intersección con Buenos Aires, actual Arieta, imagen certificada por el (CEHLaM).

"Para el pueblo de San Justo siguió siendo el mismo Almirante Brown desde 1912", deja en claro Honorio Foglia (que falleció en 2016). San Justo en la década de 1920 era un pueblo de solo tres mil habitantes, sin calles asfaltadas ni automóviles, es lógico que para su pequeña población seguía siendo el Brown de 1912 emplazado en la misma cuadra, mismo nombre, colores, símbolos, camisetas traspasadas, arcos y los banderines de córner con las iniciales de A. C. Almirante Brown.
" Y.. qué habrá pasado por el corazón de aquellos que lo concibieron; que pusieron sus primeras semillas casi diez años antes" Documental audiovisual "Almirante Brown una vida con pasión", año 2007, Universidad Nacional de La Matanza 
Cuando Juan Sábas Nicolini traspasó todos los bienes para la continuidad de Almirante Brown su único deseo como fundador fue conservar las redes de los arcos meramente por un valor afectivo dado que se utilizaron en el primer torneo oficial de la institución en AFA en 1916 y quería que se preservaran como testimonio para las futuras generaciones.
Al mes del reinició institucional, el 16 de febrero, Boragno ya presidente junto Knoelke vicepresidente le enviaron una carta a Nicolini, si bien vivía enfrente, esta vez decidieron enviarle un escrito para solicitar también las redes de los arcos.
La notificación en una aparente necesidad de buscar reconocimiento del fundador de Almirante Brown contuvo contradicciones, posiblemente en la idea de demostrar al pueblo de San Justo que había un supuesto club idéntico reciente frente al otro en la calle Tucumán al 500. Si bien Nicolini se enteró tres o cuatro días después de lo sucedido como se lo manifestó a su familia, ahora le enviaron desde la acera de enfrente una notificación controversial.
La misma utilizó el término centro como figura en la primera hoja del Estatuto de 1915, que dice "Centro de recreo" y remarcaron "cuyo sello figura al pie", en el que se observa de modo sobresaliente el nombre "Almirante Brown". Si bien no hubo notificación alguna cuando Nicolini traspasó todos los activos a Boragno para la reanudación de la entidad, ahora le solicita "su mediación para obtener las redes para los arcos de Foot Ball", y el escrito reconoce que la entidad ya había sido fundada dado que agrega, "que pertenecieron al ex Almirante Brown".
A pesar de que la institución ya se había creado enfrente y Nicolini entregó prácticamente todo para la continuidad (incluida acta fundacional pasada en limpio y libro número dos) y aun cuando en el sello se observa el nombre de la entidad que no contiene fecha de una nueva fundación, Boragno y Knolke denominan a la institución como "este centro de reciente creación", omitiendo el término fundación, como en el acta —que no posee la palabra creación— y el timbrado.
El escrito sin mencionar todo lo traspasado, de un valor económico muy importante en esa década, entregado por el fundador para la reanudación sin costo alguno, ahora en la supuesta intención de informar que hay un "Centro de reciente creación" le proponen comprar las redes de los arcos en cuotas.
Si bien las redes se podían adquirir por otros medios y que una institución cuando se inicia se realiza un aporte económico entre los fundadores y dirigentes para poner en funcionamiento el club confiesan no disponer de fondos, agregando que "no dispone de fondos para adquirirlos por ahora".
Contradictoriamente le informaron y pusieron en conocimiento al fundador de Almirante Brown la necesidad de su respuesta para realizar un buen gobierno en la entidad, explicándole que: "«y para nuestro buen gobierno» esperamos su respuesta categórica y definitiva al respecto por lo cual quedamos agradecidos". La nota fue firmada por Boragno y Knolke, siendo llamativo que no contenga la firma del Secretario Francisco Deverech y otros integrantes de C.D.

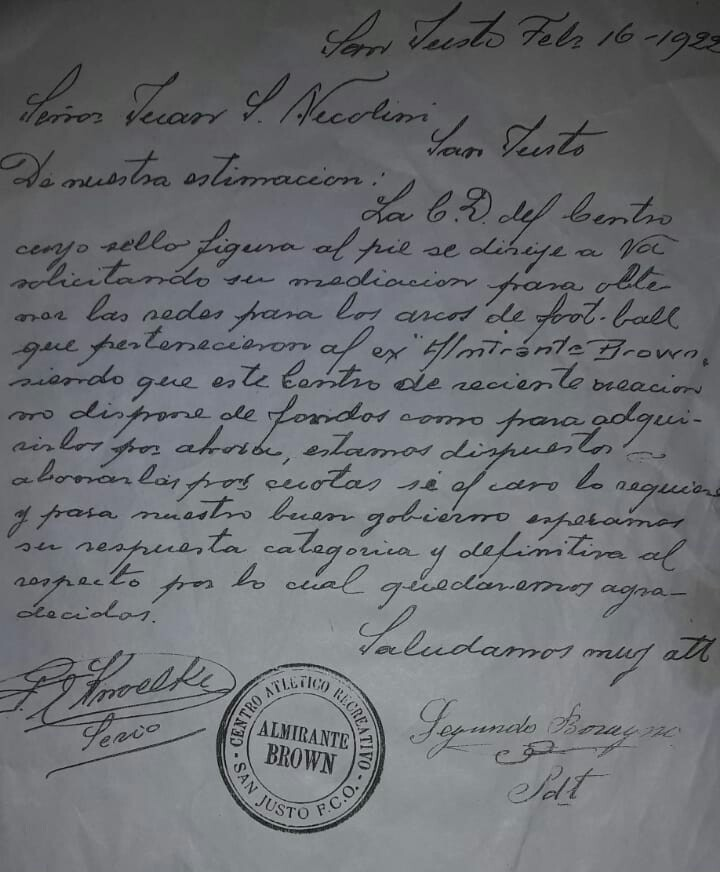
Nota enviada por Segundo Boragno y Enrique Knoelke poco después de la reanudación de actividades, el 16 de febrero de 1922 al fundador de la institución Juan Sábas Nicolini donde se reconoce que la entidad ya había sido fundada anteriormente dado que
el escrito está dirigido al "ex Almirante Brown" solicitando las redes para los arcos que utilizó la entidad en su primer torneo oficial de AFA, "solicitando su mediación para obtener las redes para los arcos de foot-ball que pertenecieron al ex Almirante Brown" y al igual que en el acta de enero no incluyen el término fundación, refierendose a "este centro de reciente creación". Así mismo la nota le informa y aclara al fundador de Almirante Brown la intención de la nueva C.D. en realizar un buen gobierno en la institución, explicándole que: "«y para nuestro buen gobierno» esperamos su respuesta categórica y definitiva al respecto por lo cual quedamos agradecidos". El pedido es dirigido como "Centro" pero en su pie se observa el tercer selló de Almirante Brown que no contiene fecha de una nueva fundación, siendo firmada por Enrique Knolke y Segundo Boragno. El histórico documento se encuentra preservado por Miguel Foglia socio vitalicio de la institución, sobrino nieto de Juan Sábas Nicolini.

La C. D del centro cuyo sello figura al pie se dirige a Vos. solicitando su mediación para obtener las redes para los arcos de Foot. Ball. que pertenecieron al ex Almirante Brown, siendo que este centro de reciente creación no dispone de fondos para adquirirlos por ahora, estamos dispuestos a abonarlos en cuotas si el costo lo requiriera y para nuestro buen gobierno esperamos su respuesta categórica y definitiva al respecto por lo cual quedamos agradecidos. Saludamos muy Att.
16 de febrero de 1922, nota enviada al fundador de Almirante Brown Juan Sábas Nicolini, por Segundo Boragno y Enrique Knoelke

1. ↑  Existe la presunción que los integrantes de la reunión y firmantes del acta de reanudación de actividades en 1922 solo fueron Boragno y Knoelke.  Llamativamente dicha carta no fue acompañada con la firma de ningún otro integrante de CD.El contradictorio escrito y la no existencia de acta manuscrita generaron la hipótesis de una acción y desicion unilateral de dos personas.

  Así mismo la nota le informa y aclara al fundador de Almirante Brown la intención de la nueva C.D. en realizar un buen gobierno en la institución, explicándole que: "«y para nuestro buen gobierno» esperamos su respuesta categórica y definitiva al respecto por lo cual quedamos agradecidos".
 El pedido es dirigido como "Centro" pero en su pie se observa el tercer selló de Almirante Brown que no contiene fecha de una nueva fundación, siendo firmada por Enrique Knolke y Segundo Boragno.
 El histórico documento se encuentra preservado por Miguel Foglia socio vitalicio de la institución, sobrino nieto de Juan Sábas Nicolini.

### La tradición que se considera como fundación
Si bien el club había sido fundado originalmente el 1 de julio de 1912, fue refundado el 17 de enero de 1922, luego de que se produjera un cese de actividades en 1919. Desde entonces, la última fecha ha sido la elegida para celebrar el aniversario.
18 de enero de 2021, Buenos Aires hoy (apbah).

El mismo certifica el horario de 1922, 9:30 hs como matinal, dado que "el gran festival artístico" organizado es marcado como 20:45 hs. A partir de este acontecimiento festivo se instala la tradición de festejar los aniversarios los 17 de enero hasta la actualidad de sus aficionados. El folleto fue publicado en "Almirante Brown, Cien años de historia, 2012. Documentación certificada por el Centro de Estudios Históricos de La Matanza (CEHLaM).

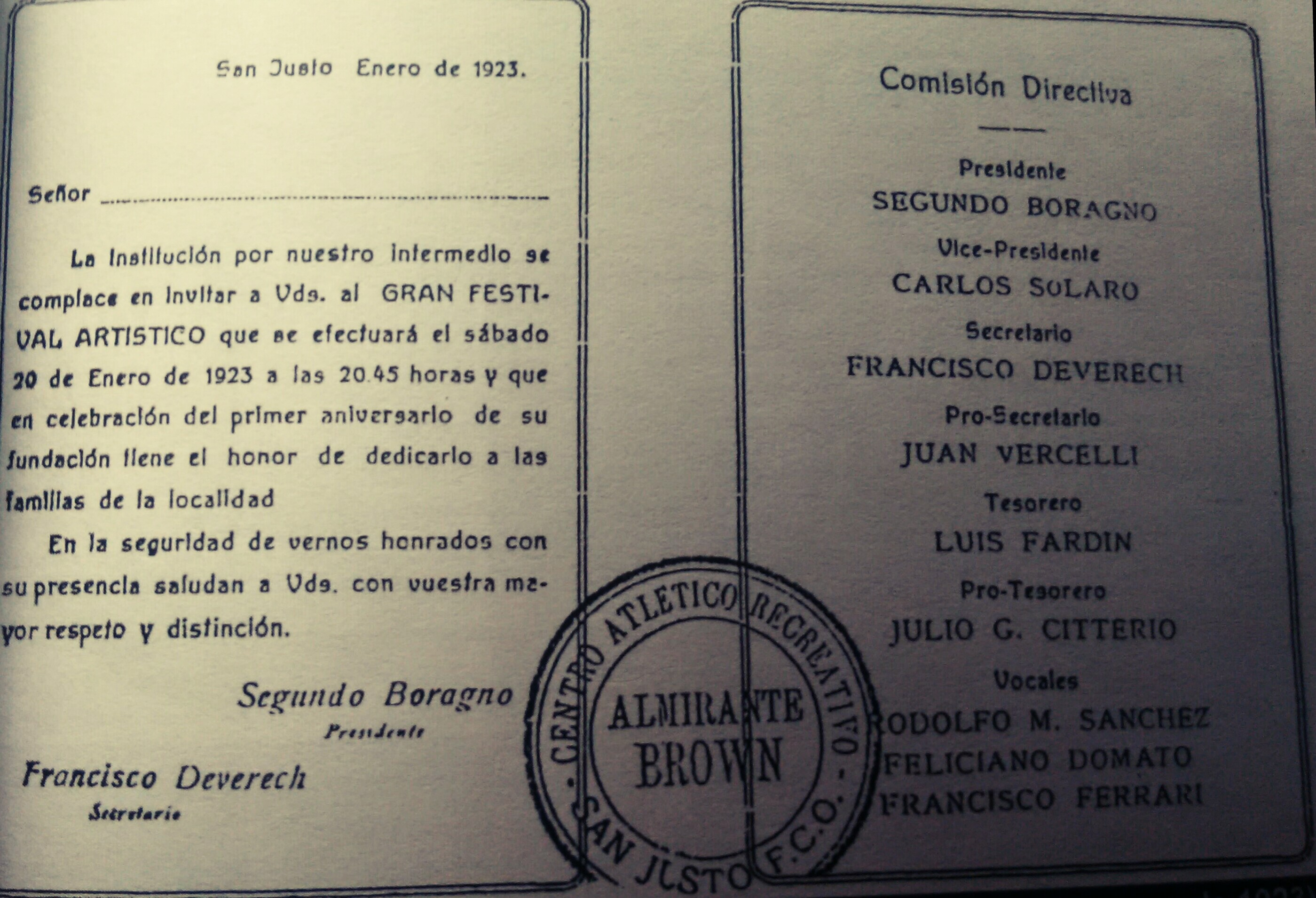
El 20 de enero de 1923 Boragno acompañado por la C.D festeja el aniversario y un año después de la reanudación de actividades se utiliza el término "fundación". Aunque en el folleto se observa el mismo selló (sin fecha ni términos fundacionales) utilizado para enviarle la nota a Juan Sábas Nicolini el 16 de febrero solicitándole las redes.El mismo certifica el horario de 1922, 9:30 hs como matinal, dado que "el gran festival artístico" organizado es marcado como 20:45 hs. A partir de este acontecimiento festivo se instala la tradición de festejar los aniversarios los 17 de enero hasta la actualidad de sus aficionados. El folleto fue publicado en "Almirante Brown, Cien años de historia, 2012. Documentación certificada por el Centro de Estudios Históricos de La Matanza (CEHLaM).

La institución siguió utilizando su mismo nombre, colores, emblemas y activos traspasados ya detallados. Un año posterior, el 20 de enero de 1923, Segundo Boragno junto a la C. D. organiza un "Gran festival artístico". En el volante del mismo se observa el sello de la nota enviada a Juan Sábas Nicolini, once meses atrás, el 16 de febrero de 1922. El festival fue organizado por la Subcomisión de Señoritas, que eran familiares de los integrantes de CD. Y si bien la institución se fundó el 1 de julio de 1912, así nació la tradición (llamada fundación) del 17 de enero como día festivo para los aficionados de la entidad. La tradición de la fecha se afianzó con las décadas, y es celebrada por su parcialidad como si se tratara del día mundial del hincha de Almirante Brown, citando un ejemplo de cómo es vivido por su afición.
No obstante, este hecho acompañó el resto de su vida al principal protagonista y gran responsable de volver a dar vida a la entidad que estuvo inactiva poco más de dos años: Francisco Deverech, que tenía solo 21 años y en cuyo domicilio nace la reanudación institucional de Almirante Brown en 1922.

Si bien su nombre figura sobresaliente junto a Boragno en el acto festivo de 1923, en enero de 1972, Francisco Deverech un año antes de su fallecimiento, a sus 71 años, ofrece un discurso histórico en la sede social, demostrando un acto de grandeza cuando querían agasajarlo como uno de los supuestos fundadores. 

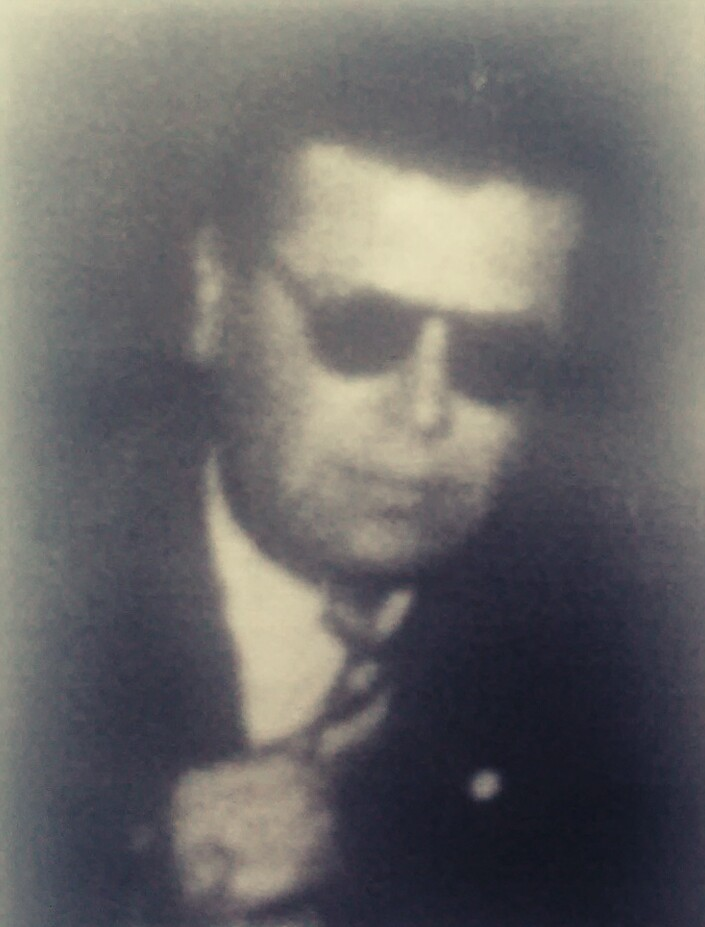
Francisco Deverech principal impulsor de la reanudación de actividades de Almirante Brown en 1922.

Francisco Deverech marca claramente su postura y sus valores, y utilizando una metáfora de un ramo de flores unificó las denominaciones de Almirante Brown desde su fundación en 1912, certificando que es un mismo y único club, "porque es todo uno", remarcando dos veces que "son hermanados", afirmó que "si hemos defendido los colores amarillo y negro ha sido en beneficio de que el pueblo se ennobleciera" y agregó que  "algunos son pobres materialmente y otros moralmente", dejando frases para la historia.
Voy agregar mi broche a este ramo que han formado dirigentes y jugadores de Almirante Brown, Brown Atlético Club y Centro Atlético y Recreativo Almirante Brown, porque es todo uno, son hermanados.Hermanados por una fe a la patria, por una fe a la cultura del deporte, y por un deporte sano, porque así se han practicado siempre. y si hemos defendido los colores amarillo y negro en el pueblo de San Justo, ha sido en beneficio de que el pueblo se ennobleciera, y que el pobre, por qué todos somos pobres, ya sea algunos materialmente y otros moralmentePara que todos podamos enorgullecernos y decir, yo soy de Almirante Brown, este es mi pequeño broche".A todos muchas felicidades y que sigan luchando y esperaría ver no solo a los hijos de ustedes sino los nietos, blandiendo siempre en el aire los colores amarillo y negro. 
Extracto del discurso de Francisco Deverech en enero de 1972 en la sede social publicado por la Revista Brown de San Justo n°10, página 4, con motivo su fallecimiento el 30 de julio de 1973 a sus 72 años. 

### Reingreso a AFA, torneo de 1934
A mediados de 1929, Domingo Tasara se convierte en el quinto presidente de la historia de Almirante Brown, remplazando a Boragno que se encontraba con problemas de salud.
Bajo la presidencia de Tasara volvió a participar en la Asociación Argentina de Football (actual AFA) siendo realizadas en alianzas deportiva y de cooperación con otra institución en los torneos de 1931 y 1932 de Intermedia (tercera división). Así mismo no hay ningún tipo de registro ni de la Asociación Argentina de Football, ni de la RSSSF de que Almirante Brown haya disputado una final frente al club Albión para ascender a Primera "A", dado que dicho club se encontraba en tercera división.
En 1934 Alejo Serein asume como sexto mandatario de la historia aurinegra y bajo su presidencia compite oficialmente por el Campeonato de Segunda División 1934 integrando la zona B donde finalmente sería primero Los Andes siendo campeón el puntero de la zona Al Club Bella Vista, después se produjo la unificación de la Liga Argentina de Football (entidad disidente que formalizó el profesionalismo en 1931) y la Asociación Argentina de Football (Amateurs y Profesionales), que dio origen a la actual Asociación del Fútbol Argentino, y con ello algunos clubes quedaron afuera del nuevo esquema, y así Almirante Brown perdió la posibilidad de seguir participando en el fútbol oficial en 1935, donde la entidad aurinegra regresaría definitivamente en 1956.

### Segundo reinicio institucional de su historia
Ese traspié llevó al club a un nuevo período de inactividad que se extendió desde 1935 a 1942 —el mayor de su historia—, en esta situación la entidad estuvo inactiva siete años —casi cinco años más que de 1919 a 1922— aunque cuando reinició sus actividades, está vez no se realizó un nuevo homenaje labrado en actas.
Un grupo de jóvenes del club Juventud Unida de San Justo promovieron la segunda reanudación institucional en la historia de la entidad, como corresponde por medio de una nueva asamblea realizada en abril de ese año, en la casa de Nazareno Reinaldi, acabó con la reorganización del club y la absorción de Juventud Unida. Luego de retomar su funcionamiento participó de los torneos de la Asociación de Football amateur de Buenos Aires donde logró dos copas doble knock out en 1943 y 1944, lo que le valió disputar el Campeonato Argentino Amateur de 1945 representando a Buenos Aires, que fue disputado en la provincia de Santa Fe.

### Crecimiento institucional

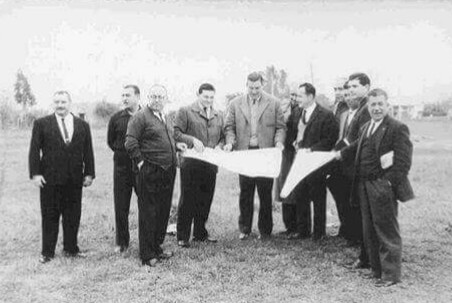
El presidente de 1965 Adolfo Abate con Luis Mendoza y Honorio Foglia en el polideportivo, en pleno desarrollo de su infraestructura. Mendoza y Abate formaron una de las grandes duplas dirigenciales de la institución, como así también Mario Durán y Juan Antonio Echeverría, otros grandes presidentes de la historia aurinegra

La década de 1940 fue una gran etapa para la institución, no solo por los logros deportivos, sino también por la compra de los terrenos propios para la Sede social de San Justo. El 12 de octubre de 1948 se firmó el boleto de compra venta y el 15 de marzo de 1949 se realizó la escritura traslativa de dominio. Fue inaugurada en 1952.
También se adquirió a comienzos de 1956 el terreno para su estadio en el barrio Villa Sahores, San Justo ubicado en Matheu 2376 entre Almafuerte (donde corta) y el pasaje Torrejon en el límite con Tablada, donde construyó su primer recinto con la colaboración de sus asociados aportando donaciones para su adquisición, no siendo verídico que fue "donado" por la firma Rossi hermanos. Este impulso permitió el reingreso a la Asociación del Fútbol Argentino comenzando a competir nuevamente en 1956, consiguiendo la reafiliación y tomando el lugar de otra institución perteneciente a la metalúrgica Insud, Deportivo San Justo, que se disolvió y dejó de funcionar cediendo sus derechos en AFA.
El 13 de octubre de 1956 con una victoria como local en San Justo, por 4 a 1 sobre Juventud de Bernal en el torneo de tercera división de ascenso de la Asociación del Fútbol Argentino logra el primer campeonato oficial de su historia de manera invicta. Ese día sus aficionados festejaron el logró deportivo en la plaza de San Justo, tradición que se mantiene hasta la actualidad. En 1959 comenzó a gestionar la fracción para su Polideportivo Luis Mendoza, de esta manera el 30 de octubre de 1964 el gobierno nacional que presidía Arturo Umberto Illia, mediante la ley número 16649, le donó a Almirante Brown el predio de varias hectáreas ubicado en la calle José Mármol 5000 al 5400 entre Colonia y José Ignacio Rucci cuyas aceras pertenecen al código postal de San Justo, 1754, partido de La Matanza.
En 1965 bajo la presidencia de Adolfo Abate la institución obtiene logros deportivos y de infraestructura, en dicho año se coloca la piedra fundamental para la construcción de su complejo polideportivo, se amplía su sede social con la inauguración del gimnasio cubierto de aproximadamente mil metros y se corona deportivamente el 30 de octubre frente al club Porteño AC. en General Rodríguez obteniendo el segundo campeonato oficial de su historia, venciendo a su oponente 2 a 0. La entidad comienza una etapa de crecimiento exponencial de infraestructura, con alternancia política institucional donde llegó a contar con 10 mil asociados, en la que durante casi tres décadas estuvo a pasos de ascender a Primera División instalándose como candidato al título en varios de los campeonatos que disputó. El 31 de marzo de 1968 bajo la presidencia de Luis Mendoza se colocó la piedra fundamental para la construcción de su nuevo recinto, el Estadio Fragata Presidente Sarmiento que fue inaugurado el 14 de junio de 1969. En octubre de 1972 se amplía la superficie de su sede social con la compra del terreno sobre la calle Almafuerte 3260 lo que le brinda salida a dos calles.

### Himno oficial
La marcha oficial del club, cuya letra es de Erasmo Marcelino Martínez y la música de Nello Natalio Mira, fue grabada el 18 de febrero de 1958, en los estudios Odeon. La interpretan Horacio Lapponi, como primera voz, y el coro formado por Peliffo, Rufino, Talamona, Michelone, Chaar, Zocco, Farías y Martínez.
| Marcha de Almirante Brown |
| |
| Salen a la cancha los bravos muchachos del Almirante prontos a luchar. Dejando en el césped las fuerzas del alma, llevando por lema, respeto al rival. La hinchada se agita en grito vibrante, arriba Almirante, dale dale Brown Jornadas heroicas de bravos varones, orgullo de pueblo garra y corazón. Estribillo: Dale, dale, dale Brown, en tu ascenso sin igual Que la masa partidaria, se estremece de emoción Dale, dale, dale Brown, en tu ascenso sin igual que la masa partidaria, se estremece de emoción. Dale, dale, dale Brown, dale, dale corazón Que llevas a la contienda, tu prestancia de campeón. 1 bis: Enseña aurinegra gloriosa divisa, que pechos vistieron con hondo fervor Tardes memorables supieron de gloria, ganando o perdiendo siempre con honor. Recuerdo imborrable de aquellos varones, que otrora lucharon por un mismo ideal ¡Oh! Viejo Almirante, de arriba te miran, te miran radiante de felicidad. 2 bis estribillo: Dale, dale, dale Brown, en tu ascenso sin igual Que la masa partidaria, se estremece de emoción Dale, dale, dale Brown, dale, dale corazón Que jornada tras jornada, te consagrarás campeón. Letra: Erasmo Marcelino Martínez. Música: Nello Natalio Mira. |
| |

### Identidad de su nombre
Las generaciones de socios y aficionados de la institución crecieron con la versión que la entidad había cambiado su nombre como si se hablará de distintas instituciones. Utilizándose términos como "El Atlétic Club" o "El Centro Atlético Recreativo". También otros adjetivos como: "se tomó parte de su nombre en agradecimiento", terminó inapropiado dado que el acta de reanudación de actividades en 1922 no menciona ningún agradecimiento, y señala "igual nombre o sostener el mismo nombre"( textual). La institución, no posee su identidad en "agradecimiento", se llama Almirante Brown en homenaje al héroe naval de la independencia Argentina.
En el acta labrada el 29 de julio de 1967 regreso a su denominativo Club, similar al folleto de su aniversario en 1913, dónde también coincide el mismo mes de su fundación en 1912 (julio). La entidad sostuvo su mismo nombre desde su nacimiento, no siendo correcto emplear el término "cambio de nombre", dado que solo fueron modificadas las denominaciones que acompañaron a su nombre a lo largo de toda su historia, siendo siempre Almirante Brown desde 1912. Esto fue bien aclarado, con énfasis por Francisco Deverech en enero de 1972 en la sede social.
| Almirante Brown |
| |
| Club Atlético: 1912 a 1915 Atletic Club: 1915 a 1922 Centro Atlético y Recreativo: 1922 a 1967 Club: 1967 (actualidad) |
| |

### Visión a través del tiempo
"La enorme responsabilidad de volcar en sus páginas los hechos más salientes, podrá ser motivo de equívocos u omisiones; que sabremos reconocer ya que el tiempo transcurrido no permite asegurar la veracidad de algunos datos, siendo prudente señalar que algunas secuencias fueron tomadas según versiones de personas". "Pidiendo así también tengan a bien los errores que pudieran deslizarse, ya que lo escrito, como reiteramos anteriormente, es en base a elementos de juicio con los que se cuenta".Enero de 1972, extracto de "la Revista" denominada, en su cincuenta aniversario, página tres
1. ↑  El escrito como se observa aclara que pude tener "equívocos u omisiones" y "no permite asegurar la veracidad de algunos datos", "algunas secuencias fueron tomadas según versiones de personas"—sin detallar los nombres—, remarcando por segunda vez que "lo escrito es en base a elementos de juicio". Señaló claramente la C D de Almirante Brown en 1972, que también evitó poner fecha y utilizar el término fundación en la portada.
 En base a las aclaraciones es sumamente importante señalar la honorabilidad que tuvo la comisión directiva de la institución en 1972.

 El club fue fundado el 1 de julio de 1912 por Juan Sabás Nicolini y Alejandro Guzzoni con el nombre de Club Atlético Almirante Brown. La fundación se realizó en la casa del primero de estos, cita en la calle Tucumán al 500 de San Justo, hoy Perú 2238, justamente a la vuelta de donde hoy funciona la sede social del club.
Extracto, 14 de enero de 2013, Diario NCO.

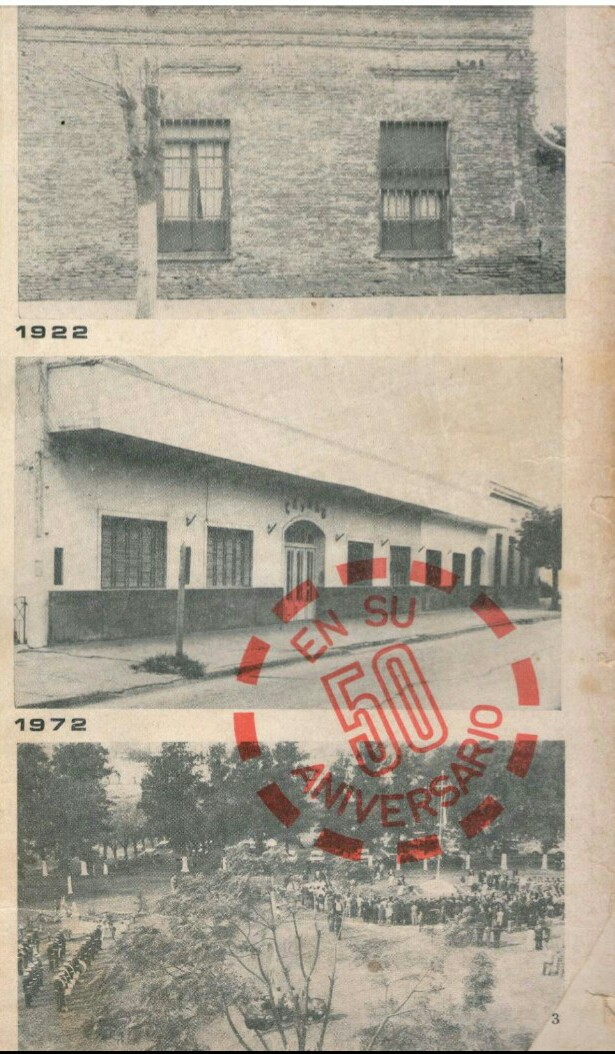
Origen de la desinformación. Imágenes de portada de la revista de 1972, que originó controversias en sus narraciones, en su tapa se evitó detallar la fecha y utilizar el término fundación. A pesar de la honorabilidad de la comisión directiva que aclara en el prólogo de "no asegurar la veracidad" y que parte de lo escrito es tomado de "versiones de personas" (sin detallar los nombres) y en base a "elementos de juicio" (de modo parcial), en parte de su contenido, fue tomada como documento histórico replicando su relato.
"La enorme responsabilidad de volcar en sus páginas los hechos más salientes, podrá ser motivo de equívocos u omisiones; que sabremos reconocer ya que el tiempo transcurrido no permite asegurar la veracidad de algunos datos, siendo prudente señalar que algunas secuencias fueron tomadas según versiones de personas". "Pidiendo así también tengan a bien los errores que pudieran deslizarse, ya que lo escrito, como reiteramos anteriormente, es en base a elementos de juicio con los que se cuenta".Enero de 1972, extracto de "la Revista" denominada, en su cincuenta aniversario, página tres

La reflexión de gran parte de los historiadores del fútbol argentino se basa en la ganancia y el beneficio que obtuvo la entidad en no contemplar su historia hasta el momento. El no respetar y reincorporar sus primeros diez años de vida institucional dónde se originaron el nombre, colores y sus distintivos trajo aparejado inconvenientes de distorsión en su identidad, de origen de su nombre, colores, diseño de camiseta, escudo, primera participación en AFA, tener el prestigio de ser la institución decana (más antigua) de su distrito y ser la primera entidad deportiva Argentina (en actividad) que adoptó el nombre Almirante Brown. A continuación, se detallan algunas de las controversias que se dieron como efecto colateral:
- - "Tomo parte del nombre en agradecimiento por lo traspasado”: En primera instancia es de mencionar que si se habría tomado "una parte del nombre"    se habría elegido o Almirante o Brown, lo que nunca ocurrió. También se    utilizan términos inapropiados como: "se tomó parte de su nombre    en agradecimiento", que es inexacto dado que el acta de    reanudación de actividades en 1922 no menciona ningún agradecimiento y    señala "igual nombre o sostener el mismo nombre” (textual). La institución no posee su nombre en "agradecimiento". Su identidad es en homenaje al héroe naval de la independencia Argentina y  solo modificó las denominaciones que acompañaron a su nombre a lo largo de su historia Almirante Brown que lo distingue desde 1912 hasta la actualidad. Coincidiendo con los 100 años del otorgamiento de la    nacionalidad argentina al padre de la armada en 1812.
  - "Entidad deportiva más añeja en tributo al padre de la armada: El Club Almirante Brown es la primera entidad deportiva del país —de las que se encuentran en    actividad— en adoptar originalmente en 1912 el nombre del héroe naval de la Independencia argentina. Existen varios clubes homónimos a    nivel nacional fundados posteriormente a Almirante Brown: Almirante Brown (Arrecifes) 1917, Almirante Brown (Lules) 1919, Almirante Brown (Malagueño) 1919, Guillermo Brown (Madryn) 1945, Brown (Adrogué)    1945. [nota 1]
  - "Fue fundado por disidentes de otra institución" : A partir de Almirante Brown se fundaron muchos de los clubes de San Justo,    un ejemplo es el Sr Gustavo Ferrando, primer presidente de Huracán de San    Justo que fue parte de la institución anteriormente (figura en actas), no    siendo verídico que se fundó a partir de disidentes de otro club —el mismo    Francisco Deverech lo aclaró en público— marcando otra desviación de la historia en los acontecimientos.
  - "Decanato (antigüedad) en La Matanza" : Almirante no solo es el club más antiguo de San Justo, además cuenta con el privilegio de ser el decano de todo el partido de La Matanza, dado que el club Estudiantil Porteño fue fundado en 1902, pero en la Ciudad Autónoma de Buenos Aires y se trasladó en 1936 a Ramos Mejía, por lo que la entidad aurinegra ostenta el decanato en su distrito.
  - "Su primer camiseta era blanca”: Los únicos que utilizaban un atuendo blanco reglamentario con un cinturón    amarillo y negro eran sus deportistas (pelotaris) que se dedicaban a la práctica de pelota paleta del Xare la otra disciplina que se desarrollaba en el club después de 1912, cuyo uniforme quedó registrado en actas
  - "Sus colores provenían de la barrera del ferrocarril”: Totalmente inexacto porque San Justo en 1912    era un pueblo sin calles asfaltadas ni automóviles y no existía ningún tipo de barrera mecánica en el paso a nivel, solo había una señal de precaución, así mismo cuando se implementó varias décadas después la barrera era de color rojo y blanco e inclusive el equipo comenzó a entrenar cerca de las vías recién en 1929.[1]
  - "Tomó sus colores de Peñarol”: Es incorrecto el término utilizado que tomó sus colores de Peñarol. Cuando Enrique Premoli adquirió las camisetas aurinegras del CURCC en 1912    no había a hasta ese momento una institución denominada oficialmente Peñarol.[a 1] El CURCC tenía su Estadio en Villa Peñarol, siendo apodado por su ubicación geográfica, debido a la difícil pronunciación de su nombre en inglés Central Uruguay Railway Cricket Club dado que fue un club fundado por ingleses. El CURCC disputó varios partidos en 1914, C.U.R.C.C. versus Club A. Patria, diario La Razón de Uruguay, 23 de julio de 1914 (página 6, columna 4), siendo disuelto el 22 de enero de 1915 donando parte de sus bienes al hospital Británico de Montevideo. El Club Atlético Peñarol adoptó el nombre, tomado del apodo del CURCC, el 13 de diciembre de 1913, posterior a la implementación de la simbología de Almirante Brown en 1912. Peñarol sostiene que es una continuidad del CURCC, pero la coexistencia y la disputa de partidos de ambas instituciones al mismo tiempo en 1914 generó una controversia en Uruguay denominada Decanato en el fútbol uruguayo.[2][1]

- "Origen de su escudo" : El registro más antiguo del escudo que se conserva es de 1934 (contiene también cuatro franjas amarillas y tres negras). Y se descarta una mera coincidencia, siendo prueba evidencial exacta que el mismo fue creado en 1912 con base en el diseño de la camiseta implementada del CURCC. Acompaña la evidencia la correspondiente fotografía de Juan Sábas Nicolini de absoluta similitud que certifica el origen de uno de los símbolos de Almirante Brown. Si bien en su primera camiseta utilizaba las iniciales C.A.B ( Club Almirante Brown) también no se utilizó el escudo en su indumentaria por varias décadas en varias formaciones y diseños.[a 1]

1. ↑  En el libro Almirante Brown, Cien años de historia de 2012, página 21 describe que las actas del 11 de junio de 1915 se decidió imprimir 500 estatutos con la portada de la imagen del Almirante Brown, según la interpretación del autor esto afirma que el escudo no había sido creado. También agrega que por una cuestión de costos de impresión no se realizó. Dada esta aclaración lo mismo pudo ocurrir con el escudo, e incluso puede que figurara en documentación traspasada en 1922.

- "Antigüedad e historia en AFA" :Almirante Brown es uno de los clubes argentinos afiliados con más antigua afiliación y participación en la Asociación del Fútbol Argentino. En 1916 se afilió a la Asociación Argentina de Fottball (actual AFA).El primer partido oficial de su historia en AFA fue el 16 de abril de 1916 en San Justo frente a Del Plata con resultado en contra 1 a 3.

Las confusiones y distorsiones relacionadas con su identidad fueron originadas por no respetar sus primeros diez años históricos como institución.

## Historia futbolística

### Primer torneo oficial de su historia, tercera división 1916

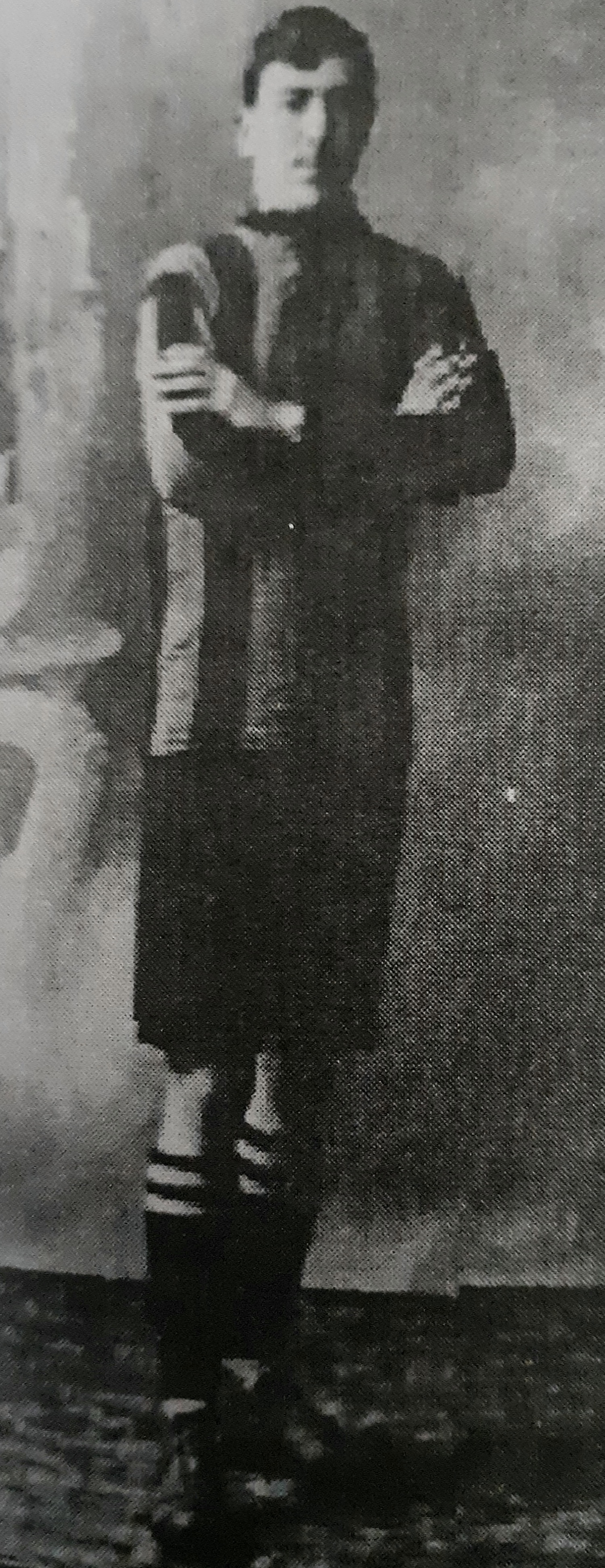
Uniforme de Almirante Brown que utilizó el equipo en su primer torneo oficial de AFA. Camiseta de cuatro franjas amarillonaranja y tres negras, pantalón negro y medias negras con dos franjas horizontales

En 1916 bajo la presidencia de José Guilleneau el club se afilió a la Asociación Argentina de Football (actual AFA), participando en el campeonato de la Tercera División, cuarto nivel, y es el primer club de la ciudad de San Justo en afiliarse y participar de campeonatos oficiales, siendo una de las instituciones argentinas en actividad de más antigua participación en AFA. La categoría contó con la participación de equipos juveniles de casi todos los clubes de Primera División, Intermedia y Segunda Categoría. El torneo contó con 43 equipos divididos en 5 zonas y Almirante integró la sección "B".
La zona contó con ocho equipos Vélez Sarsfield "B", Ferro Carril Oeste "C", All Boys, Del Plata, Germinal, Good Boys y Centenario Argentino que compitieron contra Almirante en el primer campeonato oficial que disputó en su historia. Algunos de los otros participantes fueron Argentino de Banfield, Club Ciudadela y Porteño "A". Si bien la campaña no fue buena ya que terminó séptimo en su zona, siendo el campeón de tercera de 1916 Porteño. De esta manera el club pasó a formar parte del Fútbol Argentino dejando establecido su reconocimiento y un precedente para las futuras participaciones y posteriores reafiliaciones de la institución.

En 1915 las dos asociaciones del fútbol amateur se unificaron en la Asociación Argentina de Foottball; regente del fútbol argentino, afiliada a FIFA y actual AFA, está organizaba los campeonatos de Primera División y sus divisiones inferiores.
Habían tomado la decisión, a principios de 1916 abonaron los $ 40 correspondientes a la afiliación a la A.A.F y quedaron inscriptos en el campeonato de Tercera División. El mirasol se constituyó en el primer club de San Justo en participar del fútbol oficial.
Almirante Brown, Anuario 2012/2013, Nueva Temporada 2013/2014, página 7, publicado por Claudio Laquidara, el 7 de agosto de 2013.

- Field de Almirante Brown en 1916: El Field (cancha) en su primer torneo oficial de AFA donde disputaba sus partidos de local, estaba ubicado en la manzana comprendida por la Av. Catamarca (hoy Ilia), las calles Córdoba (hoy Florio), Jujuy y Salta en San Justo.
- Primer partido oficial de su historia en AFA: Su primer cotejo en la Asociación Argentina de Football (actual AFA) fue el 16 de abril de 1916 en San Justo frente a Del Plata con resultado en contra 1 a 3, siendo una de las instituciones con más antigua participación en AFA.
- Las redes históricas: Si bien Juan Sábas Nicolini traspasó toda la utilería completa a la nueva comisión directiva en 1922, su único deseo como fundador fue conservar de recuerdo las redes de los arcos que utilizó Almirante Brown en el primer torneo oficial de su historia en la Asociación Argentina de Fottball (actual AFA) de 1916, lo que afortunadamente hizo que se preservaran las redes de 113 años de antigüedad que conserva Miguel Foglia socio vitalicio de la institución y sobrino nieto de Juan Nicolini, en un hecho sin precedentes en el fútbol argentino.

Tabla de posiciones finales sección "B"
| Pos | Equipo               | Pts | PJ | PG | PE | PP |
| --- | -------------------- | --- | -- | -- | -- | -- |
| 1.º | All Boys             | 22  | 14 | 10 | 2  | 2  |
| 2.º | Vélez Sarsfield      | 22  | 14 | 9  | 4  | 1  |
| 3.º | Ferro                | 18  | 14 | 6  | 6  | 2  |
| 4.º | Del Plata            | 17  | 14 | 7  | 3  | 4  |
| 5.º | Germinal             | 12  | 14 | 5  | 2  | 7  |
| 6.º | Good Boys            | 10  | 14 | 5  | 0  | 9  |
| 7.º | Almirante Brown      | 7   | 14 | 3  | 1  | 10 |
| 8.º | Centenario Argentino | 4   | 14 | 2  | 0  | 12 |

### Torneo de segunda división 1934
Bajo la presidencia de Alejo Serein disputa el Campeonato de Segunda División 1934 de la Asociación Argentina de Football (actual AFA) constituyó la trigésima quinta y última temporada de la segunda división de Argentina en la era amateur. Inició el 27 de mayo y terminó la etapa regular el 11 de noviembre, jugándose la final el 18 de noviembre. Almirante Brown íntegro la sección B y disputó partidos con Los Andes institución con la que mantiene una fuerte y añeja rivalidad deportiva, el primero fue el 29 de julio de 1934 con triunfo de Lomas en San Justo 2 a 1. Obtuvo un goleada como local frente a Huracán de San Justo por 4 a 1 en la segunda fecha, la cuarta jornada frente a Lomas Football Club logró un triunfo de visitante por 5 a 3, cerrando su participación en San Justo.
El torneo coronó campeón al Club Bella Vista, tras vencer por 3 a 0 en la final a Los Andes, siendo el último campeón de la era amateur. Para la siguiente temporada se formaría la AFA y el torneo pasaría a ser la tercera categoría. Este sería su último torneo de la era amateur, quedando fuera del nuevo sistema que dio pasó al profesionalismo en 1935 donde la institución de La Matanza regresaría definitivamente en 1956.
Sección B
| Pos. | Equipo                 | Pts. | PJ | PG | PE | PP | GF | GC | Dif. |
| ---- | ---------------------- | ---- | -- | -- | -- | -- | -- | -- | ---- |
| 1.º  | Los Andes              | 33   | 18 | 15 | 3  | 0  | 36 | 13 | 23   |
| 2.º  | Progresista            | 23   | 18 | 9  | 5  | 4  | 24 | 11 | 13   |
| 3.º  | Estrella Blanca        | 22   | 18 | 9  | 4  | 5  | 15 | 14 | 1    |
| 4.º  | El Progreso            | 20   | 18 | 8  | 4  | 6  | 17 | 16 | 1    |
| 5.º  | Gimnasia y Esgrima (L) | 19   | 18 | 8  | 3  | 7  | 20 | 25 | −5   |
| 6.º  | Huracán de San Justo   | 16   | 18 | 6  | 4  | 8  | 16 | 20 | −4   |
| 7.º  | Almirante Brown        | 15   | 18 | 7  | 1  | 10 | 20 | 16 | 4    |
| 8.º  | Marplatense            | 15   | 18 | 6  | 3  | 9  | 20 | 26 | −6   |
| 9.º  | Lomas                  | 9    | 18 | 3  | 3  | 12 | 13 | 29 | −16  |
| 10.º | Honor y Patria         | 8    | 18 | 3  | 2  | 13 | 16 | 27 | −11  |

|  | Accede a la final por el ascenso. Pasó a la Tercera División de la AFA. |
|  | Pasaron a la Tercera División de la AFA.                                |

### Ganador Copas Doble knock out 1943 y 1944

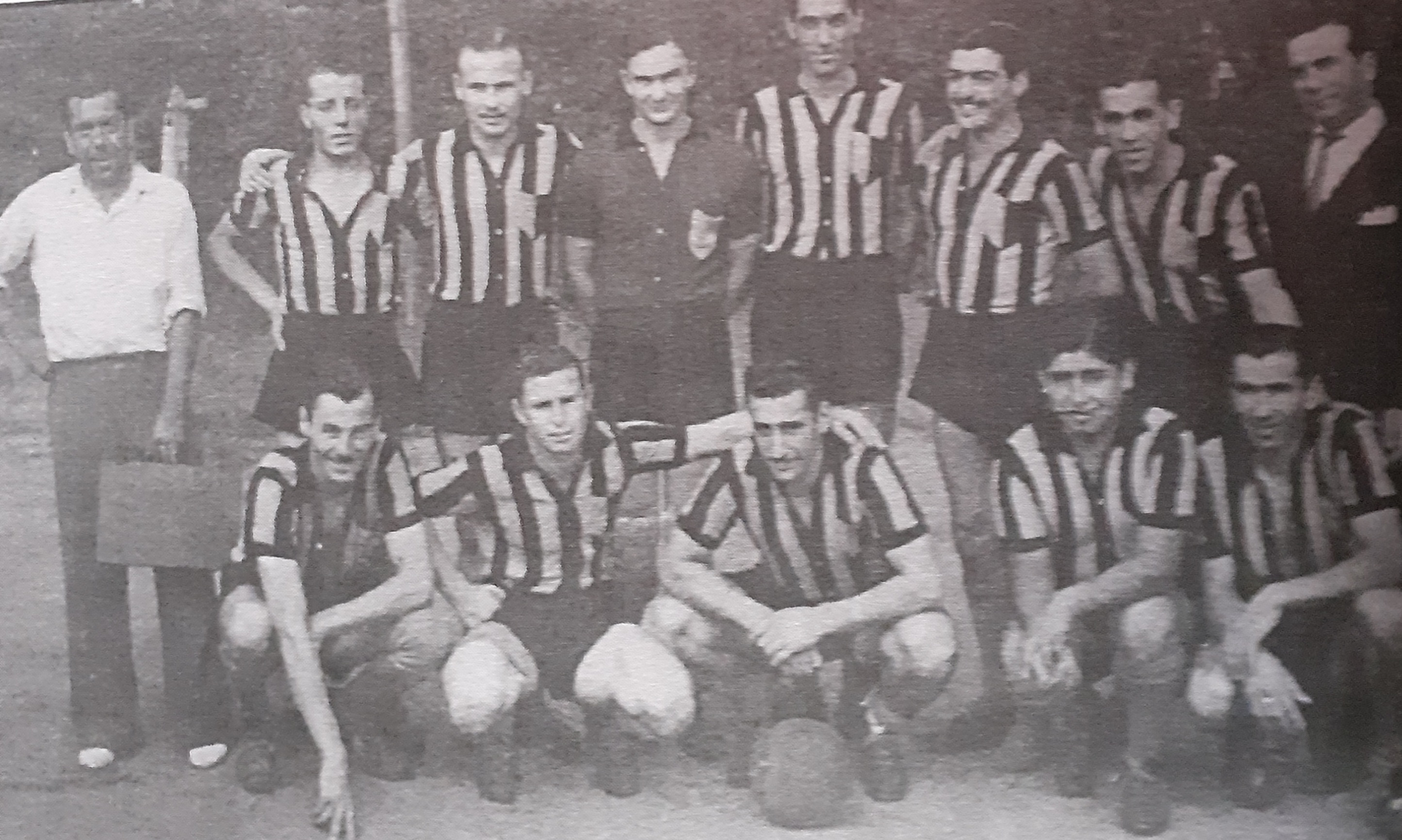
Formación de 1943, ganador de las Copas doble knock out.

La participación en la Asociación Argentina Amateurs de Football le valió dos campeonatos y dos subcampeonatos, se ganaron dos copas doble knock out, en 1943 y 1944, (válidas como copas nacionales) con la participación de equipos afiliados a la AFA. Debido a estos logros hizo que fuera designado en 1945 como representante de la provincia de Buenos Aires en el Campeonato Argentino Amateur, jugado en la provincia de Santa Fe.

### Campeón invicto en 1956

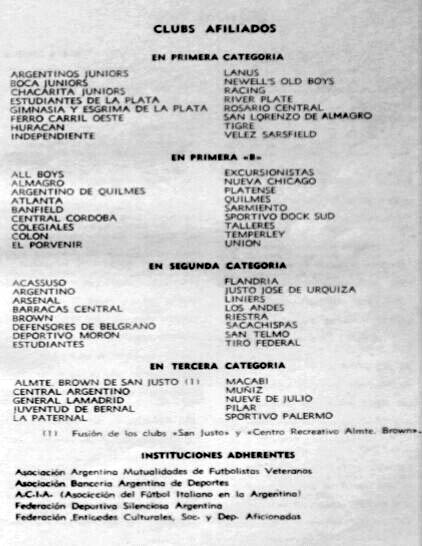
Libro de AFA de 1956 con la reafiliación de Almirante Brown.

Tras su reafiliación, en 1956 y bajo la presidencia de Luis Mendoza ganó ese mismo año el campeonato de Tercera División de Ascenso cuarta categoría, con una campaña inmejorable, ya que se consagró campeón invicto, lo que conllevó el ascenso de categoría. La consagración llegó el 13 de octubre con una victoria, como local en San Justo, por 4 a 1 sobre Juventud de Bernal, club que lo seguía en la tabla y con el que peleó el título hasta el final. El equipo formó con Gallino; Costa y Yobbi; H. Boragno, Villalba y Toledano; Juárez, Onofre, Aramburu, A. Harguinteguy y Vario. DT: Ángel Martínez. Los goles los convirtieron Vario, Aramburu (2) y Harguinteguy.

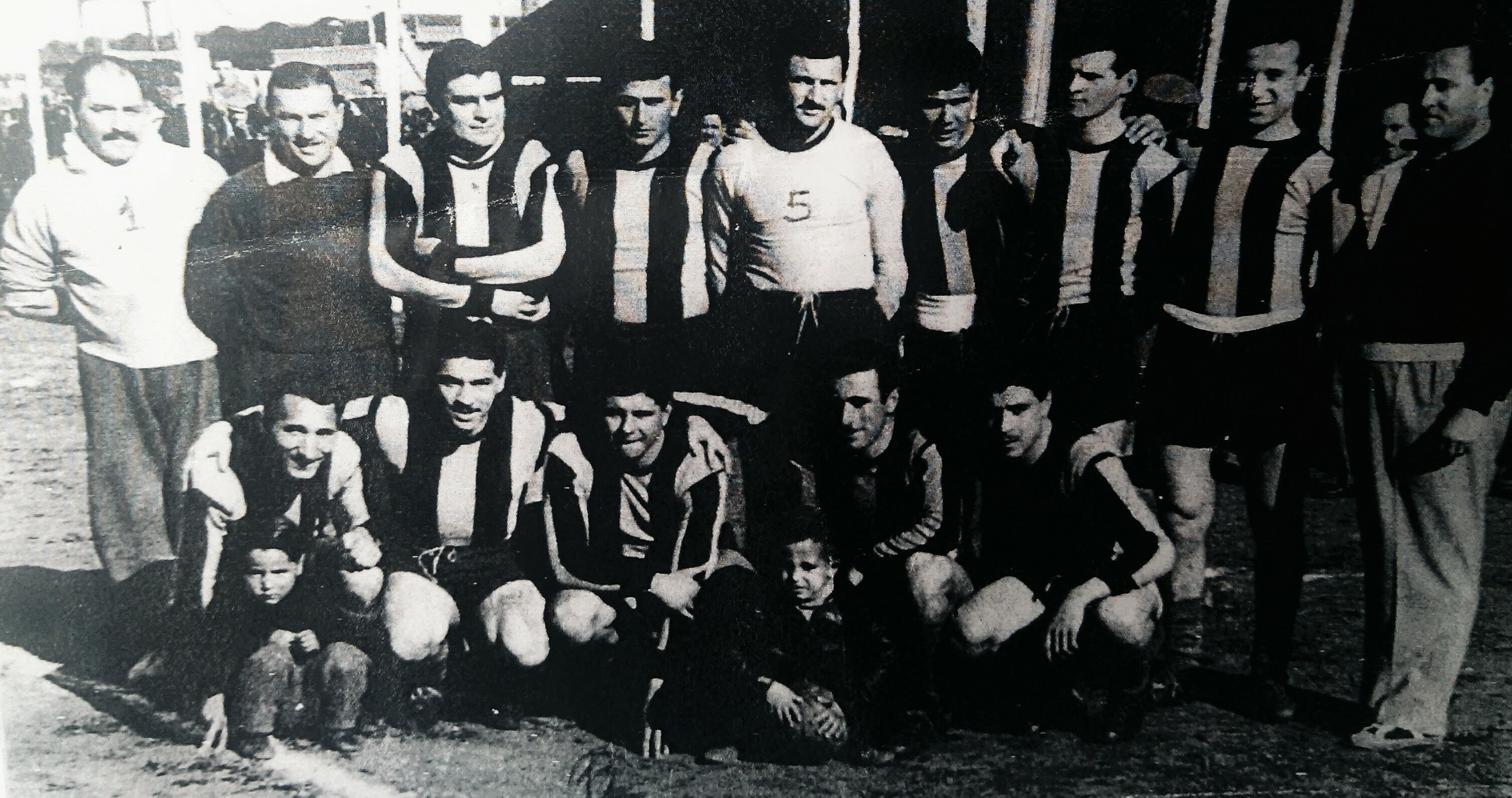
El equipo campeón invicto de 1956 con la camiseta de bastones anchos.

El plantel estuvo integrado por: Juan Gallino, Ándres Bosco, Segundo Boragno, Claudio Iobbi, Pedro Ángel Costa, Juan Carlos Zoppi, Óscar Villalba, Quirino Toledano, Julio César Berrutti, Onofre, Carlos Dante Juárez, Aramburu, Alejandro Harguinteguy, Ricardo Varío, Juan Carlos Hernández y A. González. El director técnico fue Ángel Martínez, el preparador físico Sambuceti, el masajista Rubén Chamorro, los médicos Eizaguirre y Foglia. Al año siguiente, Almirante Brown pasó a jugar en la Segunda División de Ascenso, por lo que en su historia solo disputó un año en la cuarta categoría del fútbol Argentino en la era profesional y otro en la era amateur de 1916.

### Subcampeón de Segunda de Ascenso 1960

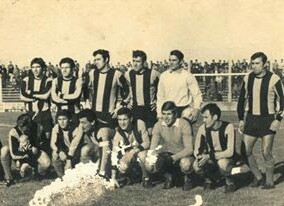
El equipo de 1960 que peleó el campeonato de segunda de ascenso.

Para el campeonato de Segunda de ascenso (tercera categoría) de 1960 se dispuso la participación de 18 equipos. Debido a esta decisión se jugó un torneo a dos ruedas todos contra todos con la realización de 34 encuentros por equipo. Almirante realizó una gran campaña peleando el campeonato con Deportivo Español quien finalmente sería el campeón.
El equipo logró goleadas históricas como el 7 a 2 a Sacachispas Fútbol Club de visitante el 16 de abril y se hizo muy fuerte en San Justo, donde también goleó 3 a 0 a Colón de Santa Fe el 2 de julio, 6 a 2 a Acassuso el 15 de octubre, y el 7 a 1 a Colegiales cerrando la última fecha del campeonato el 10 de diciembre en San Justo. Es muy recordado un emocionante partido en Rosario que Almirante pierde 6 a 5 contra Tiro Federal el 29 de octubre. Debido a que tuvo una segunda rueda con altibajos donde se perdieron partidos claves como contra Español y Colón en Santa Fe, se perdió la posibilidad varias fechas antes de que terminé el torneo donde Español sería Campeón con 58 puntos y Almirante subcampeón con 48 puntos.

### Campeón segunda de ascenso en 1965

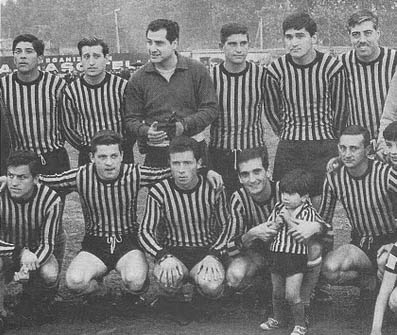
El equipo campeón de 1965.

Permaneció en la segunda de ascenso (tercera categoría) hasta 1965, cuando bajo la presidencia de Adolfo Abate ascendió a la Primera B (primera de ascenso) el 30 de octubre frente al club Porteño AC de General Rodríguez. Se jugó en cancha de Leandro N. Alem por una cuestión de capacidad, ya que se esperaba una gran concurrencia de Almirante, el equipo formó con Óscar Cadars; Cervelló y Álvarez; Sánchez, Juan Carlos Faedda y Sanes; Guenzatti, Monteagudo, Umbert, Horacio Onzari (capitán) y Alberto Violi. El partido terminó con un triunfo por 2 a 0, donde Horacio Onzari y Alberto Violi marcaron los goles, ante la algarabía de la parcialidad de Almirante que se trasladó a General Rodríguez y celebró el campeonato invadiendo el campo de juego, para luego seguir los festejos en la plaza de San Justo. De esta manera, dos fechas antes de que termine el torneo se aseguraba el ascenso. La última fecha debía jugar con el Club Liniers y ya teniendo el título asegurado, su adversario en un gran gesto, resignó la localía para que Almirante pueda volver a jugar con estadio lleno en su cancha de San Justo.
En ese campeonato la dirigencia encabezada por Adolfo Abate de gran visión futbolística armó un equipo experimentado con Marcos Busico en la dirección técnica y jugadores como Cadars o Faedda. Este equipo tuvo el primer gran tridente en la delantera de la historia de Almirante: Violi, Migliore y Onzari, que fue su goleador con 21 tantos, terminó invicto como local ya que ganó 15 partidos y solo empató 3 en su viejo estadio de San Justo, sumó 54 puntos, en 34 partidos jugados, a 4 de Estudiantes (BA), segundo con 50 (siempre con la antigua puntuación de a dos por partido ganado), con 23 ganados, 8 empatados y solo 3 perdidos de visitante. Marcó 68 goles y le convirtieron 28. El plantel reunía a: Óscar Julio Cadars, E. Ibarra, Miguel Cervello, Roberto Álvarez, Juan Carlos Ronchi, Andrade, Risso, Montero, Vicente Monteagudo, Roberto Emilio Migliore, Horacio Darío Onzari, Orlando Sicca, G. Kopiska, Palma, Federczuk, F. Ruffa, Juan Carlos Faedda, O. Grela, José Benigno Sanez, N. Montero, Risso, De Masi, Osvaldo Óscar Guenzatti, Alberto Violi, Francisco Felipe Sánchez, Alfredo Martínez, Diego Carlos Zavaleta, R. Román, Leiga, H. García, R. Lázaro, Umbert y Villarino. DT: Marcos Ricardo Busico. A partir de entonces, disputa los torneos de Primera B.

### Subcampeón de Primera B y debut en Primera en 1970

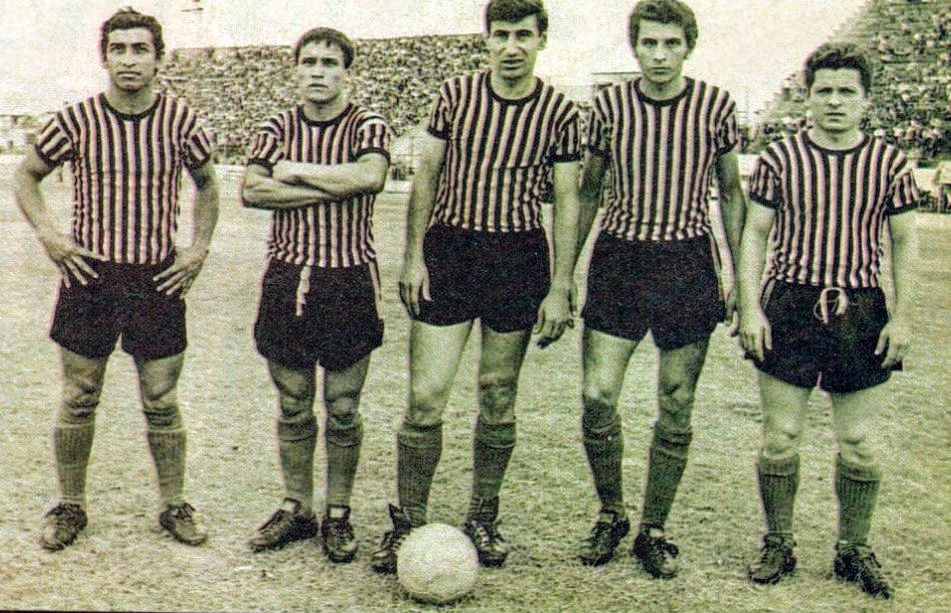
Delantera del equipo en 1970 que disputó el reclasificatorio de primera.

En 1970 Almirante peleó el campeonato de Primera B, que se jugó en 3 etapas. La primera, con partido y desquite entre 16 equipos, fue ganada por Deportivo Morón. Los ubicados en los ocho primeros puestos clasificaron al Torneo Campeonato, que se jugó a una sola rueda, en cancha neutral, y determinaba, además, a los 2 equipos que jugarían un cuadrangular reclasificatorio con 2 equipos de Primera División. Los restantes, disputaron otros torneos reclasificatorios por el descenso.
Almirante Brown obtuvo el subcampeonato,bajo la dirección técnica de Marcos Busico y Juan Carlos Montaño lo que le permitió junto con el campeón, Ferro Carril Oeste, participar del Torneo Reclasificación Primera A-Primera B de la Primera División Metropolitana de 1970, siendo este su único paso por la máxima categoría del fútbol argentino.

#### Torneo Reclasificación
En la temporada 1970 de la Primera División de Argentina se estableció un intrincado sistema de descenso, que incluyó tres etapas, que se desarrollaron luego de finalizada la fase regular del torneo. La primera consistió en un cuadrangular, conocido como Petit torneo, disputado por los equipos ubicados entre el 13.º y el 16.º puesto de la tabla final de posiciones, ya que los que se ubicaron en las primeros 12 posiciones clasificaron directamente al Nacional y los que ocuparon los 5 últimos puestos (del 17.º al 21.º) debían disputar la segunda instancia, llamada Torneo Reclasificación de Primera División de Argentina.
A esos 5 equipos, se sumaron los 2 que ocuparon los últimos puestos del Petit torneo (Quilmes y Huracán), mientras que los 2 primeros se agregaron a los clasificados al Nacional. De los 7 que jugaron la primera reclasificación, los primeros 3 mantuvieron la categoría, mientras que los 2 últimos descendieron directamente. El cuarto y el quinto (Colón y Quilmes), jugaron el Torneo Reclasificación Primera A-Primera B (un certamen de promoción) junto a dos equipos clasificados de la segunda categoría, el campeón y el subcampeón (Ferro Carril Oeste y Almirante Brown).
Según la procedencia y la ubicación final, los 2 primeros permanecían o ascendían a Primera División de Argentina y los 2 últimos quedaban o descendían a la B. El torneo se jugó a una sola rueda, en cancha neutral. En la primera fecha, disputada en cancha de Atlanta frente a Quilmes, el partido estuvo detenido algunos minutos por incidentes ocasionados por la parcialidad de Almirante, después de que el árbitro cobrara dos penales discutidos en contra.
Primera fecha, 12 de diciembre, en Atlanta: Quilmes 2 (José Magliolo [2])-Almirante Brown 1 (Roberto Jorge Tursi ).
Segunda fecha, 15 de diciembre, en Argentinos Juniors: Ferro Carril Oeste 3 (Marcelo Moreno, Carlos A. Vidal y Reynaldo Aimonetti)-Almirante Brown 1.
Tercera fecha, 19 de diciembre, en Atlanta: Colón 5 (Juan C. Mottura, José L. Córdoba [2], Juan C. Lo Bello y Rubén Coletti)-Almirante Brown 2 (Roberto Tursi [2]).
Nota: Debido a estos tres partidos disputados Almirante Brown figura en la tabla histórica completa de Primera división de la Asociación del Fútbol Argentino y la RSSSF.

### Subcampeón de Primera B en 1972

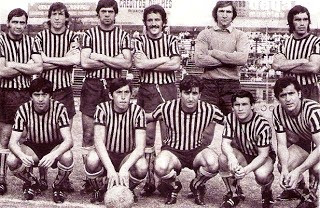
Formación del equipo de 1972 que estuvo cerca de lograr el campeonato.

Almirante Brown estuvo muy cerca de llegar a primera en el Campeonato de Primera B 1972. Esta fue considerada una de las mejores campañas de Almirante en la segunda división del fútbol argentino. Salió segundo, con 32 partidos jugados, 19 ganados, 7 empatados, y 6 perdidos, con 52 goles convertidos. 
Fue un campeonato muy disputado con All Boys y Chicago, llegando con chances faltando 2 fechas. El 7 de octubre de 1972 recibió en su Estadio Fragata Sarmiento a Temperley y ganó 1 a 0 con gol de Eduardo Calermo, pero no alcanzó. Con un gran plantel en el que sobresalían el arquero José Luis Burtovoy, el defensor Héctor Canio y los delanteros Osvaldo Simón González y Roberto Jorge Tursi, y dirigidos por Juan Carlos Montaño Almirante Brown parecía encaminado hacia el ascenso. Sin embargo, tuvo un bajón notorio en la segunda rueda, los de Floresta encadenaron 11 victorias consecutivas y lograron su primer ascenso a la máxima categoría, con tres puntos de ventaja sobre el equipo de La Matanza.
Tabla de posiciones final del campeonato
| Pos. | Equipo            | Pts. | PJ | PG | PE | PP | GF | GC | Dif. |
| ---- | ----------------- | ---- | -- | -- | -- | -- | -- | -- | ---- |
| 01.º | All Boys          | 48   | 32 | 21 | 6  | 5  | 53 | 33 | 20   |
| 02.º | Almirante Brown   | 45   | 32 | 19 | 7  | 6  | 52 | 29 | 23   |
| 03.º | Nueva Chicago     | 42   | 32 | 15 | 12 | 5  | 51 | 29 | 22   |
| 04.º | Temperley         | 40   | 32 | 15 | 10 | 7  | 50 | 38 | 12   |
| 05.º | Deportivo Morón   | 37   | 32 | 14 | 9  | 9  | 44 | 34 | 10   |
| 06.º | San Telmo         | 33   | 32 | 11 | 11 | 10 | 32 | 36 | −4   |
| 07.º | Platense          | 32   | 32 | 10 | 12 | 10 | 45 | 44 | 1    |
| 08.º | Almagro           | 30   | 32 | 9  | 12 | 11 | 43 | 46 | −3   |
| 09.º | Los Andes         | 29   | 32 | 11 | 7  | 14 | 45 | 41 | 4    |
| 10.º | Talleres (RdE)    | 29   | 32 | 9  | 11 | 12 | 41 | 44 | −3   |
| 11.º | Comunicaciones    | 28   | 32 | 8  | 12 | 12 | 40 | 39 | 1    |
| 12.º | Quilmes           | 28   | 32 | 10 | 8  | 14 | 48 | 60 | −12  |
| 13.º | Arsenal           | 27   | 32 | 9  | 9  | 14 | 36 | 42 | −6   |
| 14.º | Tigre             | 27   | 32 | 7  | 13 | 12 | 38 | 46 | −8   |
| 15.º | Estudiantes (BA)  | 25   | 32 | 7  | 11 | 14 | 29 | 50 | −21  |
| 16.º | Excursionistas    | 24   | 32 | 9  | 6  | 17 | 41 | 59 | −18  |
| 17.º | Deportivo Español | 20   | 32 | 6  | 8  | 18 | 30 | 48 | −18  |

|  | Campeón. Ascendió a la Primera División. |
|  | Descendió a la Primera División C.       |

|  |

### Gran campaña en 1974, clasifica al cuadrangular

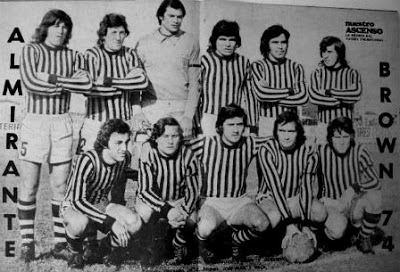
Formación del equipo de 1974 que realizó una gran campaña.

En 1974, el campeonato de Primera B se dividió en cuatro etapas: el Torneo preparación y el Torneo campeonato (ambos similares divididos en dos zonas), que clasificaron ocho equipos a dos cuadrangulares, los que a su vez daban acceso al cuadrangular final. Los dirigidos por Juan Carlos Montaño en el primer torneo terminaron sextos, sin llegar a clasificar.Pero en el segundo realizaron una gran campaña, logrando entrar a la siguiente fase, en la que se jugaron dos cuadrangulares, uno para los clasificados en el Preparación, y el otro para los del Campeonato. Los dos mejores de cada uno de ellos accedían al cuadrangular final.

#### El cuadrangular
Almirante estaba en carrera para pelear el ascenso para eso debía estar entre los 2 primeros que clasificarían al cuadrangular final. El primer partido jugado en cancha de Atlanta el 26 de octubre frente a Estudiantes (BA) termina empatado 1 a 1 Francciosi marcó el gol del empate, mientras Lanús y Deportivo Morón empataron también su partido el segundo partido jugado el 2 de noviembre Almirante también empata frente a Lanús 1 a 1 en El Gasómetro con un arbitraje muy cuestionado frente al equipo del sur, Eduardo Epifanío marcó el gol de Almirante.
Estudiantes, Almirante y Lanús definirían con sus partidos en la última fecha los dos clasificados para pelear el ascenso. Almirante jugaba la última fecha con Morón que estaría eliminado. Llamativamente salta el control antidopaje del primer partido de Almirante frente a Estudiantes donde de los 4 frascos del control, 3 dan positivo: Roberto Escalada de Almirante Brown, Coppola y Trezeguet de Estudiantes quienes además fueron suspendidos. Como consecuencia de esto se les dio por perdido el partido a ambos equipos y las miradas apuntaron a Lanús que resultó ser el más beneficiado con lo dictaminado.
La última fecha Almirante empata sin goles en el Clásico del Oeste jugado en el Estadio José Amalfitani el 9 de noviembre, donde la parcialidad de La Matanza alterada por fallos arbitrales y el fallo del tribunal género incidentes. Lanús empata sin goles con Estudiantes, clasificando ambos a jugar por el ascenso a primera quedando Almirante eliminado. Dos años después en 1976 nuevamente tendría otra polémica con Lanús en una definición de un ascenso en El Gasómetro.
Posiciones Finales Cuadrangular: Estudiantes y Lanús 3 puntos; Almirante Brown y Deportivo Morón 2. Nota: A Estudiantes y Almirante Brown se les descontó 1 punto por dopaje positivo a jugadores de los dos equipos. 

### Hexagonal por el segundo ascenso Primera B 1975
En el Campeonato de Primera B 1975 si bien Almirante no comenzó de la mejor manera las primeras 7 fechas, luego el equipo dirigido por Juan Carlos Montaño se fue afianzando logrando goleadas en los Clásicos con triunfos por 3 a 1 el 3 de mayo frente a Nueva Chicago en Mataderos y goleando de local por 3 a 0 a Deportivo Morón el 19 de julio y a Nueva Chicago por 4 a 0 el 27 de septiembre, otras importantes goleadas fueron el 4 a 1 frente a Flandria el 24 de mayo y el 5 a 1 frente a Dock Sud en el Estadio Fragata Presidente Sarmiento, goleando también a Platense por 3 a 1 de local el 28 de junio y por 4 a 1 de visitante el 8 de noviembre. 
El equipo realizó una gran campaña terminando en la quinta ubicación, logrando clasificar al hexagonal final por el segundo ascenso donde terminaría en el cuarto lugar.perdiendo en el viejo gasómetro contra San Telmo luego del cuestionado arbitraje de Feola que lo perjudicó al no cobrar un claro penal a su favor

### Subcampeón de Primera B en 1976

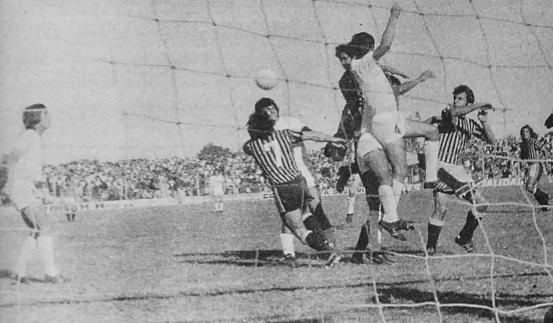
Primera B 1976, Almirante-Platense en el estadio Fragata Presidente Sarmiento con triunfo del equipo de Saavedra

En el Campeonato de Primera B 1976 se disputaron 2 torneos y hexagonales finales por el ascenso a primera, el primer torneo lo gana Platense así como el hexagonal final. En el segundo torneo Almirante tuvo una gran campaña terminando en segundo lugar con 46 puntos a un solo punto de Lanús, de esta manera clasificó al hexagonal final donde peleó el campeonato hasta la última fecha, los otros 4 clasificados para el hexagonal fueron Tigre, Villa Dalmine, Central Córdoba de Rosario y Los Andes.
Posiciones finales torneo regular
| Pos  | Equipo                 | Pts | PJ | G  | E  | P  | GF | GC | DG  |
| ---- | ---------------------- | --- | -- | -- | -- | -- | -- | -- | --- |
| 1.º  | Lanús                  | 47  | 37 | 18 | 11 | 8  | 67 | 40 | 27  |
| 2.º  | Almirante Brown        | 46  | 37 | 18 | 10 | 9  | 58 | 45 | 13  |
| 3.º  | Tigre                  | 45  | 37 | 17 | 11 | 9  | 53 | 42 | 11  |
| 4.º  | Villa Dálmine          | 44  | 37 | 17 | 10 | 10 | 70 | 50 | 20  |
| 5.º  | Central Córdoba (R)    | 43  | 37 | 13 | 17 | 7  | 49 | 31 | 18  |
| 6.º  | Los Andes              | 43  | 37 | 15 | 13 | 9  | 65 | 53 | 12  |
| 7.º  | Almagro                | 42  | 37 | 14 | 14 | 9  | 63 | 53 | 10  |
| 8.º  | Talleres (RE)          | 42  | 37 | 12 | 18 | 7  | 46 | 40 | 6   |
| 9.º  | Nueva Chicago          | 39  | 37 | 13 | 13 | 11 | 55 | 52 | 3   |
| 10.º | Arsenal                | 36  | 37 | 11 | 14 | 12 | 47 | 45 | 2   |
| 11.º | Deportivo Morón        | 36  | 37 | 12 | 12 | 13 | 58 | 62 | -4  |
| 12.º | Estudiantes (BA)       | 36  | 37 | 9  | 18 | 10 | 47 | 54 | -7  |
| 13.º | El Porvenir            | 33  | 37 | 8  | 17 | 12 | 55 | 62 | -7  |
| 14.º | Sportivo Dock Sud      | 33  | 37 | 10 | 13 | 14 | 41 | 51 | -10 |
| 15.º | Sarmiento de Junín     | 32  | 37 | 9  | 14 | 14 | 53 | 69 | -16 |
| 16.º | Flandria               | 31  | 37 | 10 | 11 | 16 | 61 | 73 | -12 |
| 17.º | Deportivo Italiano     | 27  | 37 | 5  | 17 | 15 | 38 | 63 | -25 |
| 18.º | Comunicaciones         | 24  | 37 | 11 | 2  | 24 | 50 | 76 | -26 |
| 19.º | Defensores de Belgrano | 17  | 37 | 4  | 9  | 24 | 49 | 75 | -26 |

|  |                                                                                                  |
|  | Clasificado al reducido por el primer ascenso.                                                   |
|  | Clasificados al hexagonal final para evitar el descenso.                                         |
|  | Debieron jugar un desempate para determinar el sexto clasificado al hexagonal para no descender. |

#### Hexagonal por el segundo ascenso

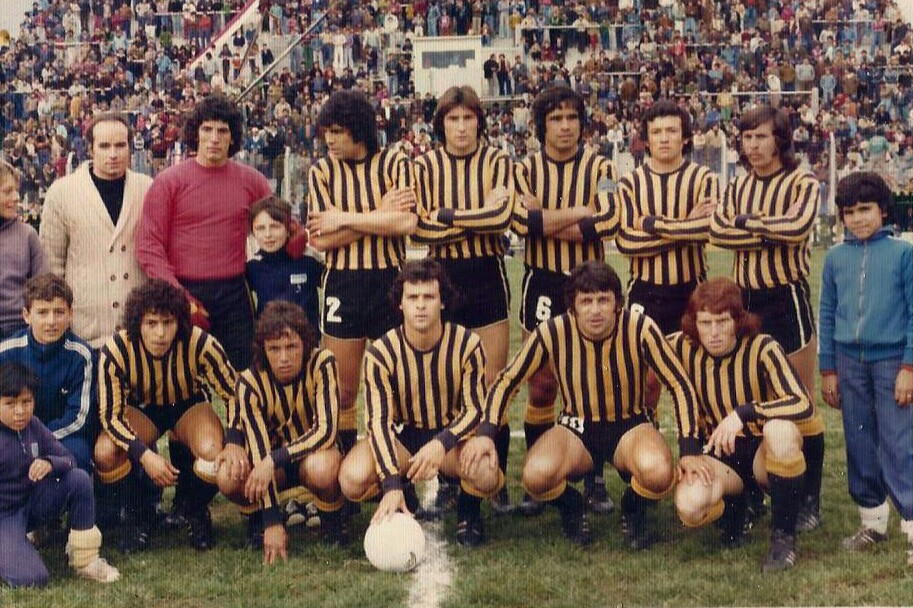
El equipo de 1976 que peleó el ascenso a primera división y tuvo una final accidentada con Lanús, en la imagen acompañado por la afición de La Matanza.

El hexagonal fue disputado entre noviembre y diciembre, para definir quién acompañaba al equipo de Vicente López. A la última fecha arribaron solo dos con chances: Lanús (8 puntos) y Almirante (7). Y se enfrentaron en el viejo Gasómetro de Avenida La Plata en lo que se convirtió en una final con un multitudinario marco de ambas parcialidades. Al comienzo del encuentro ya había sido expulsado un jugador del equipo de La Matanza. En un clima de tensión por el arbitraje parcial de Juan Rolando, quien terminó expulsando a nueve de los 11 futbolistas aurinegros. El encuentro se suspendió a los 75 minutos, con el resultado 2-0 a favor de los Granates. Se generaron incidentes dentro y fuera del estadio.
Primera fecha
4 de diciembre de 1976
Villa Dálmine 0-3 Lanús (se jugó en el estadio de San Lorenzo)
Los Andes	1-0	Central Córdoba (Rosario)	(se jugó en el estadio de Temperley)
 Almirante Brown	1-0	Tigre	(se jugó en el estadio de All Boys)
Segunda fecha
7 de diciembre de 1976
Lanús	2-1	Tigre	(se jugó en el estadio de San Lorenzo)
Los Andes	2-0	Villa Dálmine	(se jugó en el estadio de Atlanta)
Almirante Brown	2-0	Central Córdoba (Rosario)	(se jugó en el estadio de Newell's Old Boys)
Tercera fecha
11 de diciembre de 1976
Almirante Brown	1-1	Los Andes	(se jugó en el estadio de Vélez Sarsfield)
Villa Dálmine	4-2	Tigre	(se jugó en el estadio de Chacarita Juniors)
Lanús	5-1	Central Córdoba (Rosario)	(se jugó en el estadio de Racing Club)
Cuarta fecha
14 de diciembre de 1976
Almirante Brown	4-1	Villa Dálmine	(se jugó en el estadio de Racing Club)
Los Andes	2-3	Lanús	(se jugó en el estadio de Huracán)
Central Córdoba (Ros.) 1-0	Tigre	(se jugó en el estadio de Newell's Old Boys)
Quinta fecha
18 de diciembre de 1976
Lanús	2-0	Almirante Brown	(se jugó en el estadio de San Lorenzo)
Tigre	5-2	Los Andes	(se jugó en el estadio de Ferro Carril Oeste)
Central Córdoba (Ros.) pp-pp	Villa Dálmine	(debía jugarse en el estadio de Sarmiento de Junín)

Posiciones hexagonal final
| Pos | Equipo              | Pts | PJ | G | E | P | GF | GC | DG |
| --- | ------------------- | --- | -- | - | - | - | -- | -- | -- |
| 1.º | Lanús               | 10  | 5  | 5 | 0 | 0 | 15 | 4  | 11 |
| 2.º | Almirante Brown     | 7   | 5  | 3 | 1 | 1 | 8  | 4  | 4  |
| 3.º | Los Andes           | 5   | 5  | 2 | 1 | 2 | 8  | 9  | -1 |
| 4.º | Tigre               | 0   | 5  | 1 | 0 | 4 | 8  | 10 | -2 |
| 5.º | Villa Dálmine       | 0   | 5  | 1 | 0 | 4 | 5  | 12 | -7 |
| 6.º | Central Córdoba (R) | 0   | 5  | 1 | 0 | 4 | 2  | 9  | -7 |

|  | Campeón, ascendió a la Primera División. |

### Subcampeón Primera B 1978

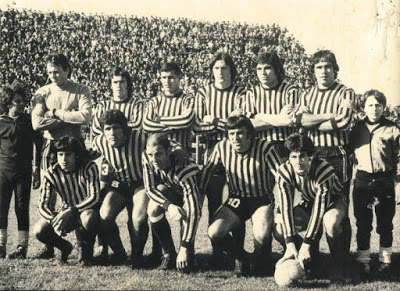
Estadio Fragata Presidente Sarmiento año 1978.

El Campeonato de Primera B 1978 fue uno de los mejores torneos que disputó Almirante, donde fue puntero prácticamente todo el campeonato y escoltado por Ferro, ese equipo contaba con unas de las mejores duplas de delanteros de la historia Aurinegra, Osvaldo Damiano, surgido de las inferiores de Almirante, y Leguizamón, el equipo tuvo una primera rueda arrolladora haciéndose invencible en el Estadio Fragata Sarmiento. Un suceso trágico ocurrió en plena competencia: fallece su DT, su líder Pepe Canevari, un golpe anímico muy fuerte para el equipo y sus seguidores.
| Pos  | Equipo                 | Pts | PJ | PG | PE | PP | GF | GC | Dif |
| ---- | ---------------------- | --- | -- | -- | -- | -- | -- | -- | --- |
| 1.º  | Ferro Carril Oeste     | 50  | 34 | 19 | 12 | 3  | 64 | 28 | 36  |
| 2.º  | Almirante Brown        | 46  | 34 | 17 | 12 | 5  | 52 | 37 | 15  |
| 3.º  | Los Andes              | 41  | 34 | 13 | 15 | 6  | 63 | 46 | 17  |
| 4.º  | Tigre                  | 38  | 34 | 13 | 12 | 9  | 55 | 45 | 10  |
| 5.º  | Defensores de Belgrano | 34  | 34 | 11 | 12 | 11 | 41 | 47 | -6  |
| 6.º  | Temperley              | 33  | 34 | 11 | 11 | 12 | 54 | 51 | 3   |
| 7.º  | Sarmiento (J)          | 33  | 34 | 11 | 11 | 12 | 50 | 50 | 0   |
| 8.º  | Deportivo Italiano     | 33  | 34 | 10 | 13 | 11 | 47 | 47 | 0   |
| 9.º  | El Porvenir            | 32  | 34 | 12 | 8  | 14 | 46 | 55 | -9  |
| 10.º | Nueva Chicago          | 32  | 34 | 9  | 14 | 11 | 45 | 49 | -4  |
| 11.º | Almagro                | 32  | 34 | 8  | 16 | 10 | 42 | 50 | -8  |
| 12.º | Deportivo Armenio      | 32  | 34 | 9  | 14 | 11 | 40 | 49 | -9  |
| 13.º | Arsenal                | 31  | 34 | 8  | 15 | 11 | 44 | 47 | -3  |
| 14.º | Argentino de Quilmes   | 30  | 34 | 9  | 12 | 13 | 44 | 45 | -1  |
| 15.º | Flandria               | 30  | 34 | 9  | 12 | 13 | 39 | 48 | -9  |
| 16.º | Villa Dálmine          | 29  | 34 | 9  | 11 | 14 | 45 | 47 | -2  |
| 17.º | Lanús                  | 29  | 34 | 10 | 9  | 15 | 39 | 47 | -8  |
| 18.º | San Telmo              | 27  | 34 | 11 | 5  | 18 | 52 | 64 | -12 |

|  | Campeón. Ascendió a Primera División.                        |
|  |                                                              |
|  | Jugaron un desempate por el segundo descenso a la Primera C. |
|  | Descendió a la Primera C.                                    |

### Primera B 1982, victoria de peso, cuartos de final por el ascenso

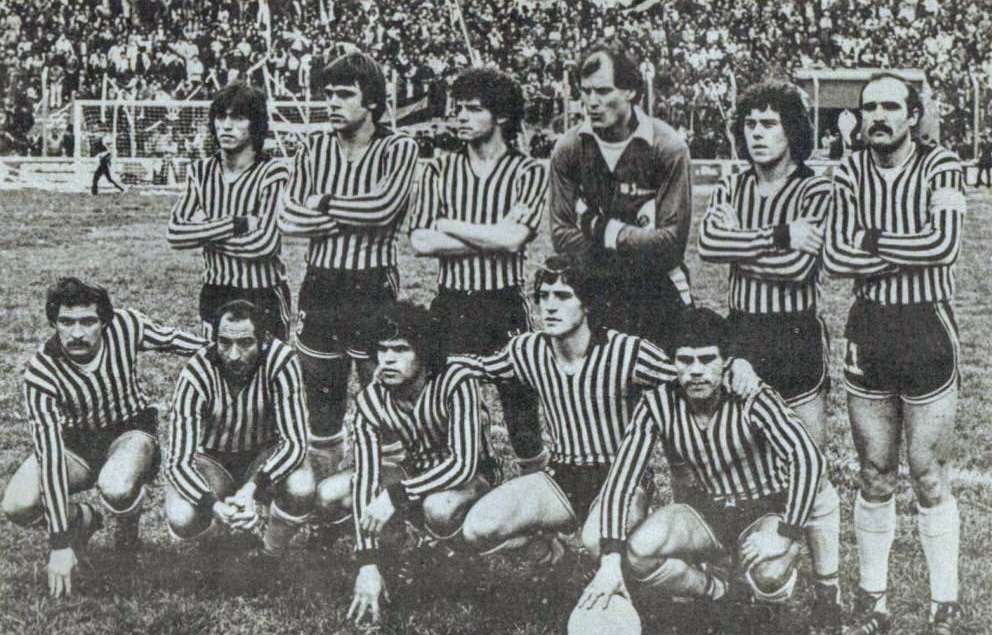
Estadio José Amalfitani, Primera B 1982, Almirante Brown vence a San Lorenzo, En la imagen la formación del equipo acompañado por la parcialidad aurinegra.

En el Campeonato de Primera B 1982, el 24 de julio, Almirante Brown logró su primera victoria en partidos oficiales ante un equipo de los llamados «cinco grandes del fútbol argentino», al vencer por 2 a 0, al que, posteriormente, fue el campeón del torneo, San Lorenzo. Era el segundo partido frente al mismo rival, en el estadio José Amalfitani, donde habían jugado en la primera rueda, con derrota 0 a 1, Almirante utilizó la camiseta a 7 bastones anchos el primer partido y la Milrayitas el segundo partido.

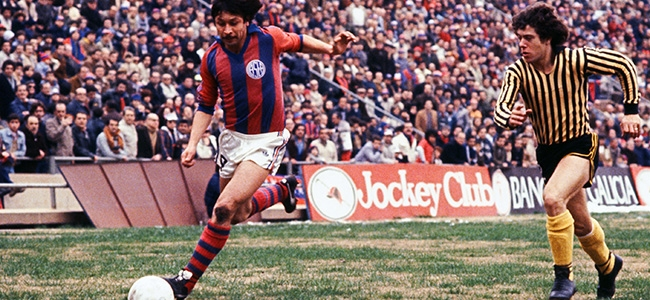
Almirante Brown disputó el encuentro con intensidad para quedarse con la victoria.

En la oportunidad, 15 000 hinchas de Almirante agotaron las entradas a la tribuna visitante de la misma manera que el primer encuentro disputado. Los dos goles fueron en 6 minutos y convirtieron Héctor Rivoira a los 76 y el segundo Adrián Márquez a los 83 que desató un carnaval en la gente de La Matanza en Liniers. El equipo formó con: Pistone; Sequeira, Rodríguez, Amorone y Tobio; Crespo, Ortiz, Rojas (Veloso) y Márquez; Rivoira (Tapia) y Candau. DT: Óscar López y Óscar Cavallero. Es de remarcar que Almirante Brown realizó una gran campaña quedando tercero en la zona "A" y clasificando para el octogonal final, por el segundo ascenso a Primera.
Posiciones finales zona A
| Pos  | Equipo                  | Pts | PJ | PG | PE | PP | GF | GC | Dif |
| ---- | ----------------------- | --- | -- | -- | -- | -- | -- | -- | --- |
| 1.º  | Gimnasia y Esgrima (LP) | 49  | 42 | 17 | 15 | 10 | 72 | 56 | 16  |
| 2.º  | Chacarita Juniors       | 48  | 42 | 18 | 12 | 12 | 65 | 49 | 16  |
| 3.º  | Almirante Brown         | 45  | 42 | 16 | 13 | 13 | 55 | 47 | 8   |
| 4.º  | Deportivo Español       | 44  | 42 | 16 | 12 | 14 | 57 | 45 | 12  |
| 5.º  | Deportivo Armenio       | 43  | 42 | 15 | 13 | 14 | 52 | 53 | -1  |
| 6.º  | Los Andes               | 42  | 42 | 14 | 14 | 14 | 58 | 58 | 0   |
| 7.º  | Arsenal                 | 42  | 42 | 12 | 18 | 12 | 53 | 53 | 0   |
| 8.º  | Colón                   | 40  | 42 | 14 | 12 | 16 | 62 | 60 | 2   |
| 9.º  | Tigre                   | 37  | 42 | 11 | 15 | 16 | 35 | 50 | -15 |
| 10.º | Talleres (RdE)          | 36  | 42 | 12 | 12 | 18 | 57 | 78 | -21 |
| 11.º | Argentino de Quilmes    | 29  | 42 | 7  | 15 | 20 | 31 | 58 | -27 |

### Cuartos de final por el ascenso, Primera B 1983

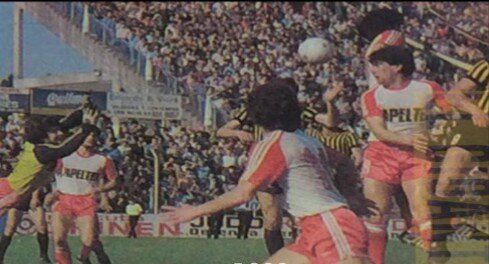
Primera B 1983, cuartos de final, Almirante 1-1 Los Andes en el Fragata Sarmiento

El Campeonato de Primera B 1983 fue con características similares al de 1982 disputado también en dos zonas con igual cantidad de participantes (22). Almirante realizó un muy buen torneo en el que fue gran animador; el mismo fue ganado por Atlanta por mayor puntaje en la tabla general. En la zona de Almirante terminó primero Tigre con 50 puntos seguido en segundo lugar por el equipo de La Matanza con 47 puntos. 
De esta manera clasificó para el torneo reducido donde no logró sostener el nivel mostrado a lo largo del torneo y quedó eliminado en primera ronda. Consiguió importantes triunfos como la goleada 6 a 2 a Colón en Santa Fe el 25 de mayo, volviendo a golear de local a los pocos días a Sarmiento por 5 a 1 en el Estadio Fragata Presidente Sarmiento, el 13 de agosto golea de visitante en el Clásico del Oeste a Deportivo Morón 3 a 0 y el 11 de septiembre a Arsenal en La Matanza por 5 a 1.
Posiciones finales zona "A"
| Pos  | Equipo                  | Pts | PJ | G  | E  | P  | GF | GC | DIF |
| ---- | ----------------------- | --- | -- | -- | -- | -- | -- | -- | --- |
| 1.º  | Tigre                   | 50  | 42 | 20 | 10 | 12 | 56 | 49 | 7   |
| 2.º  | Almirante Brown         | 47  | 42 | 17 | 13 | 12 | 60 | 44 | 16  |
| 3.º  | Los Andes               | 46  | 42 | 16 | 14 | 12 | 49 | 44 | 5   |
| 4.º  | Chacarita Juniors       | 43  | 42 | 13 | 17 | 12 | 43 | 36 | 7   |
| 5.º  | Sarmiento (J)           | 43  | 42 | 16 | 11 | 15 | 52 | 46 | 6   |
| 6.º  | Colón                   | 41  | 42 | 14 | 13 | 15 | 54 | 61 | -7  |
| 7.º  | Deportivo Armenio       | 39  | 42 | 11 | 17 | 14 | 50 | 50 | 0   |
| 8.º  | Central Córdoba         | 38  | 42 | 13 | 12 | 17 | 50 | 47 | 3   |
| 9.º  | Arsenal                 | 36  | 42 | 12 | 12 | 18 | 37 | 55 | -18 |
| 10.º | Deportivo Español       | 32  | 42 | 9  | 14 | 19 | 42 | 55 | -13 |
| 11.º | Gimnasia y Esgrima (LP) | 31  | 42 | 8  | 15 | 19 | 40 | 52 | -12 |

|  |                                               |
|  | Clasificado al torneo por el segundo ascenso. |

### Remontada frente a Racing, 1984

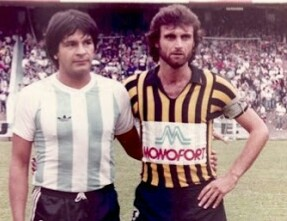
Estadio el Cilindro, año 1984 Almirante enfrenta a Racing Club, en la imagen Óscar Giantomasi de espaldas a la gente de La Matanza.

En el campeonato de Primera B 1984 participa Racing Club, otro grande desciende y se cruza con Almirante, en el partido de la primera rueda el equipo sufre una derrota aplastante, de las peores de su historia frente a la gran concurrencia de hinchas de La Matanza que se fueron de Avellaneda desilusionados. 
El segundo partido jugado en el estadio José Amalfitani el 13 de octubre de 1984 nuevamente ante un gran marcom vuelve a acompañar al equipo en un partido de importantancia por el rival. El primer tiempo favorable a Racing que se iba al descanso 2 a 0 arriba en el marcador, pero lo que parecía sería otra goleada del equipo de Avellaneda fue un segundo tiempo de Almirante Brown contragolpeando en muy buen nivel ya que a los 15 minutos Óscar Giantomasi define una gran jugada individual, descuenta y se pone 2 a 1 abajo en el marcador.
Racing buscó ampliar el resultado, pero faltando 10 minutos, en un contragolpe le cometen un claro penal a Héctor "El Chulo" Rivoira que él mismo se encargaría de ejecutar para marcar el 2 a 2 que hizo estallar a la tribuna visitante del estadio José Amalfitani, un empate que la gente lo vivió como un triunfo por la envergadura del rival, luego de haber estado 2 goles abajo. 
Después de dicho encuentro Racing nunca le pudo ganar a Almirante en los otros 2 partidos que jugaron en la Primera B que también terminaron empatados.

### Subcampeón de Primera B en 1986-87

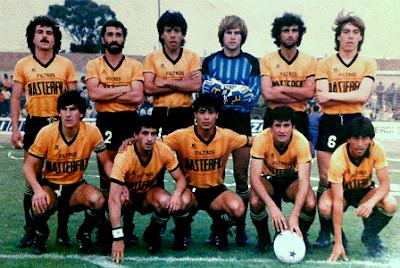
El equipo de 1986-87 que peleó el campeonato con Quilmes y ascendió al Nacional B.

En 1986 la Asociación del Fútbol Argentino decidió reestructurar los torneos de ascenso creando el Nacional B y Almirante Brown, al no clasificar entre quienes se sumaron a los clubes del interior para competir en el nuevo certamen, se quedó en la nueva Primera B Metropolitana 1986-87 de la historia. Luego de pelear palmo a palmo el campeonato con Quilmes que se quedó con el campeonato y el ascenso directo. Almirante Brown quedó segundo siendo subcampeón y clasificando al reducido del Zonal Sureste por el ascenso al Nacional B.
Posiciones finales del campeonato
| Pos  | Equipo                 | Pts | PJ | G  | E  | P  | GF | GC | DIF |
| ---- | ---------------------- | --- | -- | -- | -- | -- | -- | -- | --- |
| 1.º  | Quilmes                | 48  | 34 | 20 | 8  | 6  | 60 | 21 | 39  |
| 2.º  | Almirante Brown        | 45  | 34 | 19 | 7  | 8  | 55 | 31 | 24  |
| 3.º  | Estudiantes            | 44  | 34 | 17 | 10 | 7  | 57 | 34 | 23  |
| 4.º  | Arsenal                | 44  | 34 | 18 | 8  | 8  | 52 | 34 | 18  |
| 5.º  | Villa Dálmine          | 43  | 34 | 17 | 9  | 8  | 50 | 28 | 22  |
| 6.º  | Deportivo Morón        | 41  | 34 | 12 | 17 | 5  | 44 | 34 | 10  |
| 7.º  | Almagro                | 41  | 34 | 15 | 11 | 8  | 43 | 33 | 10  |
| 8.º  | Nueva Chicago          | 40  | 34 | 15 | 10 | 9  | 65 | 48 | 17  |
| 9.º  | San Miguel             | 40  | 34 | 14 | 12 | 8  | 46 | 34 | 12  |
| 10.º | Deportivo Merlo        | 32  | 34 | 11 | 10 | 13 | 35 | 43 | -8  |
| 11.º | El Porvenir            | 31  | 34 | 11 | 9  | 14 | 29 | 29 | 0   |
| 12.º | All Boys               | 31  | 34 | 9  | 13 | 12 | 39 | 42 | -3  |
| 13.º | Defensores de Belgrano | 30  | 34 | 9  | 12 | 13 | 43 | 55 | -12 |
| 14.º | Atlanta                | 30  | 34 | 10 | 10 | 14 | 31 | 46 | -15 |
| 15.º | Berazategui            | 26  | 34 | 7  | 12 | 15 | 36 | 57 | -21 |
| 16.º | Argentino              | 22  | 34 | 6  | 10 | 18 | 29 | 49 | -20 |
| 17.º | Comunicaciones         | 12  | 34 | 2  | 8  | 24 | 18 | 59 | -31 |
| 18.º | Dock Sud               | 12  | 34 | 3  | 6  | 25 | 16 | 71 | -55 |

|  |                                  |
|  | Campeón. Ascendió al Nacional B. |
|  | Clasificado al Zonal Sureste.    |
|  | Clasificado al Zonal Noroeste.   |

### Ganador Torneo Zonal Sureste 1987 (Ascenso a Nacional B)

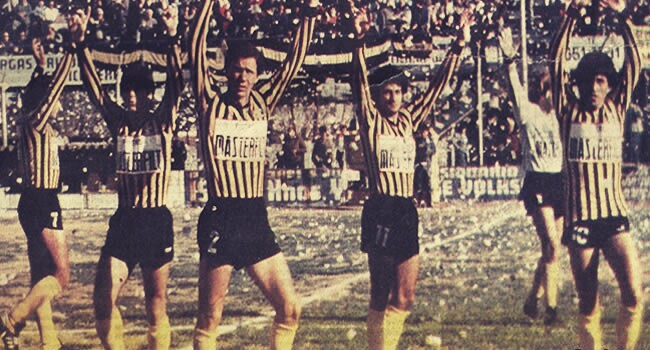
El equipo es recibido por su público en el estadio Fragata Sarmiento antes de disputar la final frente a Villa Dalmine

En el reducido del Zonal Sureste de 1987, el equipo dirigido por Roberto "Vasco" Iturrieta tuvo que enfrentar en los cuartos de final a Colegiales de San Luis a quien venció en Casanova por 3 a 2 y por penales en tierras puntanas. En semifinales, ante Grupo Universitario de Tandil, igualó en uno en el Fragata Presidente Sarmiento y venció 3 a 1 un gran triunfo de visitante. De esta manera Almirante fue finalista y debía enfrentar a Villa Dálmine.
Almirante estaba a dos partidos de volver a la máxima categoría del ascenso. De los 180 minutos 90 se jugaban en Campana y los otros 90 en La Matanza. Villa Dálmine tenía grandes individualidades con reconocidos nombres de futbolistas que como Héctor "Gringo" Scotta y José "Pepe" Basualdo. Pero Almirante Brown tenía un gran equipo, en conjunto adentro y afuera de la cancha. El primer partido se jugó en el Coliseo de Campana. Almirante trató de sacar de su estadio a Dálmine. Finalmente se jugó en cancha de Villa Dálmine acompañado por su parcialidad que viajó los casi 100 km a Campana. Aquel 13 de junio de 1987 Almirante debía ganar para llegar tranquilo a la segunda final en el estadio Fragata Sarmiento. Al comenzar el partido rápidamente se puso en ventaja con gol de Raúl Celín y aumentó con un gran tanto de Marcelo Rufini a los 41 minutos; Héctor Scotta a los 11 minutos del segundo tiempo le puso suspenso al partido marcando para Dálmine, pero nuevamente Rufini marcaba el 3 a 1 final y la euforia se encendía en la gente de La Matanza.
Importante victoria del equipo, que lo dejaba con un pie en el Nacional B. El dato de color pasó por el final: cuando el árbitro Pasturenzi hizo sonar el silbato, los hinchas de Almirante Brown invadieron la cancha y dieron la vuelta olímpica en Campana junto a los jugadores a pesar de que faltaba el partido de vuelta en La Matanza. La revancha se llevó a cabo en el Fragata Sarmiento con estadio completo para ver a su equipo ascender. Almirante Brown salió con la confianza propia de un equipo vencedor. Antes del final del primer tiempo, Víctor Crema ponía el 1 a 0 para Villa Dálmine y la tensión apareció en su afición. La tranquilidad llegó a los 53 minutos cuando Sergio Seguel define ante la salida del arquero Salvaggio y desataba la alegría en la colmada tribuna de cemento y en la de tablones. El 21 de junio de 1987 quedó en la historia y sus hinchas trasladaron los festejos a la plaza de San Justo.
El plantel estaba conformado por Theiler, Piazzalonga, Rufini, Sequeira, Álvarez, Celin, Guerrero, Casanueva, Rojas, Marozzi, Ortiz, Tutino, Arias, Giantomassi, Seguel, Dagametti, Flores, Candedo, Molina, Salto, Presentado, Peñaloza, Bolognese, Martini, Andreuchi, Britez y Golinowski. El entrenador en las primeras 23 fechas fue Miguel Ángel Benito y en los últimos 17 partidos, Roberto Iturrieta.
Cuadro de desarrollo zonal sureste
|  | Cuartos de final             | Cuartos de final | Cuartos de final | Cuartos de final |   |                              | Semifinales     | Semifinales     | Semifinales     | Semifinales     |  |                 | Final           | Final           | Final           | Final           |  |
|  | 10 y 17 de mayo              | 10 y 17 de mayo  | 10 y 17 de mayo  | 10 y 17 de mayo  |   |                              | 24 y 31 de mayo | 24 y 31 de mayo | 24 y 31 de mayo | 24 y 31 de mayo |  |                 | 7 y 14 de junio | 7 y 14 de junio | 7 y 14 de junio | 7 y 14 de junio |  |
|  |                              |                  |                  |                  |   |                              |                 |                 |                 |                 |  |                 |                 |                 |                 |                 |  |
|  |                              |                  |                  |                  |   |                              |                 |                 |                 |                 |  |                 |                 |                 |                 |                 |  |
|  | Grupo Universitario (Tandil) | 3                | 1                | 4                |   |                              |                 |                 |                 |                 |  |                 |                 |                 |                 |                 |  |
|  | Grupo Universitario (Tandil) | 3                | 1                | 4                |   |                              |                 |                 |                 |                 |  |                 |                 |                 |                 |                 |  |
|  | Racing Club (Trelew)         | 1                | 0                | 1                |   |                              |                 |                 |                 |                 |  |                 |                 |                 |                 |                 |  |
|  | Racing Club (Trelew)         | 1                | 0                | 1                |   | Grupo Universitario (Tandil) | 1               | 1               | 2               |                 |  |                 |                 |                 |                 |                 |  |
|  |                              |                  |                  |                  |   | Grupo Universitario (Tandil) | 1               | 1               | 2               |                 |  |                 |                 |                 |                 |                 |  |
|  |                              |                  | Almirante Brown  | 1                | 3 | 4                            |                 |                 |                 |                 |  |                 |                 |                 |                 |                 |  |
|  | Colegiales (Villa Mercedes)  | 2                | Almirante Brown  | 1                | 3 | 4                            | 2               | 4 (6)           |                 |                 |  |                 |                 |                 |                 |                 |  |
|  | Colegiales (Villa Mercedes)  | 2                |                  |                  |   |                              |                 |                 |                 |                 |  |                 |                 |                 |                 |                 |  |
|  | Almirante Brown              | 3                | 1                | 4 (7)            |   |                              |                 |                 |                 |                 |  |                 |                 |                 |                 |                 |  |
|  | Almirante Brown              | 3                | 1                | 4 (7)            |   |                              |                 |                 |                 |                 |  | Almirante Brown | 3               | 1               | 4               |                 |  |
|  |                              |                  |                  |                  |   |                              |                 |                 |                 |                 |  | Almirante Brown | 3               | 1               | 4               |                 |  |
|  |                              |                  | Villa Dálmine    | 1                | 1 | 2                            |                 |                 |                 |                 |  |                 |                 |                 |                 |                 |  |
|  | Argentino Oeste (SN)         | 0                | Villa Dálmine    | 1                | 1 | 2                            | 1               | 1 (5)           |                 |                 |  |                 |                 |                 |                 |                 |  |
|  | Argentino Oeste (SN)         | 0                |                  |                  |   |                              |                 |                 |                 |                 |  |                 |                 |                 |                 |                 |  |
|  | Deportivo Roca               | 1                | 0                | 1 (4)            |   |                              |                 |                 |                 |                 |  |                 |                 |                 |                 |                 |  |
|  | Deportivo Roca               | 1                | 0                | 1 (4)            |   | Argentino Oeste (SN)         | 0               | 1               | 1 (5)           |                 |  |                 |                 |                 |                 |                 |  |
|  |                              |                  |                  |                  |   | Argentino Oeste (SN)         | 0               | 1               | 1 (5)           |                 |  |                 |                 |                 |                 |                 |  |
|  |                              |                  | Villa Dálmine    | 1                | 0 | 1 (6)                        |                 |                 |                 |                 |  |                 |                 |                 |                 |                 |  |
|  | Estudiantes (Río Cuarto)     | 1                | Villa Dálmine    | 1                | 0 | 1 (6)                        | 0               | 1               |                 |                 |  |                 |                 |                 |                 |                 |  |
|  | Estudiantes (Río Cuarto)     | 1                |                  |                  |   |                              |                 |                 |                 |                 |  |                 |                 |                 |                 |                 |  |
|  | Villa Dálmine                | 2                | 0                | 2                |   |                              |                 |                 |                 |                 |  |                 |                 |                 |                 |                 |  |
|  | Villa Dálmine                | 2                | 0                | 2                |   |                              |                 |                 |                 |                 |  |                 |                 |                 |                 |                 |  |
|  |                              |                  |                  |                  |   |                              |                 |                 |                 |                 |  |                 |                 |                 |                 |                 |  |

- Nota: En cada llave, el equipo que ocupa la primera línea es el que definió la serie como local.

### Semifinales por el ascenso a primera en 1989

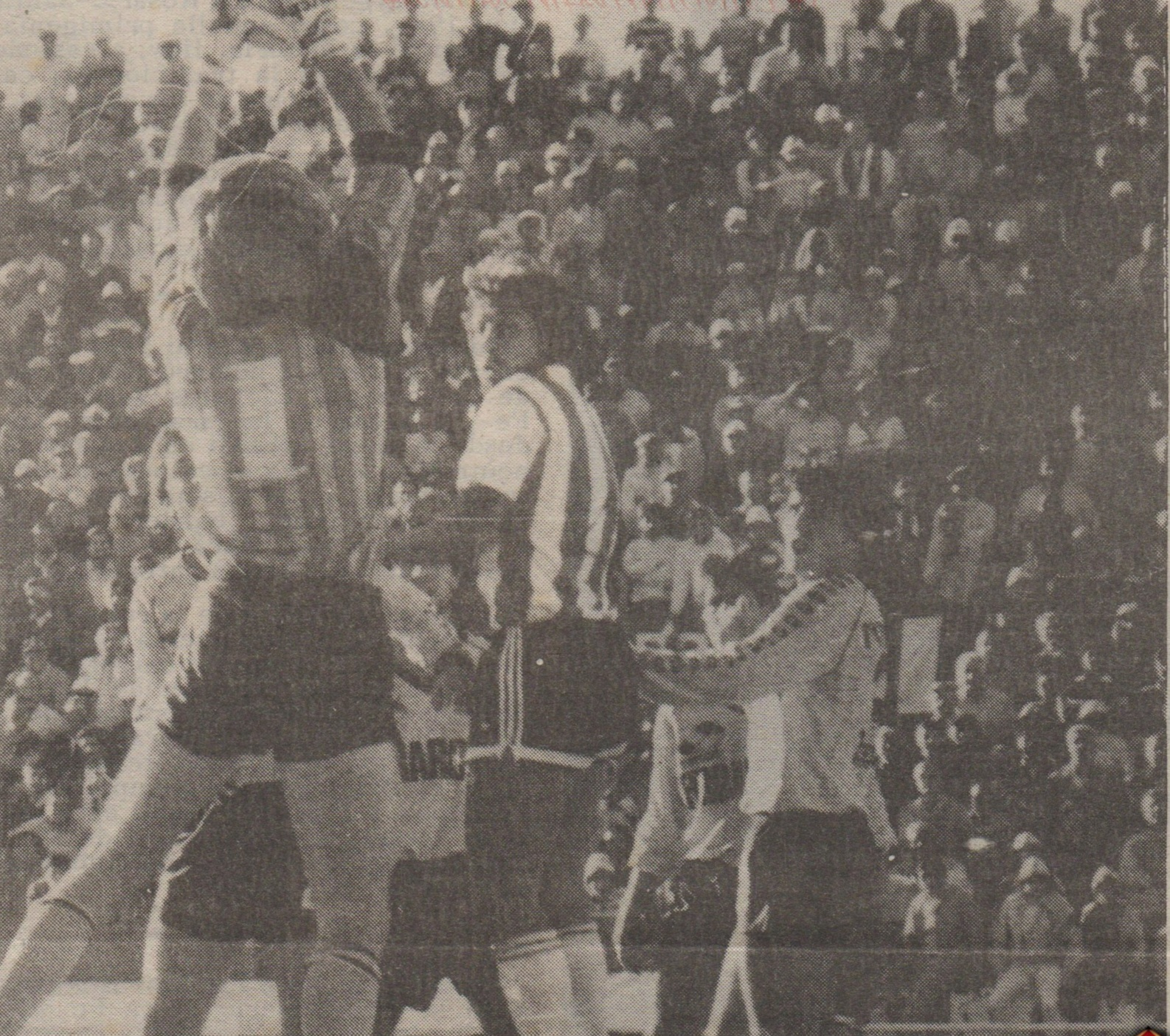
Semifinales por el ascenso a primera en 1989, Unión-Almirante en Santa Fé.

En el Campeonato Nacional B 1988-89 Almirante Brown peleó el torneo con Chaco For Ever, Lanús, Unión y Huracán. Finalmente terminó en cuarto lugar clasificando para el reducido por el segundo ascenso; en dicho reducido llega a semifinales, siendo eliminado por Unión de Santa Fe.
| Pos  | Equipo                | Pts | PJ | G  | E  | P  | GL | EL | PL | GV | EV | PV | GF | GC | DIF |
| ---- | --------------------- | --- | -- | -- | -- | -- | -- | -- | -- | -- | -- | -- | -- | -- | --- |
| 1.º  | Chaco For Ever        | 54  | 42 | 21 | 12 | 9  | 15 | 1  | 1  | 6  | 7  | 8  | 66 | 44 | 22  |
| 2.º  | Lanús                 | 53  | 42 | 18 | 17 | 7  | 12 | 6  | 3  | 6  | 11 | 4  | 69 | 42 | 27  |
| 3.º  | Unión (SF)            | 52  | 42 | 16 | 20 | 6  | 10 | 10 | 1  | 6  | 10 | 5  | 55 | 33 | 22  |
| 4.º  | Almirante Brown       | 51  | 42 | 19 | 13 | 10 | 12 | 8  | 1  | 7  | 5  | 9  | 64 | 43 | 21  |
| 5.º  | Huracán               | 51  | 42 | 19 | 13 | 10 | 12 | 7  | 2  | 7  | 6  | 8  | 59 | 42 | 17  |
| 6.º  | Colón                 | 50  | 42 | 16 | 18 | 8  | 12 | 8  | 1  | 4  | 10 | 7  | 57 | 37 | 20  |
| 7.º  | Belgrano              | 50  | 42 | 19 | 12 | 11 | 14 | 4  | 3  | 5  | 8  | 8  | 59 | 43 | 16  |
| 8.º  | Defensa y Justicia    | 49  | 42 | 18 | 13 | 11 | 12 | 5  | 4  | 6  | 8  | 7  | 47 | 42 | 5   |
| 9.º  | Talleres (RdE)        | 48  | 42 | 19 | 10 | 13 | 15 | 3  | 3  | 4  | 7  | 10 | 65 | 56 | 9   |
| 10.º | Deportivo Italiano    | 46  | 42 | 16 | 14 | 12 | 11 | 8  | 2  | 5  | 6  | 10 | 52 | 51 | 1   |
| 11.º | Atlético Tucumán      | 45  | 42 | 16 | 13 | 13 | 11 | 6  | 4  | 5  | 7  | 9  | 58 | 50 | 8   |
| 12.º | Banfield              | 44  | 42 | 14 | 16 | 12 | 9  | 8  | 4  | 5  | 8  | 8  | 71 | 70 | 1   |
| 13.º | Central Córdoba (SdE) | 43  | 42 | 15 | 13 | 14 | 11 | 6  | 4  | 4  | 7  | 10 | 39 | 39 | 0   |
| 14.º | Deportivo Maipú       | 43  | 42 | 17 | 9  | 16 | 13 | 5  | 3  | 4  | 4  | 13 | 45 | 56 | -11 |
| 15.º | Quilmes               | 37  | 42 | 12 | 13 | 17 | 8  | 7  | 6  | 4  | 6  | 11 | 42 | 58 | -16 |
| 16.º | Los Andes             | 33  | 42 | 11 | 11 | 20 | 9  | 6  | 6  | 2  | 5  | 14 | 42 | 59 | -17 |
| 17.º | Douglas Haig1         | 32  | 42 | 10 | 14 | 18 | 8  | 8  | 5  | 2  | 6  | 13 | 35 | 52 | -17 |
| 18.º | Estación Quequén      | 31  | 42 | 9  | 13 | 20 | 5  | 8  | 8  | 4  | 5  | 12 | 47 | 69 | -22 |
| 19.º | Tigre                 | 30  | 42 | 6  | 18 | 18 | 5  | 9  | 7  | 1  | 9  | 11 | 45 | 59 | -14 |
| 20.º | Cipolletti            | 28  | 42 | 6  | 16 | 20 | 6  | 6  | 9  | 0  | 10 | 11 | 39 | 56 | -17 |
| 21.º | Temperley             | 26  | 42 | 4  | 18 | 20 | 2  | 12 | 7  | 2  | 6  | 13 | 28 | 59 | -31 |
| 22.º | Chacarita Juniors²    | 23  | 42 | 8  | 10 | 24 | 6  | 8  | 7  | 2  | 2  | 17 | 36 | 60 | -24 |

|  | Campeón. Asciende directamente a Primera División.                                 |
|  | Disputó el Torneo Reducido por el Segundo Ascenso a partir de las semifinales.     |
|  | Disputó el Torneo Reducido por el Segundo Ascenso a partir de la segunda ronda.    |
|  | Disputaron el Torneo Reducido por el Segundo Ascenso a partir de la primera ronda. |

 Cuadro de desarrollo 
|  | Primera ronda          | Primera ronda     | Primera ronda      | Primera ronda     |   |                 | Segunda ronda            | Segunda ronda            | Segunda ronda            | Segunda ronda            |   |       | Semifinales     | Semifinales     | Semifinales     | Semifinales     |  |       | Final            | Final            | Final            | Final            |  |
|  | 10 al 17 de junio      | 10 al 17 de junio | 10 al 17 de junio  | 10 al 17 de junio |   |                 | 24 de junio y 1 de julio | 24 de junio y 1 de julio | 24 de junio y 1 de julio | 24 de junio y 1 de julio |   |       | 8 y 15 de julio | 8 y 15 de julio | 8 y 15 de julio | 8 y 15 de julio |  |       | 22 y 29 de julio | 22 y 29 de julio | 22 y 29 de julio | 22 y 29 de julio |  |
|  |                        |                   |                    |                   |   |                 |                          |                          |                          |                          |   |       |                 |                 |                 |                 |  |       |                  |                  |                  |                  |  |
|  |                        |                   |                    |                   |   |                 |                          |                          |                          |                          |   |       |                 |                 |                 |                 |  |       |                  |                  |                  |                  |  |
|  |                        |                   |                    |                   |   |                 |                          |                          |                          |                          |   |       |                 |                 |                 |                 |  |       |                  |                  |                  |                  |  |
|  |                        |                   |                    |                   |   |                 |                          |                          |                          |                          |   |       |                 |                 |                 |                 |  |       |                  |                  |                  |                  |  |
|  |                        |                   |                    |                   |   |                 |                          |                          |                          |                          |   |       |                 |                 |                 |                 |  |       |                  |                  |                  |                  |  |
|  |                        | Unión             | 2                  | 2                 | 4 |                 |                          |                          |                          |                          |   |       |                 |                 |                 |                 |  |       |                  |                  |                  |                  |  |
|  |                        |                   |                    |                   | 4 |                 |                          |                          |                          |                          |   |       |                 |                 |                 |                 |  |       |                  |                  |                  |                  |  |
|  |                        |                   | Sportivo Italiano  | 1                 | 2 | 3               |                          |                          |                          |                          |   |       |                 |                 |                 |                 |  |       |                  |                  |                  |                  |  |
|  | Belgrano               | 0                 | Sportivo Italiano  | 1                 | 2 | 3               | 0                        | 0                        |                          |                          |   |       |                 |                 |                 |                 |  |       |                  |                  |                  |                  |  |
|  | Belgrano               | 0                 |                    |                   |   |                 |                          |                          |                          |                          |   |       |                 |                 |                 |                 |  |       |                  |                  |                  |                  |  |
|  | Sportivo Italiano      | 0                 | 1                  | 1                 |   |                 |                          |                          |                          |                          |   |       |                 |                 |                 |                 |  |       |                  |                  |                  |                  |  |
|  | Sportivo Italiano      | 0                 | 1                  | 1                 |   |                 |                          |                          |                          |                          |   | Unión | 2               | 3               | 5               |                 |  |       |                  |                  |                  |                  |  |
|  |                        |                   |                    |                   |   |                 |                          |                          |                          |                          |   | Unión | 2               | 3               | 5               |                 |  |       |                  |                  |                  |                  |  |
|  |                        |                   | Almirante Brown    | 0                 | 0 | 0               |                          |                          |                          |                          |   |       |                 |                 |                 |                 |  |       |                  |                  |                  |                  |  |
|  | Almirante Brown (v.d.) | 0                 | Almirante Brown    | 0                 | 0 | 0               | 3                        | 3                        |                          |                          |   |       |                 |                 |                 |                 |  |       |                  |                  |                  |                  |  |
|  | Almirante Brown (v.d.) | 0                 |                    |                   |   |                 |                          |                          |                          |                          |   |       |                 |                 |                 |                 |  |       |                  |                  |                  |                  |  |
|  | Olimpo                 | 2                 | 1                  | 3                 |   |                 |                          |                          |                          |                          |   |       |                 |                 |                 |                 |  |       |                  |                  |                  |                  |  |
|  | Olimpo                 | 2                 | 1                  | 3                 |   | Almirante Brown | 2                        | 1                        | 3                        |                          |   |       |                 |                 |                 |                 |  |       |                  |                  |                  |                  |  |
|  |                        |                   |                    |                   |   | Almirante Brown | 2                        | 1                        | 3                        |                          |   |       |                 |                 |                 |                 |  |       |                  |                  |                  |                  |  |
|  |                        |                   | Defensa y Justicia | 0                 | 2 | 2               |                          |                          |                          |                          |   |       |                 |                 |                 |                 |  |       |                  |                  |                  |                  |  |
|  | Defensa y Justicia     | 0                 | Defensa y Justicia | 0                 | 2 | 2               | 2                        | 2                        |                          |                          |   |       |                 |                 |                 |                 |  |       |                  |                  |                  |                  |  |
|  | Defensa y Justicia     | 0                 |                    |                   |   |                 |                          |                          |                          |                          |   |       |                 |                 |                 |                 |  |       |                  |                  |                  |                  |  |
|  | Talleres (RdE)         | 0                 | 1                  | 1                 |   |                 |                          |                          |                          |                          |   |       |                 |                 |                 |                 |  |       |                  |                  |                  |                  |  |
|  | Talleres (RdE)         | 0                 | 1                  | 1                 |   |                 |                          |                          |                          |                          |   |       |                 |                 |                 |                 |  | Unión | 2                | 1                | 3                |                  |  |
|  |                        |                   |                    |                   |   |                 |                          |                          |                          |                          |   |       |                 |                 |                 |                 |  | Unión | 2                | 1                | 3                |                  |  |
|  |                        |                   | Colón              | 0                 | 0 | 0               |                          |                          |                          |                          |   |       |                 |                 |                 |                 |  |       |                  |                  |                  |                  |  |
|  |                        |                   | Colón              | 0                 | 0 | 0               |                          |                          |                          |                          |   |       |                 |                 |                 |                 |  |       |                  |                  |                  |                  |  |
|  |                        |                   |                    |                   |   |                 |                          |                          |                          |                          |   |       |                 |                 |                 |                 |  |       |                  |                  |                  |                  |  |
|  |                        |                   |                    |                   |   |                 |                          |                          |                          |                          |   |       |                 |                 |                 |                 |  |       |                  |                  |                  |                  |  |
|  |                        |                   |                    |                   |   |                 |                          |                          |                          |                          |   |       |                 |                 |                 |                 |  |       |                  |                  |                  |                  |  |
|  |                        |                   |                    |                   |   |                 |                          |                          |                          |                          |   |       |                 |                 |                 |                 |  |       |                  |                  |                  |                  |  |
|  |                        |                   |                    |                   |   |                 |                          |                          |                          |                          |   |       |                 |                 |                 |                 |  |       |                  |                  |                  |                  |  |
|  |                        |                   |                    |                   |   |                 |                          |                          |                          |                          |   |       |                 |                 |                 |                 |  |       |                  |                  |                  |                  |  |
|  |                        |                   |                    |                   |   |                 |                          |                          |                          |                          |   |       |                 |                 |                 |                 |  |       |                  |                  |                  |                  |  |
|  |                        |                   |                    |                   |   |                 |                          |                          |                          |                          |   |       |                 |                 |                 |                 |  |       |                  |                  |                  |                  |  |
|  |                        |                   |                    |                   |   |                 |                          | Lanús                    | 0                        | 1                        | 1 |       |                 |                 |                 |                 |  |       |                  |                  |                  |                  |  |
|  |                        |                   |                    |                   |   |                 |                          |                          |                          |                          | 1 |       |                 |                 |                 |                 |  |       |                  |                  |                  |                  |  |
|  |                        |                   | Colón              | 2                 | 1 | 3               |                          |                          |                          |                          |   |       |                 |                 |                 |                 |  |       |                  |                  |                  |                  |  |
|  | Huracán                | 5                 | Colón              | 2                 | 1 | 3               | 2                        | 7                        |                          |                          |   |       |                 |                 |                 |                 |  |       |                  |                  |                  |                  |  |
|  | Huracán                | 5                 |                    |                   |   |                 |                          |                          |                          |                          |   |       |                 |                 |                 |                 |  |       |                  |                  |                  |                  |  |
|  | Atlético de Rafaela    | 3                 | 1                  | 4                 |   |                 |                          |                          |                          |                          |   |       |                 |                 |                 |                 |  |       |                  |                  |                  |                  |  |
|  | Atlético de Rafaela    | 3                 | 1                  | 4                 |   | Huracán         | 0                        | 1                        | 1                        |                          |   |       |                 |                 |                 |                 |  |       |                  |                  |                  |                  |  |
|  |                        |                   |                    |                   |   | Huracán         | 0                        | 1                        | 1                        |                          |   |       |                 |                 |                 |                 |  |       |                  |                  |                  |                  |  |
|  |                        |                   | Colón              | 1                 | 2 | 3               |                          |                          |                          |                          |   |       |                 |                 |                 |                 |  |       |                  |                  |                  |                  |  |
|  | Colón                  | 4                 | Colón              | 1                 | 2 | 3               | 0                        | 4                        |                          |                          |   |       |                 |                 |                 |                 |  |       |                  |                  |                  |                  |  |
|  | Colón                  | 4                 |                    |                   |   |                 |                          |                          |                          |                          |   |       |                 |                 |                 |                 |  |       |                  |                  |                  |                  |  |
|  | Villa Dálmine          | 0                 | 1                  | 1                 |   |                 |                          |                          |                          |                          |   |       |                 |                 |                 |                 |  |       |                  |                  |                  |                  |  |
|  | Villa Dálmine          | 0                 | 1                  | 1                 |   |                 |                          |                          |                          |                          |   |       |                 |                 |                 |                 |  |       |                  |                  |                  |                  |  |
|  |                        |                   |                    |                   |   |                 |                          |                          |                          |                          |   |       |                 |                 |                 |                 |  |       |                  |                  |                  |                  |  |

- Nota: En cada llave, el equipo que ocupa la primera línea es el que definió la serie como local y tenía ventaja deportiva por haber finalizado mejor ubicado.

### Subcampeón Nacional B 1991-92
El equipo del Campeonato Nacional B 1991-92 es para muchos el mejor de la historia de Almirante ya que desplegó un fútbol de alto vuelo contando con grandes jugadores en todas sus líneas, fue un campeonato muy disputado con Lanús.
Es muy recordado el partido que disputaron ambos en el Estadio Fragata Presidente Sarmiento colmado por ambas parcialidades, fue un 4 a 4 donde no faltó nada, incluso un penal muy discutido a favor del equipo granate; finalmente Lanús se quedaría con el Campeonato y Almirante por ser subcampeón clasificaría directamente a semifinales del reducido por el segundo ascenso.
| Pos | Equipos               | PJ | PG | PE | PP | GL | EL | PL | GV | EV | PV | GF | GC | Pts |
| --- | --------------------- | -- | -- | -- | -- | -- | -- | -- | -- | -- | -- | -- | -- | --- |
| 1   | Lanús                 | 42 | 21 | 15 | 6  | 15 | 5  | 1  | 6  | 10 | 5  | 64 | 34 | 57  |
| 2   | Almirante Brown       | 42 | 19 | 14 | 9  | 13 | 5  | 3  | 6  | 9  | 6  | 56 | 38 | 52  |
| 3   | Colón                 | 42 | 20 | 12 | 10 | 14 | 4  | 3  | 6  | 8  | 7  | 56 | 42 | 52  |
| 4   | San Martín (T)        | 42 | 18 | 15 | 9  | 15 | 5  | 1  | 3  | 10 | 8  | 59 | 33 | 51  |
| 5   | Douglas Haig          | 42 | 16 | 18 | 8  | 10 | 10 | 1  | 6  | 8  | 7  | 49 | 39 | 50  |
| 6   | Nueva Chicago         | 42 | 17 | 15 | 10 | 11 | 5  | 5  | 6  | 10 | 5  | 51 | 42 | 49  |
| 7   | Instituto             | 42 | 16 | 15 | 11 | 13 | 8  | 0  | 3  | 7  | 11 | 47 | 39 | 47  |
| 8   | Atlético Tucumán      | 42 | 16 | 14 | 12 | 11 | 9  | 1  | 5  | 5  | 11 | 54 | 41 | 46  |
| 9   | Chaco For Ever        | 42 | 14 | 18 | 10 | 8  | 9  | 4  | 6  | 9  | 6  | 47 | 37 | 46  |
| 10  | Talleres (RdE)        | 42 | 14 | 16 | 12 | 8  | 12 | 1  | 6  | 4  | 11 | 45 | 40 | 44  |
| 11  | Racing (C)            | 42 | 16 | 11 | 15 | 13 | 4  | 4  | 3  | 7  | 11 | 47 | 53 | 43  |
| 12  | Central Córdoba (R)   | 42 | 14 | 14 | 14 | 11 | 6  | 4  | 3  | 8  | 10 | 41 | 43 | 42  |
| 13  | Deportivo Morón       | 42 | 12 | 17 | 13 | 8  | 7  | 6  | 4  | 10 | 7  | 49 | 52 | 41  |
| 14  | Banfield              | 42 | 12 | 16 | 14 | 10 | 7  | 4  | 2  | 9  | 10 | 48 | 52 | 40  |
| 15  | Deportivo Laferrere   | 42 | 13 | 13 | 16 | 11 | 7  | 3  | 2  | 6  | 13 | 39 | 49 | 39  |
| 16  | Deportivo Italiano    | 42 | 10 | 18 | 14 | 9  | 8  | 4  | 1  | 10 | 10 | 42 | 43 | 38  |
| 17  | Defensa y Justicia    | 42 | 11 | 16 | 15 | 8  | 8  | 5  | 3  | 8  | 10 | 40 | 52 | 38  |
| 18  | Atlético de Rafaela   | 42 | 8  | 19 | 15 | 6  | 13 | 2  | 2  | 6  | 13 | 24 | 43 | 35  |
| 19  | San Martín (SJ)       | 42 | 8  | 17 | 17 | 6  | 10 | 5  | 2  | 7  | 12 | 26 | 43 | 33  |
| 20  | Villa Dálmine         | 42 | 3  | 23 | 16 | 3  | 12 | 6  | 0  | 11 | 10 | 37 | 53 | 29  |
| 21  | Deportivo Maipú       | 42 | 8  | 12 | 22 | 6  | 7  | 8  | 2  | 5  | 14 | 31 | 55 | 28  |
| 22  | Central Córdoba (SdE) | 42 | 3  | 18 | 21 | 2  | 12 | 7  | 1  | 6  | 14 | 20 | 49 | 24  |

|  | Campeón. Asciende directamente a Primera División.                                 |
|  | Disputó el Torneo reducido por el segundo ascenso a partir de las semifinales.     |
|  | Disputó el Torneo reducido por el segundo ascenso a partir de la segunda ronda.    |
|  | Disputaron el Torneo reducido por el segundo ascenso a partir de la primera ronda. |

### Finales por el ascenso en 1992
Alcanzó la más alta instancia en el Campeonato Nacional B 1991-92, cuando llegó a disputar la final del torneo reducido por el segundo ascenso a primera división, aunque perdió la posibilidad de llegar a la máxima categoría un 0-1 en la ida en Tucumán, ante San Martín de Tucumán, quien a la postre duraría un año en Primera, y empatar la vuelta, 1 a 1 en La Matanza.
Cuadro de desarrollo
|  | Primera ronda       | Primera ronda    | Primera ronda       | Primera ronda    |   |                       | Segunda ronda     | Segunda ronda     | Segunda ronda     | Segunda ronda     |   |                | Semifinales      | Semifinales      | Semifinales      | Semifinales      |  |                 | Final            | Final            | Final            | Final            |  |
|  | 6 al 15 de junio    | 6 al 15 de junio | 6 al 15 de junio    | 6 al 15 de junio |   |                       | 20 al 28 de junio | 20 al 28 de junio | 20 al 28 de junio | 20 al 28 de junio |   |                | 4 al 18 de julio | 4 al 18 de julio | 4 al 18 de julio | 4 al 18 de julio |  |                 | 19 y 25 de julio | 19 y 25 de julio | 19 y 25 de julio | 19 y 25 de julio |  |
|  |                     |                  |                     |                  |   |                       |                   |                   |                   |                   |   |                |                  |                  |                  |                  |  |                 |                  |                  |                  |                  |  |
|  |                     |                  |                     |                  |   |                       |                   |                   |                   |                   |   |                |                  |                  |                  |                  |  |                 |                  |                  |                  |                  |  |
|  |                     |                  |                     |                  |   |                       |                   |                   |                   |                   |   |                |                  |                  |                  |                  |  |                 |                  |                  |                  |                  |  |
|  |                     |                  |                     |                  |   |                       |                   |                   |                   |                   |   |                |                  |                  |                  |                  |  |                 |                  |                  |                  |                  |  |
|  |                     |                  |                     |                  |   |                       |                   |                   |                   |                   |   |                |                  |                  |                  |                  |  |                 |                  |                  |                  |                  |  |
|  |                     |                  |                     |                  |   |                       |                   |                   |                   |                   |   |                |                  |                  |                  |                  |  |                 |                  |                  |                  |                  |  |
|  |                     |                  |                     |                  |   |                       |                   |                   |                   |                   |   |                |                  |                  |                  |                  |  |                 |                  |                  |                  |                  |  |
|  |                     |                  |                     |                  |   |                       |                   |                   |                   |                   |   |                |                  |                  |                  |                  |  |                 |                  |                  |                  |                  |  |
|  |                     |                  |                     |                  |   |                       |                   |                   |                   |                   |   |                |                  |                  |                  |                  |  |                 |                  |                  |                  |                  |  |
|  |                     |                  |                     |                  |   |                       |                   |                   |                   |                   |   |                |                  |                  |                  |                  |  |                 |                  |                  |                  |                  |  |
|  |                     |                  |                     |                  |   |                       |                   |                   |                   |                   |   |                |                  |                  |                  |                  |  |                 |                  |                  |                  |                  |  |
|  |                     |                  |                     |                  |   |                       |                   | Almirante Brown   | 1                 | 3                 | 4 |                |                  |                  |                  |                  |  |                 |                  |                  |                  |                  |  |
|  |                     |                  |                     |                  |   |                       |                   |                   |                   |                   | 4 |                |                  |                  |                  |                  |  |                 |                  |                  |                  |                  |  |
|  |                     |                  | Gimnasia y Tiro (S) | 0                | 0 | 0                     |                   |                   |                   |                   |   |                |                  |                  |                  |                  |  |                 |                  |                  |                  |                  |  |
|  |                     |                  | Gimnasia y Tiro (S) | 0                | 0 | 0                     |                   |                   |                   |                   |   |                |                  |                  |                  |                  |  |                 |                  |                  |                  |                  |  |
|  |                     |                  |                     |                  |   |                       |                   |                   |                   |                   |   |                |                  |                  |                  |                  |  |                 |                  |                  |                  |                  |  |
|  |                     |                  |                     |                  |   |                       |                   |                   |                   |                   |   |                |                  |                  |                  |                  |  |                 |                  |                  |                  |                  |  |
|  |                     | Colón            | 3                   | 0                | 3 |                       |                   |                   |                   |                   |   |                |                  |                  |                  |                  |  |                 |                  |                  |                  |                  |  |
|  |                     |                  |                     |                  | 3 |                       |                   |                   |                   |                   |   |                |                  |                  |                  |                  |  |                 |                  |                  |                  |                  |  |
|  |                     |                  | Gimnasia y Tiro (S) | 4                | 1 | 5                     |                   |                   |                   |                   |   |                |                  |                  |                  |                  |  |                 |                  |                  |                  |                  |  |
|  | Douglas Haig        | 0                | Gimnasia y Tiro (S) | 4                | 1 | 5                     | 2                 | 2                 |                   |                   |   |                |                  |                  |                  |                  |  |                 |                  |                  |                  |                  |  |
|  | Douglas Haig        | 0                |                     |                  |   |                       |                   |                   |                   |                   |   |                |                  |                  |                  |                  |  |                 |                  |                  |                  |                  |  |
|  | Gimnasia y Tiro (S) | 2                | 2                   | 4                |   |                       |                   |                   |                   |                   |   |                |                  |                  |                  |                  |  |                 |                  |                  |                  |                  |  |
|  | Gimnasia y Tiro (S) | 2                | 2                   | 4                |   |                       |                   |                   |                   |                   |   |                |                  |                  |                  |                  |  | Almirante Brown | 0                | 1                | 1                |                  |  |
|  |                     |                  |                     |                  |   |                       |                   |                   |                   |                   |   |                |                  |                  |                  |                  |  | Almirante Brown | 0                | 1                | 1                |                  |  |
|  |                     |                  | San Martín (T)      | 1                | 1 | 2                     |                   |                   |                   |                   |   |                |                  |                  |                  |                  |  |                 |                  |                  |                  |                  |  |
|  | San Martín (T)      | 1                | San Martín (T)      | 1                | 1 | 2                     | 1                 | 2                 |                   |                   |   |                |                  |                  |                  |                  |  |                 |                  |                  |                  |                  |  |
|  | San Martín (T)      | 1                |                     |                  |   |                       |                   |                   |                   |                   |   |                |                  |                  |                  |                  |  |                 |                  |                  |                  |                  |  |
|  | Arsenal             | 0                | 0                   | 0                |   |                       |                   |                   |                   |                   |   |                |                  |                  |                  |                  |  |                 |                  |                  |                  |                  |  |
|  | Arsenal             | 0                | 0                   | 0                |   | San Martín (T) (v.d.) | 1                 | 0                 | 1                 |                   |   |                |                  |                  |                  |                  |  |                 |                  |                  |                  |                  |  |
|  |                     |                  |                     |                  |   | San Martín (T) (v.d.) | 1                 | 0                 | 1                 |                   |   |                |                  |                  |                  |                  |  |                 |                  |                  |                  |                  |  |
|  |                     |                  | Atlético Tucumán    | 1                | 0 | 1                     |                   |                   |                   |                   |   |                |                  |                  |                  |                  |  |                 |                  |                  |                  |                  |  |
|  | Atlético Tucumán    | 1                | Atlético Tucumán    | 1                | 0 | 1                     | 2                 | 3                 |                   |                   |   |                |                  |                  |                  |                  |  |                 |                  |                  |                  |                  |  |
|  | Atlético Tucumán    | 1                |                     |                  |   |                       |                   |                   |                   |                   |   |                |                  |                  |                  |                  |  |                 |                  |                  |                  |                  |  |
|  | Chaco For Ever      | 0                | 0                   | 0                |   |                       |                   |                   |                   |                   |   |                |                  |                  |                  |                  |  |                 |                  |                  |                  |                  |  |
|  | Chaco For Ever      | 0                | 0                   | 0                |   |                       |                   |                   |                   |                   |   | San Martín (T) | 0                | 1                | 1                |                  |  |                 |                  |                  |                  |                  |  |
|  |                     |                  |                     |                  |   |                       |                   |                   |                   |                   |   | San Martín (T) | 0                | 1                | 1                |                  |  |                 |                  |                  |                  |                  |  |
|  |                     |                  | Nueva Chicago       | 0                | 0 | 0                     |                   |                   |                   |                   |   |                |                  |                  |                  |                  |  |                 |                  |                  |                  |                  |  |
|  | Nueva Chicago       | 3                | Nueva Chicago       | 0                | 0 | 0                     | 2                 | 5                 |                   |                   |   |                |                  |                  |                  |                  |  |                 |                  |                  |                  |                  |  |
|  | Nueva Chicago       | 3                |                     |                  |   |                       |                   |                   |                   |                   |   |                |                  |                  |                  |                  |  |                 |                  |                  |                  |                  |  |
|  | Ituzaingó           | 0                | 1                   | 1                |   |                       |                   |                   |                   |                   |   |                |                  |                  |                  |                  |  |                 |                  |                  |                  |                  |  |
|  | Ituzaingó           | 0                | 1                   | 1                |   | Nueva Chicago         | 1                 | 3                 | 4                 |                   |   |                |                  |                  |                  |                  |  |                 |                  |                  |                  |                  |  |
|  |                     |                  |                     |                  |   | Nueva Chicago         | 1                 | 3                 | 4                 |                   |   |                |                  |                  |                  |                  |  |                 |                  |                  |                  |                  |  |
|  |                     |                  | Instituto           | 2                | 1 | 3                     |                   |                   |                   |                   |   |                |                  |                  |                  |                  |  |                 |                  |                  |                  |                  |  |
|  | Instituto           | 2                | Instituto           | 2                | 1 | 3                     | 2                 | 4                 |                   |                   |   |                |                  |                  |                  |                  |  |                 |                  |                  |                  |                  |  |
|  | Instituto           | 2                |                     |                  |   |                       |                   |                   |                   |                   |   |                |                  |                  |                  |                  |  |                 |                  |                  |                  |                  |  |
|  | Talleres (RdE)      | 0                | 1                   | 1                |   |                       |                   |                   |                   |                   |   |                |                  |                  |                  |                  |  |                 |                  |                  |                  |                  |  |
|  | Talleres (RdE)      | 0                | 1                   | 1                |   |                       |                   |                   |                   |                   |   |                |                  |                  |                  |                  |  |                 |                  |                  |                  |                  |  |
|  |                     |                  |                     |                  |   |                       |                   |                   |                   |                   |   |                |                  |                  |                  |                  |  |                 |                  |                  |                  |                  |  |

- Nota: En cada llave, el equipo que ocupa la primera línea es el que definió la serie como local y tenía ventaja deportiva por haber finalizado mejor ubicado.

### Subcampeón Primera B Metropolitana 2002-03
Un torneo intrincado fue el de la Primera B Metropolitana 2002-03. Este campeonato tuvo un torneo Apertura y luego fue dividido en 3 zonas. Almirante no tuvo un buen torneo Apertura pero luego realizó una gran campaña en su zona lo que lo llevó a ser el equipo que más puntos sumó en todo el Campeonato 70 contra el que terminó ascendiendo Ferro Carril Oeste por haber Ganado el Apertura y su zona, a pesar de haber sumado menos puntos que Almirante Brown a lo largo del torneo pero también se tomó un promedio general anual para definir la tabla de posiciones donde Ferro disputó menos encuentros y le dio un coeficiente mayor. De esta manera el equipo de La Matanza terminó siendo subcampeón. Ese campeonato Almirante contó con un gran equipo que generalmente formaba con Serra, Andrade, Del Castillo, Walter Gómez, Sebastián Ojeda, Tríbulo, Segovia, Diego Montiquín, "Petaca" Aranda, Bruno Calabria, Tito Coronel y Blanco o Enrique Primerano. El director técnico fue Mario Finarolli.

### Ganador Torneo Clausura Primera B 2007
Sólo allí Giunta y los más de cinco mil hinchas que llegaron hasta Rosario pudieron gritar campeón.  14 de mayo de 2007, diario La Nacion
En 1998 descendió nuevamente a la Primera División B (la tercera categoría), pero en julio de 2007 el equipo consiguió el tan ansiado regreso a la B Nacional. Con la dirección técnica de Blas Giunta. El 9 de junio del 2007 se juega el Clásico del Oeste un día de semana a las 15 h en estadio neutral, Lanús por última vez con público de ambas parcialidades. Almirante lleno la popular local mientras el Deportivo Morón se ubicó en el codo de la tribuna visitante. El partido parecía que terminaría en empate, pero a los 43 minutos del segundo tiempo Federico Maraschi convirtió el gol de Almirante que hizo estallar a la parcialidad de La Matanza. Con este festejado triunfo frente a Morón sobre la hora prácticamente se asegura el Torneo Clausura quedando solo 2 fechas por jugarse. Esta victoria es una de las más emocionantes de Almirante frente a un Clásico rival.
El 13 de mayo ganó el Torneo Clausura de la Primera B 2006-07, donde se movilizaron más de 5 mil personas a Rosario un día domingo a las 11 de la mañana que colmaron la vieja tribuna de tablones de la cancha de Central Córdoba (Rosario) al que Almirante le ganó 1 a 0 con gol del capitán Carlos Zabaleta, posteriormente terminaron todos los hinchas festejando en la Plaza de San Justo. Así accedió a la final por el título, que otorgaba el único ascenso, contra Estudiantes (BA), ganador del Apertura.

### Campeón primera B Metropolitana 2006-07
| 26 de mayo de 2007 | Estudiantes | 0:0 | Almirante Brown | Estadio Presidente Perón, Avellaneda |  |

| 2 de junio de 2007 | Almirante Brown | 1:0 | Estudiantes | Estadio Presidente Perón, Avellaneda |                        |
| | Penco 48'       |     |             | Árbitro(s): Diego Abal               | Árbitro(s): Diego Abal |
| Suspendido a los 13 minutos del primer tiempo por disturbios, con el resultado 0 a 0. El 27 de junio se disputaron los 77 minutos restantes en el estadio Eva Perón, de Junín. |                 |     |             |                                      |                        |

Los dos partidos de la final contra Estudiantes (BA) se programaron en el "Cilindro de Avellaneda", de Racing Club, por un tema de capacidad. En el partido de ida Almirante ocupó el sector visitante con una concurrencia de 15 000 personas que llenaron las 2 bandejas del Cilindro más un sector lateral de plateas altas; el mismo terminó empatado en cero.
El conformismo ganó a ambos. Lo mejor, estuvo nuevamente en las tribunas. La cabecera visitante, ocupada por los parciales de Almirante Brown, albergó a casi 15 mil almas que alentaron hasta el final.Domingo 27 de mayo de 2007, diario El Día de La Plata 
Mientras que para la segunda final el equipo de La Matanza dispuso de más entradas ya que ocupó el sector local, ambas bandejas más la platea alta frente a la platea local con una concurrencia histórica fuera de su estadio de 25 000 personas. Lo que pudo ser un día de festejo por el marco y el logro de un nuevo campeonato se convirtió en un día de tristeza por actos de violencia entre los propios hinchas de Almirante que arrojaron objetos desde las bandejas a su propia parcialidad que se encontraba en el sector bajo, por lo que la final se suspendió tras jugarse los primeros trece minutos, con el mismo resultado.
La esperanza de una fiesta se convirtió rápidamente en un nuevo capítulo de la irracionalidad. Cerca de 25 000 personas, en la cancha de Racing, ilusionadas con un ascenso de categoría y relegadas al ridículo.Domingo 3 de junio de 2007, diario La Nación
El partido se completó en el estadio Eva Perón, de Sarmiento (Junín), y finalizó con la victoria de Almirante Brown por 1 a 0, con gol convertido por Sebastián Penco. Cimentado en la seguridad del arquero Cristian Campestrini y los defensas Carlos Zavaleta y Gonzalo Peralta, la entrega de Alejandro Orfila, el talento de Federico Maraschi y la contundencia de Sebastián Penco, Almirante regresó al Nacional B tras nueve años de ausencia.
A causa de los hechos de violencia en el inicio del segundo partido, el club fue sancionado con un descuento de dieciocho puntos, a realizarse en la temporada siguiente, en la B Nacional.

### Primera B Nacional 2007-08, cerca de la hazaña
El club comenzó el Campeonato de Primera B Nacional 2007-08 con un descuento de 18 puntos, lo que causó el descenso por promedios de un año más tarde. Desarrolló una campaña extraordinaria que lo hubiera hecho estar entre los primeros puestos de la tabla del torneo, ya que sumó 59 puntos siendo el tercer mejor equipo del campeonato que lo habría llevado a jugar la promoción por el ascenso a primera, también estuvo a punto de salvarse del descenso, ya que descendió por un solo punto, descuento de los 18 puntos incluidos.

### Campeón de Primera B Metropolitana 2010
En junio de 2010 se consagró campeón de Primera B 2009-10 y logró nuevamente su pase a la B Nacional. Almirante Brown superó por un punto a Sarmiento de Junín en la última fecha después de ser su perseguidor durante gran parte del certamen, ya que Sarmiento le había sacado 12 puntos de ventaja. En el último partido, vencieron 2 a 1 a Atlanta con un gran marco en el Estadio Fragata Presidente Sarmiento que ese día inauguró la nueva cabecera norte, mientras que Sarmiento perdió por el mismo resultado con Flandria. 
Esta vez, los héroes del campeón fueron Daniel Bazán Vera y Federico León, goleadores del último partido. A ellos se le sumaron, otra vez, Federico Maraschi, Román Díaz, Mauro Marrone, Gabriel Gandarillas, Osvaldo Centurión, José Luis García, César Monasterio y Rubén Darío Ferrer, entre otros, en un equipo aún dirigido por Blas Giunta. Una vez terminado el partido la gente de diferentes puntos de La Matanza llenó la Plaza de San Justo para festejar el título, tradición que se sigue desde 1956.

|  |     | Equipo                 | Pts | PJ | G  | E  | P  | GF | GC | Dif |
|  | --- | ---------------------- | --- | -- | -- | -- | -- | -- | -- | --- |
|  | 1.  | Almirante Brown        | 77  | 40 | 22 | 11 | 7  | 49 | 30 | 19  |
|  | 2.  | Sarmiento              | 75  | 40 | 20 | 15 | 5  | 56 | 26 | 30  |
|  | 3.  | Tristán Suárez         | 62  | 40 | 14 | 20 | 6  | 40 | 32 | 8   |
|  | 4.  | Estudiantes            | 61  | 40 | 16 | 13 | 11 | 52 | 40 | 12  |
|  | 5.  | Colegiales             | 61  | 40 | 16 | 13 | 11 | 44 | 40 | 4   |
|  | 6.  | Los Andes              | 60  | 40 | 15 | 15 | 10 | 41 | 35 | 6   |
|  | 7.  | Atlanta                | 58  | 40 | 15 | 13 | 12 | 38 | 27 | 11  |
|  | 8.  | Temperley              | 56  | 40 | 14 | 14 | 12 | 36 | 31 | 5   |
|  | 9.  | Acassuso               | 55  | 40 | 12 | 19 | 9  | 44 | 37 | 6   |
|  | 10. | Defensores de Belgrano | 55  | 40 | 12 | 19 | 9  | 41 | 35 | 6   |
|  | 11. | San Telmo              | 54  | 40 | 13 | 15 | 12 | 31 | 25 | 6   |
|  | 12. | Brown                  | 54  | 40 | 14 | 12 | 14 | 45 | 46 | -1  |
|  | 13. | Nueva Chicago          | 51  | 40 | 13 | 12 | 15 | 34 | 35 | -1  |
|  | 14. | Villa San Carlos       | 48  | 40 | 11 | 15 | 14 | 43 | 49 | -6  |
|  | 15. | Deportivo Morón        | 47  | 40 | 10 | 17 | 13 | 36 | 34 | 2   |
|  | 16. | Flandria               | 47  | 40 | 12 | 11 | 17 | 48 | 55 | -7  |
|  | 17. | Deportivo Español      | 44  | 40 | 11 | 11 | 18 | 36 | 47 | -11 |
|  | 18. | Almagro                | 44  | 40 | 10 | 14 | 16 | 29 | 42 | -13 |
|  | 19. | Deportivo Armenio      | 38  | 40 | 7  | 17 | 16 | 29 | 44 | -15 |
|  | 20. | Comunicacines          | 35  | 40 | 9  | 8  | 23 | 34 | 54 | -20 |
|  | 21. | Central Córdoba        | 30  | 40 | 6  | 12 | 22 | 22 | 64 | -42 |

|  | Campeón. Ascendió a la Primera B Nacional.                                            |
|  | Ganador del torneo reducido. Jugó la promoción para ascender a la Primera B Nacional. |
|  | Participó del Torneo reducido.                                                        |

### Almirante-River 2012, en La Matanza
Flamean las banderas del Mirasol y los globos amarillos y negros de esas 20.000 almas locales que se sienten en un domingo especial y de mucho, mucho calor.  Lunes 6 de febrero de 2012, diario La Nación.
El 6 de febrero del 2012 Almirante recibió en su Estadio Fragata Presidente Sarmiento al Club Atlético River Plate por el Campeonato de Primera B Nacional 2011-12. A pesar de las intensas gestiones para sacar de su estadio al equipo de La Matanza, River no pudo, era una decisión inflexible de parte de la dirigencia, ya que si Almirante ganaba se ponía a solo 3 puntos de River y se metía en la pelea del Campeonato.
Ese torneo se disputó con público visitante y al disponer Almirante de una tribuna popular visitante para 8 500 personas (le entregó a River 7000 entradas por recomendación de los organismos de seguridad) finalmente pudo retener la localía, siendo Almirante Brown uno de los pocos clubes del ascenso al cual River Plate no pudo sacar de su estadio. Se jugó a estadio lleno con la capacidad sobrepasada y con un gran colorido de parte de las dos parcialidades; fue un partido intenso donde Almirante mereció el un poco más por lo realizado en el primer tiempo. El resultado final fue 1 a 1.

En Isidro Casanova, los millonarios sintieron las asperezas del ascenso como nunca y ante Almirante Brown igualaron 1 a 1.
En una tarde asfixiante, Isidro Casanova demuestra un ritmo de alteración y emoción... vibración. A un costado de las tribunas de diferentes dimensiones del estadio Fragata Sarmiento, donde confluyen las calles del vecindario, River regresó a su realidad, volvió a sentir la aspereza del ascenso y a reconocer que el operativo retorno no será un camino de alfombras rojas. La ansiedad aparece antes que la organización. Aparecen grupos de personas que se amontonan sobre la Ruta 3. El, un tosco albañil durante la semana devenido en cuidacoche el domingo, lanza la recomendación: "No le pifiés a la calle porque acá el agite del Oeste se siente". Y con resabios de un mediodía pesado, advierte: "Acá, La Matanza es la La Matanza de verdad". "Tal vez el terreno más hostil que debía afrontar el equipo de Matías Almeyda en la categoría". Y vaya que lo sintió en el 1-1 frente a Almirante Brown, que lo complicó bastante y desnudó las fallas que había mostrado en los superclásicos de verano.
Lunes 6 de febrero de 2012, diario La Nación

### Almirante-Independiente en el Fragata Sarmiento, 2013
"Dicen que la duda en el futbol te mata y hoy nos mataron". "Hoy Independiente empezó a jugar en el Nacional B. por todo, por la gente y por lo que es Almirante. Uno conoce esta categoría". Sábado 12 de octubre de 2013, Omar de Felipe entrenador de Independiente, Almirante 1, Independiente 0 
El 12 de octubre de 2013, Almirante Brown logró su segundo triunfo oficial ante uno de los «cinco grandes», al vencer por 1-0 al Club Atlético Independiente por el Campeonato de Primera B Nacional 2013-14. Esta vez Almirante hizo de local en su Estadio Fragata Presidente Sarmiento a pesar de que el partido estuvo a punto de no jugarse por una sanción impuesta al equipo de La Matanza, que se vio restringido a vender solo 10 000 entradas.

Independiente sintió el rigor del ascenso y perdió ante Almirante Brown en Casanova. Nunca había sentido tanto rigor en la B Nacional. Jamás. Ni siquiera en los peores momentos, los del comienzo, que terminaron con el despido de Miguel Brindisi. A Independiente le dolió todo. Y hoy, con los músculos fríos, será peor. Aparecerán más moretones por el cuerpo. En cualquier parte. Los Rojos sintieron la dureza extrema -bien entendida, sin malicia- de Almirante Brown y así se acabó el invicto de Omar De Felippe.
Domingo 13 de octubre de 2013, diarío La Nación 

### Ganador torneo apertura 2019 Primera B Metropolitana
Y el festejo fue completo, porque si faltaba algo, que tanta gente pueda estar presente otra vez (la fecha pasada metió 23.000 personas de local), sobre todo en el fútbol argentino, donde rara vez van los visitantes, hizo que toda esta fiesta de La Fragata sea mucho más emocionante. Sábado 7 de diciembre de 2019, diario Olé
El 8 de junio de 2014, luego de cuatro temporadas en la B Nacional, Almirante descendió a la Primera B tras perder con Huracán por 1 a 0. Después de los peores años de su historia y bajo la dirección técnica de Jorge Benítez, se consagró ganador del Torneo Apertura del Campeonato de Primera B 2019-20.
La primera posibilidad de ganar el torneo la tuvo en el Estadio Fragata Presidente Sarmiento el 1 de diciembre donde enfrentó a Talleres (RdE) ante 23 000 personas que le dieron un gran marco al encuentro que terminó en empate sin goles, de esta manera la definición sería la última fecha. Tan solo seis días después Almirante consigue sacar la localía a la UAI Urquiza y el partido se juega en cancha de Platense ante 15 000 personas de La Matanza que se acercaron a Vicente López y terminó empatado sin goles. Así obtiene el torneo Apertura que fue muy festejado por sus hinchas en su regreso por la Avenida General Paz.
Una multitud de hinchas de Almirante Brown fue en caravana con toda la ilusión de poder consagrarse campeón del Apertura de la Primera B y colmaron las tribunas de la cancha del Calamar. Con toda la presión por tener que ser protagonista por ser el conjunto más convocante de la categoría. Se la bancó, se puso ese traje sin ningún problemaSábado 7 de diciembre de 2019, diario Olé
También clasificó para disputar la Copa Argentina 2019-20. Debido a la pandemia de covid-19 la AFA dio por finalizado el torneo clausura cuando se habían jugado solo ocho fechas, Como consecuencia de la cancelación del campeonato, se suspendieron los descensos y se aprobó un nuevo Campeonato Transición de Primera B 2020.

### Campeón Primera B Metropolitana 2020
El Campeonato Transición de Primera B 2020 iniciado tras la cancelación del Campeonato de Primera B 2019-2020 a causa de la pandemia de covid-19, lo disputan Almirante Brown como ganador del Torneo Apertura del campeonato 2019-2020 y los cinco mejores equipos de la tabla general. Si el ganador es Almirante, será declarado campeón y ascenderá directamente. 
La primera fecha jugada el 4 de diciembre empató sin goles frente a Tristán Suárez, la segunda fecha con un gran primer tiempo del equipo venció a J. J. de Urquiza por 3 a 1, la tercera fecha derrota a Comunicaciones por 2 a 0 en su estadio Fragata Sarmiento, quedando puntero y logrando el Campeonato y ascenso directo en condición de local el 27 de diciembre frente a Acassuso al que vence por 2 a 1 en la cuarta fecha, siendo inalcanzable con una diferencia de cuatro puntos faltando una fecha. 
Solventado en la seguridad de su arquero Ramiro Martínez y su dupla de marcadores centrales surgidos de su cantera Agustín Datola y Alan Barrionuevo, el despliegue de Milton Ramos y Joaquín Ibáñez, la experiencia de su símbolo, ídolo y capitán José Luis García y Diego García y el talento de Juan Manuel Torres Almirante regresa a la Primera Nacional.

### Primera Nacional 2023
El 16 de octubre de 2023, por la última fecha de la Zona A, Almirante venció a Temperley por 2 a 0. Clasificó a la final por el ascenso a la Liga Profesional que enfrentará a Independiente Rivadavia.

## Un histórico del ascenso
Cuadro de torneos y partidos definitorios por ascensos a la máxima división. La institución se destacó en 17 instancias dentro de las cuales se encuentran seis subcampeonatos, un partido definitorio (1976), dos finales y tres semifinales. 
| Categoría y/o Campeonato. | Torneo y/o instancia                         | Resultado o posición |
| ------------------------- | -------------------------------------------- | --- |
| Primera B 1970            | Torneo Campeonato.                           | 2.ª posición, subcampeón. Avanzó al torneo reclasificatorio de Primera.                                                                                   |
| Primera división          | Torneo Reclasificatorio de Primera 1970      | No clasificó, permaneció en Primera B. |
| Primera B 1972            | Campeonato de Primera B 1972                 | 2.ª posición subcampeón. |
| Primera B 1974            | Torneo Copa Campeonato.                      | 3.ª posición, eliminado para el cuadrangular final por el ascenso.                                                                                        |
| Primera B 1975            | Torneo hexagonal por el segundo ascenso.     | 4.ª posición. |
| Primera B 1976            | Torneo hexagonal por el segundo ascenso.     | Partido definitorio por el ascenso a primera, 5.ª fecha, Lanús 2 Almirante 0 (suspendido a los 75 minutos por incidentes). Posición final 2.º, subcampeón |
| Primera B 1978            | Campeonato de Primera B 1978                 | 2.ª posición subcampeón. |
| Primera B 1982            | Torneo octogonal por el segundo ascenso.     | Cuartos de final, eliminado por Banfield. |
| Primera B 1983            | Torneo por el segundo ascenso.               | Cuartos de final, eliminado por Los Andes. |
| Nacional B 1988-89        | Torneo reducido por el segundo ascenso.      | Semifinales por el ascenso a primera, eliminado por Unión (SF)                                                                                            |
| Nacional B 1990-91        | Torneo reducido por el segundo ascenso       | Octavos de final, eliminado por Central Córdoba (Rosario).                                                                                                |
| Nacional B 1991-92        | Campeonato Nacional B 1991-92                | 2.ª posición subcampeón. |
| Nacional B 1991-92        | Torneo reducido por el segundo ascenso       | Finalista por el ascenso a primera frente a San Martín (Tucumán) 1-0 y 1-1 a favor del equipo albirrojo.                                                  |
| Nacional B 1992-93        | Torneo reducido por el segundo ascenso.      | Cuartos de final, eliminado por Gimnasia y Tiro (Salta)                                                                                                   |
| Primera Nacional 2021     | Torneo reducido por el segundo ascenso.      | Semifinales por el ascenso a primera, eliminado por Barracas Central.                                                                                     |
| Primera Nacional 2023     | Primero en su zona Finalista por el ascenso. | Final por el campeonato y ascenso a primera, Independiente Rivadavia 2 Almirante 0, en tiempo suplementario.                                              |
| Primera Nacional 2023     | Torneo reducido por el segundo ascenso.      | Semifinales por el ascenso a primera, eliminado por Deportivo Riestra.                                                                                    |

 "El desesperado pedido de los altavoces pasó desapercibido para los casi 50.000 espectadores que ya poblaban las tribunas del Gasómetro pero no para él. Hugo Alberto Molteni tenía apenas 16 años y era el tercer arquero del equipo Granate que estaba a punto de jugar un partido crucial."  Extracto de Almirante vs Lanús en 1976, domingo 21 de junio de 2021, La Defensa digital de Lanus, crónica de Marcelo Calvente.
Almirante Brown es el único club del ascenso que jugó con los cuatro grandes de la Asociación del Fútbol Argentino que descendieron. Con su victoria a Independiente, 1 a 0 el 12 de octubre de 2013 en el Estadio Fragata Presidente Sarmiento, con el gol de volea de Héctor Carballo y el empate 1 a 1 en el Estadio Libertadores de América, Almirante Brown cumplió un hecho histórico ya que es el único club que jugó en el ascenso con los cuatro clubes grandes que resbalaron ruidosamente de categoría. San Lorenzo, en 1982, Racing Club, en 1984 y 1985, River Plate, en 2011-12, e Independiente en 2013-14 fueron rivales del Gigante del Oeste.
También enfrentó en diferentes ediciones de los certámenes de Primera B o B Nacional a trece de los diecisiete equipos que fueron campeones de la división máxima división. Solamente le faltó jugar oficialmente ante cuatro campeones: Boca Juniors, Newell's Old Boys, Vélez Sarsfield y Argentinos Juniors.
El primer enfrentamiento ante un grande fue con San Lorenzo por el torneo de Primera B de 1982. Tanto el partido de ida como el de vuelta tuvieron como escenario el Estadio José Amalfitani. En la primera rueda, el 27 de febrero, ganó San Lorenzo 1 a 0, con gol de Óscar Ros, y en la segunda ronda, el 24 de julio, Almirante Brown se impuso 2 a 0, con goles de Héctor Chulo Rivoira, y de Adrián Márquez. Esa tarde, Almirante formó con: Pistone; Sequeira, Rodríguez, Amorone y Tobio; Crespo, Ortiz, Rojas (Veloso) y Márquez; Rivoira (Tapia) y Candau, como DT: Óscar López-Óscar Cavallero. En ese certamen, San Lorenzo salió campeón de punta a punta. La victoria sobre San Lorenzo tuvo el colorido de la parcialidad de La Matanza que colmaron las tribunas del Estadio de Vélez. El partido fue emotivo y ese día Almirante ganó por 2 a 0, con goles de Adrián Márquez y Héctor Rivoira, en una actuación memorable de todo el equipo.
Dos años más tarde jugó ante Racing, por el torneo de Primera B de 1984. En el Estadio José Amalfitani, ganaba Racing 2 a 0, con goles de Italo Ortiz y Gabriel Calderón, pero en el segundo tiempo nivelaron Óscar Giantomassi y Héctor Rivoira, de penal para el 2-2 definitivo. Esa tarde el equipo formó con: Golinowsky; Sequeira, Capiello, P. Ortiz y Belén; Tobbio, Giantomassi y Rojas; Cechi, Rivoira y Benítez. DT: A. Vázquez. En el partido de vuelta, Racing obtuvo un rotundo 5 a 1 en el Cilindro de Avellaneda; Raffo (2), Capiello en contra, Castelló y Matuszyczk hicieron los goles locales. Y descontó Héctor Rivoira. Como Racing permaneció dos temporadas en la B, volvieron a enfrentarse en 1985, empatando los dos partidos: 0 a 0 en Avellaneda y 1 a 1, en el Estadio Tomás Adolfo Ducó, con goles de Wily Trebino y Walter Fernández.
"Almirante llegaba un triunfo arriba. Hay quienes creen que el Templo de Madera nunca estuvo tan lleno como ese sábado 7 de octubre de 1978".Laferropedia
Pasaron varios años y River Plate jugó ante Almirante Brown por el certamen de Primera B Nacional. Esta vez el club de La Matanza fue local en el Estadio Fragata Presidente Sarmiento ante una convocatoria que agotó las localidades, por la decimonovena fecha; Fernando Cavenaghi adelantó al equipo de Matías Almeyda y Diego Cisterna igualó para el conjunto de Blas Giunta. Almirante Brown formó en ese histórico partido con: Monasterio; León, Ortiz, Nievas y Garre; Centurión (Maraschi), Meza Sánchez, Olmedo, Cisterna (Marrone) y José García; Vega (Ceballos). Posteriormente Maraschi, Ceballos y Marrone. En la última fecha del torneo, en el Estadio Monumental, River Plate consiguió el triunfo, 2 a 0 con un discutido arbitraje (doble anotación de David Trezeguet), que le significó el título y el regreso a Primera.
El historial de Almirante frente a los equipos grandes del fútbol argentino: sobre 10 partidos jugados, 2 ganados, 5 empatados y solo 3 perdidos. Hasta el momento ninguno de los grandes con los que jugó le pudo ganar en el Fragata Sarmiento en partidos oficiales.

## Rivalidades

### Clásico del Oeste
- Presione aquí para ver la historia del Clásico del Oeste.

El clásico rival histórico del Club Almirante Brown es el Club Deportivo Morón con quien disputa el Clásico del Oeste desde hace 68 años, uno de los Clásicos del fútbol argentino más tradicionales y populares que se disputan en el fútbol metropolitano. Los clubes están localizados en la zona Oeste del Gran Buenos Aires, Almirante Brown pertenece al partido de La Matanza, mientras que Deportivo Morón al partido de Morón. Los distritos son limítrofes, separados por la Avenida Don Bosco con los estadios a 6,7 kilómetros de distancia generando convivencias barriales entre sus aficionados.
Si bien desde el primer partido ya existía la rivalidad por ser vecinos en la zona oeste, el antagonismo surgiría tan solo 18 meses después, y ante la ráfaga de cuatro (4) victorias de Almirante Brown desde el comienzo. El 10 de enero de 1959 debido a incidentes en el estadio Francisco Urbano, con "suspensión del partido a los 13 minutos del segundo tiempo por falta de garantías", con la bronca por la cuarta derrota consecutiva  y la furia por el arbitraje con el segundo tanto en fuera de juego. Ese día hinchas del Gallito arrojaron proyectiles al campo de juego.
Posteriormente luego de agredir al juez con un botellazo que generó una herida, estuvo encerrado en el vestuario ante el intento de más agresiónes. El odio de parciales albirrojos hizo que José Iacovino se retirara escoltado por la policía, dado que los directivos de Morón lo acompañaban solo a la puerta. Así nació el odio y el resentimiento entre los clubes vecinos del oeste, con acusaciones y desconfianza por arbitrajes, generando el encono posterior de hinchas y dirigentes de ambas instituciones. con sospechas en fallos arbitrales.
Este tradicional enfrentamiento es considerado por los aficionados y la prensa de ambos equipos como su clásico rival histórico.
 Y por esas extrañas vueltas del destino, al Gallo le toca afrontar el partido más esperado del calendario, frente a su clásico rival de La Matanza. A la espera de uno de esos cotejos que invariablemente marca el destino inmediato de cada uno de los adversarios históricos, por el valor anímico y emocional que encierran triunfos de estas características tan especiales. Ante Almirante Brown, el Gallito busca hacer “sonar” a su antagonista de siempre.martes 6 de diciembre de 2016, extracto del medio partidario Club Deportivo Morón "El Gallito" 
Más allá que ahora Almirante Brown tiene equipos adversarios y enemigos el verdadero clásico y rival más añejo es ante Deportivo Morón, cuyos primeros enfrentamientos futbolísticos se remontan a 1957. 10 de junio de 2002, extracto, "Almirante de mi vida", página 107

#### Historial desde 1957
- Actualizado hasta junio de 2025.

| Competición             | Partidos | Victorias Morón | Empates | Victorias Almirante | Goles Morón | Goles Almirante |
| ----------------------- | -------- | --------------- | ------- | ------------------- | ----------- | --------------- |
| Primera Nacional        | 23       | 4               | 13      | 6                   | 29          | 30              |
| Primera B               | 37       | 14              | 12      | 11                  | 41          | 35              |
| Primera B Metropolitana | 25       | 8               | 9       | 8                   | 33          | 33              |
| Segunda de Ascenso      | 6        | 1               | 0       | 5                   | 3           | 12              |
| Total                   | 91       | 27              | 33      | 30                  | 106         | 110             |

### Clásico Almirante-Chicago
- Presione aquí para ver la historia del Clásico Almirante-Chicago.

El enfrentamiento Almirante Brown-Nueva Chicago también nombrado como el Clásico de La Matanza es un partido de gran rivalidad. La enemistad surgió hace 47 años y es uno de los clásicos más convocantes y folclóricos del AMBA, con la particularidad de que las dos parcialidades comparten barrios y conviven a diario en sectores neurálgicos del partido de La Matanza, la Avenida General Paz separa a los dos clubes ubicados en distritos limítrofes, conectados por la ruta 3, av Alberdi en Mataderos y Juan M. de Rosas en La Matanza.
La convivencia generó, con el transcurrir de las décadas, una de las mayores rivalidades del fútbol argentino debido a que Nueva Chicago y Almirante Brown están localizados dentro de la zona oeste del AMBA. El primero se ubica en la Ciudad Autónoma de Buenos Aires, en el barrio de Mataderos. El segundo en la localidad de San Justo. Cabe remarcar que Nueva Chicago se encuentra a 500 metros del límite con La Matanza y 6,9 kilómetros separan el estadio de Mataderos de la Sede social del Club Almirante Brown en San Justo.
Chicago - Almirante Brown: Por una victoria clásica. 
Desde muy temprano comenzará a rodar la pelota en suelo verdinegro para llevar adelante uno de los clásicos más esperados del ascenso.Extracto del medio partidario, Mundo Chicago, 20 de mayo de 2023 
El primer partido se disputó el 26 de marzo de 1966 correspondiente al campeonato de Primera B con triunfo de Nueva Chicago. En los primeros años de competencia había una convivencia pacífica y amistosa entre los hinchas de Nueva Chicago y los de Almirante Brown. Desde el 18 de mayo de 1978 la relación entre los hinchas y dirigentes de las dos instituciones se deterioró por completo. Luego de la disputa de un encuentro, los directivos del club de La Matanza protestaron por la mala inclusión de un jugador del equipo de Mataderos. Esto determinó que la Asociación del Fútbol Argentino le diera por ganado un partido a Almirante que en la cancha había logrado Chicago, pasando de la afinidad al odio sin retorno. De esta manera nació una de las rivalidades más importantes del fútbol metropolitano.
Historial desde 1966
| Competición             | Partidos | Victorias Almirante | Empates | Victorias Chicago | Goles Almirante | Goles Chicago |
| ----------------------- | -------- | ------------------- | ------- | ----------------- | --------------- | ------------- |
| Primera B               | 34       | 9                   | 15      | 10                | 40              | 42            |
| Primera Nacional        | 27       | 12                  | 5       | 12                | 35              | 36            |
| Primera B Metropolitana | 6        | 3                   | 1       | 2                 | 5               | 4             |
| Total                   | 69       | 24                  | 21      | 24                | 80              | 82            |

### Clásicos Alternativos
Desde la antigua Primera B, segunda categoría (extinta en 1986), son 
de impactó mediático y de muy fuerte rivalidad los duelos con:

#### Quilmes
Almirante Brown se enfrentará a Quilmes en un clásico del Ascenso.3 de julio de 2021, Diario Olé 
Almirante-Quilmes disputan un clásico del ascenso metropolitano y tienen el antecedente de su antagonismo desde el primer partido que disputaron hace 54 años, el 12 de diciembre de 1970 en el estadio de Atlanta por el Torneo Reclasificatorio de Primera donde sancionan dos penales a favor del equipo cervecero, el segundo penal fue atajado por Kadijevich pero el árbitro lo hizo lanzar nuevamente, enardeciendo a la parcialidad aurinegra. El encuentro terminó 2 a 1 con victoria de los blancos (que contaron con Fillol en el arco), dando comienzo a la fuerte rivalidad que se acentuó cuando pelearon el campeonato de 
Primera B 1975.
Mirasoles y Cerveceros, además de ser protagonistas en varios torneos, se cruzaron en tres categorías, primera división 1970 (reclasificatorio), segunda división (Primera B y Primera Nacional) y en tercera división, Primera B Metropolitana donde pelearon el campeonato 1986-87. La afinidad del club de Zona Sur con Nueva Chicago le agregó más hostilidad al enfrentamiento.

#### Tigre
Almirante y Tigre disputaron el primer duelo hace 59 años, el 14 de junio de 1966 en el estadio de Almirante en Villa Sahores, San Justo con triunfo del equipo de La Matanza 4 a 3, la rivalidad se acrecentó a comienzos de los años 70 década en la que pelearon varios torneos y el ascenso en el Torneo hexagonal Primera B 1976. Cada cotejo que disputó con el club de Zona Norte estuvo marcado por la tensión y varios incidentes entre las parcialidades.
En 1977, Tigre recibía a Almirante Brown, en Victoria. Minutos antes de comenzar el encuentro arriba al estadio el grueso de la hinchada visitante, quienes empiezan a insultar y a amenazar a un grupo de simpatizantes de Tigre también ubicados en ese sector.De los cantos pasaron a los hechos, y a la gente de Tigre allí situada no le fue nada bien. Esto provocó la ira de la ‘barra del matador’ (ubicada en la popular de enfrente), que se retiró del estadio y fue en busca de la parcialidad de Almirante Brown. Allí se produjo un durísimo combate cuerpo a cuerpo.Extracto del medio de Zona Norte, Periódico para todos. 
A partir de 1975 Tigre había generado una afinidad con Morón que agravó la enemistad que ya se profesaban los aficionados de ambos clubes.
En 1979 Tigre y Almirante debían enfrentarse en la última fecha en Victoria donde el matador llegaba con chances de consagrarse campeón, ambas instituciones acordaron que no asista el público de La Matanza por posibles incidentes entre sus hinchadas.
En 2021 vuelven a pelear el ascenso en la zona "A" por la Primera Nacional donde ambos equipos ganaron su duelo de local.

#### Chacarita Juniors
Almirante Brown le ganó el clásico a Chacarita y mira a todos desde arriba.15 de agosto de 2021, La redonda sport. 
Almirante-Chacarita es un cruce de una muy fuerte rivalidad, citado como un clásico del ascenso    desde hace 45 años, a comienzos de 1980 dada la afinidad del equipo Tricolor en ese entonces con Nueva Chicago, y ambas parcialidades se acompañaban mutuamente en los duelos frente a Almirante Brown, originando una fuerte enemistad entre las parcialidades de La Matanza y San Martín.
La pelea por los campeonatos de la antigua Primera B 1982 y 1983, donde ambos fueron protagonistas acrecentó el antagonismo con varios incidentes entre sus aficiones, que se fue acentuando al transcurrir las décadas.
En el campeonato de la B Nacional 2008, Almirante sufrió la quita de 18 puntos, la última fecha se jugaba la permanencia en La Matanza frente a Chacarita en un duelo definitorio. El partido terminó en empate, descendiendo el equipo aurinegro, su parcialidad enardecida quiso ir en busca de jugadores y "allegados" a la delegación tricolor. Cuando volvieron a enfrentarse en la B Nacional 2011, parciales del equipo funebrero prepararon banderas pintadas con aerosol que decían: "te mandamos al descenso".

#### Otras rivalidades
- San Martín (Tucumán)[188][189]
- Los Andes[190][190][191][192]
- Temperley[193][194]

### Afinidades
La hinchada de Almirante Brown tiene dos amistades desde hace más de 49 años : Sarmiento de Junín y Defensores de Belgrano.

## Estadio de San Justo (Villa Sahores)
El primer estadio estuvo ubicado en el barrio Villa Sahores, San Justo, casi en el límite con Tablada, partido de La Matanza, en la calle Matheu 2376 entre Almafuerte (donde corta) y el pasaje Torrejon, los terrenos del mismo fueron dados en comodato a comienzos de 1956, para posteriormente ser adquiridos mediante la facilidad de una hipoteca, en la que colaboran sus asociados. La Institución ese año comenzó las obras del campo de juego, alambrado olímpico, vestuarios para la primera división y árbitros así como también el depósito de los cancheros, de esa manera el 13 de junio de 1956 por el campeonato de tercera de ascenso de la Asociación del Fútbol Argentino inaugura oficialmente su estadio con un triunfo por 2 a 0 frente al Club Pilar en la que fue la segunda fecha de dicho torneo.
Posteriormente con mucho esfuerzo se fueron agregando tribunas en el estadio, que llegó a contar con una capacidad de 5 mil espectadores. Una tribuna lateral de 100 m de largo por 11 escalones y las cabeceras populares local y visitante de 11 escalones por 70 metros, todas de tablones, cabinas para la prensa y una muy buena iluminación artificial para la época. En este estadio obtuvo 2 campeonatos el de 1956 de tercera de ascenso y el de 1965 de segunda de ascenso y el subcampeonato de segunda de ascenso de 1960, debido a las convocatorias que tenían los partidos de Almirante, la poca capacidad del estadio, la imposibilidad de ampliarlo y los requerimientos de infraestructura solicitados por el reglamento de la AFA para poder ser local en segunda categoría, el club inicio en 1968 la construcción de su nuevo estadio Fragata Presidente Sarmiento ubicado en la calle José Mármol 5400 esquina José Ignacio Rucci cuyas aceras corresponden al código postal de San Justo 1754, donde todas las tribunas del estadio de Matheu fueron trasladadas y agregadas al nuevo recinto para reforzar más su capacidad.
En la actualidad estas históricas tribunas de tablones (retiradas en su totalidad en 2009) con casi 70 años de historia se siguen utilizando pero en el complejo polideportivo del club en las canchas auxiliares donde juegan las divisiones inferiores, e inclusive en las canchas de tenis y hockey, por lo que el recuerdo del primer estadio de Almirante y sus tribunas históricas siguen presentes en el club. El último partido oficial disputado en el estadio de Matheu fue el 17 de diciembre de 1966 por el campeonato de Primera B en el Clásico del Oeste. La cancha se siguió utilizando para los entrenamientos y partidos amistosos del equipo de primera división, 3 años después Almirante volvería a ser local nuevamente ya en la Primera B y en su nuevo recinto.

## Estadio Fragata Presidente Sarmiento
|  | Para un completo desarrollo véase Estadio Fragata Presidente Sarmiento |

El Estadio Fragata Presidente Sarmiento está ubicado en las calles José Mármol 5400 intersección con José I. Rucci, Partido de La Matanza en la zona Oeste del Gran Buenos Aires. 
Cuenta con una ubicación estratégica ya que se encuentra a 700 m de un importante acceso que lo conecta con varios puntos de Buenos Aires, la Av. Juan Manuel de Rosas altura 6400 (Ruta Nacional 3 y Avenida Juan Bautista Alberdi del lado de CABA) en dicha avenida se encuentra la estación Roma del Metrobús La Matanza. Fue inaugurado el 14 de junio de 1969, tiene capacidad habilitada para 25 000 espectadores, aunque Almirante Brown lo utiliza desde hace más de cincuenta años, se fue construyendo por sectores.

## Sede social
|  | Para un completo desarrollo véase Sede social del Club Almirante Brown |

La Sede social del Club Almirante Brown está localizada en la zona céntrica de San Justo. Sobre la calle Entre Ríos se encuentra la amplia entrada principal, en 2020 fue restaurado el portón original, que data de 1952, también se repararon las molduras y se hizo un nuevo frente con una importante iluminación led y el escudo del club destacado en backligh. Se accede al hall de recepción que fue restaurado dejando los ladrillos históricos a la vista combinados con detalles del cielo rasos y nueva iluminación, la apertura del mismo se realiza solo para eventos importantes. El sector de la calle Entre Ríos cuenta también con un espacio gastronómico con acceso independiente, llamada «Cantina 1922». También sobre la misma calle estará el Museo del Club que se encuentra en pleno desarrollo y el local de venta de indumentaria y merchandising oficial del club llamado «Fragatamanía», ambos tendrán su acceso independiente con un nuevo portón de blíndex que también los comunica hacia la cantina internamente.

### Alianza Sport Club Almirante Brown
A mediados de 2020 después de más de treinta y cinco años, Almirante Brown termina su edificio ubicado en la calle Almafuerte 3262, la segunda calle en importancia en la zona céntrica de San Justo. El edificio consta de su planta baja, entrepiso y 3 plantas libres, la última descubierta que suman más de mil metros.
También realiza una profunda renovación en su gimnasio de aproximadamente mil metros realizando un nuevo piso de madera natural que fue pulido y laqueado, se realizó toda la instalación eléctrica con una nueva iluminación led, y un nuevo sector de sanitarios para ambos sexos estas obras le abrieron la puerta a una alianza con la mayor cadena de gimnasios de Argentina, Sport Club. Así como el Club Estudiantes de La Plata incorporó en su sede social el servicio prémium de Sport Club, Almirante Brown a la vanguardia en la Matanza y en la zona Oeste realizará la misma alianza. La alianza Sport Club Almirante Brown tendrá su ingreso por la calle Almafuerte 3262 y le brindará un servicio de primer nivel a sus asociados e impulsara a la institución en el sector de actividad deportiva que pasará a fortalecer su imagen y ser líder en sus zonas geográficas. Por el momento no se anunció si la cadena Sport Club también será responsable de darle otra dimensión al sector de balneario o parque acuático en el polideportivo lo que elevaría su condición a otros niveles.

#### Edificio de la Calle Almafuerte y gimnasio
El edificio consta de tres plantas que suman, aproximadamente, 1000 m² totales, cuya obra estuvo paralizada varias décadas. Después de 35 años en 2020, en un hecho histórico para el futuro de la institución comenzaron nuevamente las obras sobre la calle Almafuerte. El gimnasio fue techado originalmente en 1965 aunque recién a mediados de 2020 comenzó la obra para convertirlo en un sector multidisciplinario. Su superficie cubierta es de aproximadamente mil metros cuadrados donde ya fue instalado en su superficie el piso de madera natural que fue pulido y laqueado, se instaló una nueva iluminación LED de última generación para lo que se realizó toda una nueva instalación eléctrica. También se construyó un nuevo sector de sanitarios y se hicieron los detalles de pintura en todo el gimnasio.

## Polideportivo Luis Mendoza
|  | Para un completo desarrollo véase Polideportivo Luis Mendoza |

La institución cuenta con el Complejo Polideportivo Luis Mendoza; el mismo tiene una ubicación estratégica ya que se encuentra a 500 metros de un importante acceso que lo conecta con varios puntos de Buenos Aires, la Av. Juan Manuel de Rosas altura 6400 (Ruta Nacional 3 y Avenida Juan Bautista Alberdi del lado de CABA) en dicha avenida se encuentra la estación Roma del Metrobús La Matanza.
El predio se encuentra en una zona de clase media, ubicado en las calle José Mármol 5000 al 5400 entre Colonia y José Ignacio Rucci, partido de La Matanza, zona Oeste del Gran Buenos Aires con su acceso al sector multideportivo en la intersección de las calles José Mármol y Colonia contando con otro acceso al complejo futbolístico en intersección con José Ignacio Rucci. Es el polideportivo más importante de un club del partido de La Matanza y uno de los más amplios en zona urbana que tiene un club metropolitano, ya que cuenta con 15 hectáreas y una gran infraestructura que le permite desarrollar sus divisiones inferiores así como la práctica de varios deportes en los que el club se encuentra federado. Les brinda a sus socios varios servicios y áreas de esparcimiento parquizadas y arboladas, también una pileta olímpica que funciona en época estival. Debido al tamaño de su complejo Almirante Brown cuenta con calles internas asfaltadas lo que permite un fácil acceso, estacionamiento interno y una muy buena seguridad ya que cuenta con su correspondiente cerco perimetral con paredones de gran altura y servicio de vigilancia privado.

## Tenis

### Historia
Una de las actividades deportivas más arraigadas e históricas del club desde hace muchos años es el tenis, correlacionada con la práctica de pelota a paleta y del Share más conocido como raqueta argentina desde su fundación en 1912. El sector tenis cuenta con un frontón como en los inicios de esta práctica centenaria en la entidad. La actividad está registrada en el primer libro de actas de la institución que es preservado por Carlos Foglia socio vitalicio y sobrino nieto de Juan Sábas Nicolini, uno de los dos fundadores de Almirante Brown.

Aunque esencialmente futbolero el club tenía otras actividades sociales y deportivas. El arrendamiento de un frontón para la práctica de pelota a paleta y del Share raqueta argentina. Se cree incluso compitió en esta disciplina ya que en las actas del club quedó registrado el uniforme que distinguía a los pelotaris, pantalón y camisa blanca con un cinturón de tela con los colores amarillo y negro.
 Detalle de la otra disciplina histórica que acompaña a la institución desde 1912, Almirante Brown, Anuario 2012/2013, Nueva Temporada 2013/2014, página 6, publicado por Claudio Laquidara, el 7 de agosto de 2013.

### Infraestructura y desarrollo
La buena infraestructura, sumada a profesores de muy buen nivel, hace que muchos interesados concurran a aprender y practicar el deporte en la institución, en las diversas categorías desde menor a sénior, tanto masculino como femenino. En diciembre de 2019 se produjo un hecho histórico, ya que el club participó en las finales del Interclubes de la categoría damas de la AAT, disputado en el Buenos Aires Lawn Tennis Club, con jugadoras surgidas de la institución. Algunos de los rivales fueron River Plate, San Lorenzo, Vélez Sarsfield y Ferro Carril Oeste, entre otros.

## Hockey sobre césped

### Femenino
El hockey sobre césped es una actividad en pleno crecimiento y desarrollo en el Club Almirante Brown. Esta disciplina comenzó de manera recreativa en 2010 pero fue tomando un impulso cada vez mayor; en 2014 luego de cuatro años Almirante dio un paso muy grande y pasó a ser un club afiliado a la Asociación de Hockey de Buenos Aires, jugando sus partidos de local en cancha de césped natural en el complejo polideportivo, solo por ese año. Debido al crecimiento del club en este deporte y a jugar competitivamente los torneos metropolitanos de damas organizados por la AHBA debió cumplir la norma de pasar a tener una cancha de sintético, algo que Almirante logró tres años después, en 2018, vuelve a ser local en su propia cancha. La cancha de hockey cuenta además con una muy buena iluminación artificial; posee un acceso independiente por la esquina de la intersección de las calles Colonia y Mármol.
Actualmente cuenta con aproximadamente 200 jugadoras que practican hockey en la institución, de las cuales casi 100 están federadas compitiendo en los torneos de la AHBA, y las que se encuentran en formación participan de torneos de interclubes para adquirir experiencia, cuenta con todas las categorías formativas 10.a, 9.a, 8.a, 7.a 6.a, 5.a, intermedia y primera, para lo que hay 8 entrenadores y 2 preparadores físicos que se enfocan no solo en la formación deportiva, también en los valores y el respeto del hockey. El proyecto del club es la formación y promoción de jugadoras de primera división para lograr tener un equipo competitivo y ascender de categoría.

### Masculino
Siguiendo con su crecimiento y expansión, el hockey sobre césped incorporó en 2019 la categoría masculina, donde podrán desarrollarse en las formativas niños desde los 4 hasta los 16 años. El club es el primero del partido de La Matanza con un equipo masculino federado a la Asociación de Hockey de Buenos Aires los mismos llevaron a cabo una gran preparación y debutarían en el Torneo Metropolitano 2020.

### Nuevo campo de juego
Cuando se realizó la cancha de hockey debido a los escasos recursos y problemas económicos en los que se encontraba la institución fue instalado un césped sintético usado, el cual estaba siendo observado y no homologado por la AHBA. La comisión directiva que asumió en 2019 el 2 de noviembre del 2020 firma contrato para la realización de la nueva cancha de hockey que estará a cargo de la empresa Forbex. A comienzos de 2020 la Asociación de Hockey de Buenos Aires no habilitó la cancha de césped sintético por el mal estado en el que se encontraba el mismo. Esta gran obra se suma a la remodelación del espacio para el tercer tiempo de las jugadoras y jugadores. También se agregará una nueva cancha de minihockey donde será trasladado el sintético retirado para mejores entrenamientos y desarrollo de sus divisiones formativas. Así mismo se estudia la posibilidad de dotar de vestuarios a la cancha de primera división. Estas obras buscan brindar la mejor infraestructura a sus deportistas y generar un profundo cambio de imagen institucional al sector en todos los niveles.

## Otras disciplinas

### Balonmano
El balonmano del Club Almirante Brown se encuentra afiliado a la Federación Metropolitana de Balonmano, en 2019 su equipo de primera división disputó el campeonato promocional logrando el puesto 3 en el torneo Apertura y el puesto 6 en el Torneo clausura. Está formado con 22 jugadores en su plantel de primera división y en 2020 comenzarían a disputar la séptima división del campeonato metropolitano de FEMEBAL, cuenta con 3 entrenadores y desarrolla sus entrenamientos y partidos oficiales en la cancha polideportiva del predio Luis Mendoza. El objetivo de esta disciplina es afianzarse en los torneos metropolitanos y lograr un ascenso para posteriormente iniciar un desarrollo de divisiones formativas. Así mismo formar una subcomisión para generar recursos. A comienzos de 2020 se probaron 60 jugadoras para crear el balonmano femenino del club de las cuales se seleccionaron 20 que venían realizando una intensa preparación para debutar en el campeonato Metropolitano de Primera promocional de FEMEBAL.

## Divisiones inferiores
Al encontrarse ubicado en el partido de La Matanza, el distrito más poblado del Gran Buenos Aires la institución hace hincapié en la captación y formación de futbolistas. Muchos niños provenientes del baby fútbol de diferentes clubes barriales se inician a partir de los siete u ocho años en sus divisiones infantiles para posteriormente pasar a formar parte de las divisiones juveniles a partir de los once o doce años. De esta manera la política del club es acompañar la formación futbolística con marcado énfasis en el comportamiento, la disciplina de entrenamiento y alimentación para que los deportistas que cuentan con las condiciones y responsabilidad sean verdaderos profesionales con sentido de pertenencia al club en el momento de debutar en primera división.

### Reserva
El Torneo de Reserva: es un torneo en el cual Almirante Brown presenta un equipo alternativo que generalmente juega ante el mismo rival que la división mayor. Dicho conjunto es utilizado para que jugadores que no son titulares tengan la posibilidad de mantener el ritmo de competencia, o para foguear a los jugadores juveniles.

### Fútbol juvenil
- Cuarta División: Para jugadores que no cumplan más de 20 años al 31 de diciembre del año respectivo.
- Quinta División: Para jugadores que no cumplan más de 18 años al 31 de diciembre del año respectivo.
- Sexta División: Para jugadores que no cumplan más de 17 años al 31 de diciembre del año respectivo.
- Séptima División: Para jugadores que no cumplan más de 16 años al 31 de diciembre del año respectivo.
- Octava División: Para jugadores que no cumplan más de 15 años al 31 de diciembre del año respectivo.
- Novena División: Para jugadores que no cumplan más de 14 años al 31 de diciembre del año respectivo.

### Fútbol infantil
En el fútbol infantil cada categoría se designa con la edad de los jugadores. Está considerado como la división que más sentido de pertenencia y arraigo genera en el jugador.
- Categoría (-13) (llamada prenovena): Para jugadores que no cumplan más de 13 años al 31 de diciembre del año en curso.
- Categoría (-12): Para jugadores que no cumplan más de 12 años.
- Categoría (-11): Para jugadores que no cumplan más de 11 años.
- Categoría (-10): Para jugadores que no cumplan más de 10 años. La categoría -10 años es un paso intermedio para los jugadores que se incorporan generalmente provenientes del baby fútbol. Se juega en un campo de juego y arcos reducidos, pelota n.° 4 y con 9 jugadores de cada lado. En 2019 se jugó el primer torneo de esta categoría organizado por la AFA.[224]

## Disciplinas federadas a la AFA
- Futbol sala
- Futsal femenino
- Futsal sénior
- Fútbol femenino
- Fútbol sénior

## Uniforme del equipo de fútbol
- Presione aquí para ver la historia del uniforme del Club Almirante Brown.
- Titular: Camiseta negra con tres franjas amarilla, pantalón negro y medias negras.
- Suplente: Camiseta blanca con una franja vertical amarillo y negro, pantalón blanco y medias blancas.
- Alternativa: Camiseta amarilla con tres franjas negras,

pantalón y medias amarillas.
| Titular | Alternativa | Suplente |  |

### Indumentaria y patrocinador
| Período    | Proveedor   |
| ---------- | ----------- |
| 1980-1982  | Texport     |
| 1982-1983  | Uribarri    |
| 1984       | Sportlandia |
| 1985-1988  | Uribarri    |
| 1988-1993  | Nanque      |
| 1993-1995  | Uhlsport    |
| 1995-1996  | Nanque      |
| 1996-1998  | Umbro       |
| 1998-2002  | Pleno       |
| 2002-2005  | Sport 2000  |
| 2005-2006  | Reusch      |
| 2006-2010  | Sport 2000  |
| 2010-2013  | Umbro       |
| 2013-2016  | Joma        |
| 2016-2018  | Sport Lyon  |
| desde 2018 | Retiel      |

| Período    | Patrocinador                                                                   |
| ---------- | ------------------------------------------------------------------------------ |
| 1984-1985  | Monofort                                                                       |
| 1985-1988  | Filtros Masterfilt                                                             |
| 1988-1990  | Ferraroti                                                                      |
| 1990-1994  | Alfajores La Nirva                                                             |
| 1994-1995  | Muebles D'Agostino                                                             |
| 1995-1996  | Soda Bonsal/Biflito                                                            |
| 1996-1997  | Meprin                                                                         |
| 1997-1998  | Pleno                                                                          |
| 1998       | Almirante Brown                                                                |
| 1999       | Tecneco Filters                                                                |
| 1999-2005  | Bingo Royal                                                                    |
| 2006-2013  | Bingo San Justo                                                                |
| 2013-2014  | Polacrin/Bingo San Justo                                                       |
| 2014       | Dar Salud/Bingo San Justo                                                      |
| 2015       | Dar Salud/Bingo San Justo/Polacrin                                             |
| 2016       | Dar Salud/Bingo San Justo                                                      |
| 2016-2017  | Dar Salud/Fibrocemento                                                         |
| 2017-2018  | Horcrisa S.A./Fibrocemento/Seoca                                               |
| 2018-2019  | Horcrisa S.A./Fibrocemento/Dar Salud/Seoca                                     |
| 2019-2020  | Horcrisa S.A./Reciclados del Oeste/Complejo Jesse James/Seoca/UOCRA La Matanza |
| 2020-2021  | Horcrisa S.A.                                                                  |
| 2022       | Mercedes Pompeya S.A.                                                          |
| 2023       | Sport Club/Horcrisa S.A./Mercedes Pompeya S.A./Tacsa/CartaSur                  |
| 2024       | CartaSur/Mercedes Pompeya S.A.                                                 |
| desde 2025 | CartaSur                                                                       |

## Jugadores

### Plantel 2025
- Actualizado el 3 de julio de 2025

- Los equipos argentinos están limitados a tener un cupo máximo de seis jugadores extranjeros, aunque solo cinco podrán firmar la planilla del partido

#### Altas
| Invierno                |                |                           |                      |
| Gerardo Alegre Rojas    | Defensa        | Argentino de Quilmes      | Libre                |
| Agustín Dattola         | Defensa        | Belgrano de Córdoba       | Regresa del préstamo |
| Leonardo Escalante      | Centrocampista | Argentino de Quilmes      | Libre                |
| Francisco Grahl         | Centrocampista | Real Estelí               | Libre                |
| Verano                  |                |                           |                      |
| Bruno Galván            | Guardameta     | Atlanta                   | Libre                |
| Mariano Arango          | Defensa        | Midland                   | Regresa del préstamo |
| Tomás Fernández         | Defensa        | Tigre                     | Préstamo             |
| Jonatan Goya            | Defensa        | Deportivo Riestra         | Libre                |
| Nahuel Iribarren        | Defensa        | Universidad Central       | Libre                |
| David Ledesma           | Defensa        | Quilmes                   | Préstamo             |
| Máximo Levi             | Defensa        | San Martín de Tucumán     | Libre                |
| Emilio Mac Eachen       | Defensa        | Deportivo Riestra         | Préstamo             |
| Diego Pavia             | Defensa        | Barracas Central          | Préstamo             |
| Matías Pérez Acuña      | Defensa        | Agente libre              | Libre                |
| Patricio Pizarro        | Defensa        | Huracán                   | Préstamo             |
| Leandro Vega            | Defensa        | Agente libre              | Libre                |
| Joaquín Borja Velázquez | Centrocampista | Deportivo Riestra         | Libre                |
| William Machado         | Centrocampista | Estudiantes de Río Cuarto | Libre                |
| Juan Manuel Vázquez     | Centrocampista | Coquimbo Unido            | Libre                |
| Tomás Villoldo          | Centrocampista | Deportivo Riestra         | Libre                |
| Jonathan Zacaría        | Centrocampista | San Martín de San Juan    | Libre                |
| Nazareno Bazán          | Delantero      | Audax Italiano            | Libre                |
| Matías Belloso          | Delantero      | Chacarita Juniors         | Libre                |
| Adrián Davalos          | Delantero      | Estudiantes de La Plata   | Libre                |
| Diego Perea             | Delantero      | San Lorenzo de Almagro    | Préstamo             |
| Santiago Villalba       | Delantero      | Deportivo Riestra         | Préstamo             |
| Esteban Zeballos        | Delantero      | Sportivo Las Parejas      | Libre                |

#### Bajas
| Invierno            |                |                        |                       |
| Mariano Arango      | Defensa        | Excursionistas         | Rescisión de contrato |
| Emilio Mac Eachen   | Defensa        | Deportivo Riestra      | Fin del préstamo      |
| Tomás Fernández     | Defensa        | Tigre                  | Fin del préstamo      |
| David Ledesma       | Defensa        | Quilmes                | Fin del préstamo      |
| Máximo Levi         | Defensa        | Agente libre           | Rescisión de contrato |
| Diego Pavia         | Defensa        | Barracas Central       | Fin del préstamo      |
| Leandro Vega        | Defensa        | Agente libre           | Rescisión de contrato |
| Nazareno Bazán      | Delantero      | Agente libre           | Rescisión de contrato |
| Alexander Férnandez | Delantero      | Agente libre           | Rescisión de contrato |
| Diego Perea         | Delantero      | San Lorenzo de Almagro | Fin del préstamo      |
| Verano              |                |                        |                       |
| Nazareno Ferreyra   | Guardameta     | Agente libre           | Fin de contrato       |
| Nazareno Gatas      | Guardameta     | Lugano                 | Rescisión de contrato |
| Luciano Peraggini   | Guardameta     | Lanús                  | Fin del préstamo      |
| Thomas Arrieta      | Defensa        | Agente libre           | Rescisión de contrato |
| Gonzalo Errecalde   | Defensa        | Chacarita Juniors      | Fin de contrato       |
| Axel Ochoa          | Defensa        | Sarmiento de La Banda  | Fin de contrato       |
| Sebastián Olivarez  | Defensa        | San Martín de Mendoza  | Rescisión de contrato |
| Leandro Quiroz      | Defensa        | Godoy Cruz de Mendoza  | Traspaso              |
| Mauro Villar        | Defensa        | Huracán                | Fin del préstamo      |
| Kevin Barrionuevo   | Centrocampista | Retiro                 | Rescisión de contrato |
| Tomás Díaz          | Centrocampista | Boca Juniors           | Fin del préstamo      |
| Leandro Guzmán      | Centrocampista | Argentino de Quilmes   | Fin de contrato       |
| Agustín Maidana     | Centrocampista | San Telmo              | Fin de contrato       |
| Matías Piteo        | Centrocampista | AO Egaleo              | Rescisión de contrato |
| Lucas Villarruel    | Centrocampista | Retiro                 | Rescisión de contrato |
| Brian Fernández     | Delantero      | Agente libre           | Fin de contrato       |
| Rodrigo Pittavino   | Delantero      | Agente libre           | Fin de contrato       |
| Facundo Stable      | Delantero      | Argentino de Quilmes   | Fin de contrato       |
| Leandro Vella       | Delantero      | Círculo Deportivo      | Rescisión de contrato |

#### Cesiones
| Jugador             | Posición       | Destino                   | Fin del préstamo |
| ------------------- | -------------- | ------------------------- | ---------------- |
| Lautaro César       | Defensa        | San Telmo                 | 31-12-2025       |
| Facundo Miño        | Defensa        | Deportivo Riestra         | 31-12-2025       |
| Facundo Moreno      | Defensa        | Lugano                    | 31-12-2025       |
| Dante Pérez Lazarte | Defensa        | Yupanqui                  | 31-12-2025       |
| Lucas Portillo      | Defensa        | Yupanqui                  | 31-12-2025       |
| Fernando Rodríguez  | Defensa        | Defensores de Belgrano    | 31-12-2025       |
| Pablo Vouga         | Defensa        | Yupanqui                  | 31-12-2025       |
| Alexis Leguizamón   | Centrocampista | Yupanqui                  | 31-12-2025       |
| Iván Pereyra        | Centrocampista | Lugano                    | 31-12-2025       |
| Aramis Serafini     | Centrocampista | Yupanqui                  | 31-12-2025       |
| Lautaro Leguizamón  | Delantero      | Yupanqui                  | 31-12-2025       |
| Álvaro López        | Delantero      | Universidad de Concepción | 31-12-2025       |
| Bruno Miño          | Delantero      | Acassuso                  | 31-12-2025       |
| Santiago Vera       | Delantero      | Deportivo Riestra         | 31-12-2026       |
| Esteban Zeballos    | Delantero      | Sportivo Rivadavia        | 31-12-2025       |

### Mayores presencias
- A continuación se detallan los jugadores con más de 150 encuentros disputados en la era profesional.[225]

| Presencias | Presencias             | Presencias | Presencias |
| ---------- | ---------------------- | ---------- | ---------- |
| 1          | Eduardo Raúl Martini   | 278        |            |
| 2          | Héctor Eduardo Pistone | 271        |            |
| 3          | Héctor Ávalos          | 256        |            |
| 4          | Ricardo Johansen       | 252        |            |
| 5          | Sebastián Ariel Ojeda  | 247        |            |
| 6          | Alfredo Omar Ortiz     | 244        |            |
| 7          | Sergio Meza Sánchez    | 210        |            |
| 8          | Carlos Hugo Podeley    | 208        |            |
| 9          | Héctor Daniel Olmedo   | 207        |            |
| 10         | Marcelo Gerardo Décima | 204        |            |
| 11         | Héctor Canio           | 203        |            |
| 12         | Osvaldo Centurión      | 202        |            |
| 13         | Luis Celestino Rojas   | 187        |            |
| 14         | Ricardo Abel Tello     | 181        |            |
| 15         | Diego "Guri" García    | 179        |            |
| 16         | Marcelo Golinowski     | 179        |            |
| 17         | Eduardo Raúl Sequeira  | 178        |            |
| 18         | Marcelo Fabián Rufini  | 178        |            |
| 19         | Gabriel Pastor         | 176        |            |
| 20         | José Luis García       | 172        |            |
| 21         | Luis Santiago Cattone  | 172        |            |
| 22         | Eduardo Calermo        | 171        |            |
| 23         | Carlos Zavaleta        | 167        |            |
| 24         | Raúl Franchocci        | 158        |            |
| 25         | Leandro Guzmán         | 158        |            |
| 26         | Luis Amorone           | 157        |            |
| 27         | Héctor Rivoira         | 155        |            |
| 28         | Daniel Bazán Vera      | 153        |            |
| 29         | Óscar Giantomassi      | 151        |            |
| 30         | Héctor Tobio           | 150        |            |

- Campeones en la institución

- El guardameta en actividad, Ramiro Martínez entró en la galería de más de 150 encuentros disputados, siendo uno de los tres arqueros con más partidos en la historia.

### Máximos goleadores
- A continuación se detallan los 10 máximos goleadores en la era profesional.[226]

| Goleadores | Goleadores              | Goleadores | Goleadores |
| ---------- | ----------------------- | ---------- | ---------- |
| 1          | Roberto Emilio Migliore | 97         |            |
| 2          | Daniel Bazán Vera       | 85         |            |
| 3          | Roberto Jorge Tursi     | 64         |            |
| 4          | Sebastián Ariel Ojeda   | 57         |            |
| 5          | Carlos Pablino Cardozo  | 52         |            |
| 6          | Marcelo Fabián Rufini   | 51         |            |
| 7          | Horacio Darío Onzari    | 47         |            |
| 8          | Héctor Rivoira          | 46         |            |
| 9          | Carlos Alberto Martínez | 45         |            |
| 10         | Marcelo Regiardo        | 34         |            |

- Campeones en la institución

## Dirigentes

### Primera comisión directiva de su historia
| Autoridades fundadoras |
| |
| - Presidente: - Carlos E. Massa - Secretario: - Jacinto P. Bidegain - Pro-Secretario: - Óscar Noriega Britos - Tesorero: - Juan Sabás Nicolini - Pro-Tesorero: - Domingo Maggioti - Vocales: - 1° Enrique Premoli - 2° Gerónimo Podesta - 3° Ángel Massa - 4° Roque Coletta - 5° Esteban Sciutto - 6° Ferreyro - 7° Alfredo Santamaría |
| |

### Comisión directiva en ejercicio
| Autoridades |
| |
| - Presidente: - Horacio Domingo Arrua - Vicepresidentes: - 1° Gustavo Castiñeira - 2° Fabio Dattola - Secretario general: - Rodolfo Levy - Secretario administrativo: - Ezequiel Acebo - Secretario deportivo: - Gustavo Balbuena - Secretario de Prensa y RRPP: - Roberto Coniglio - Tesorero: - Guillermo Salerno - Pro-tesorero: - Diego Cabrera - Vocales Titulares: - 1° Lucas Castiñeira - 2° Rodolfo Levy - 3° Miguel Benítez - 4° Pablo Perretta - 5° Martín Metola - 6° Ariel Duran - 7° Jorge Cangas - 8° Federico Zadro - Vocales suplentes: - 1° Sebastián Petrelli - 2° Pablo Loria - 3° Almendra Iatarelli - 4° Fátima Iannuzzo - 5° Sergio Quiroga - 6° Javier Castro - Revisores de Cuentas Titulares: - 1° Elías Salerno - 2° Hernán Robles - 3° Gastón Sancre - 4° Leandro Di Salvo - Revisores de Cuentas Suplentes: - 1° Facundo Queiro - 2° Adrián Pagani |
| |

### Todos los presidentes
Lista de los presidentes de la historia de Almirante Brown. Se detallan a continuación:
| Período   | Presidente          |
| --------- | ------------------- |
| 1912-1914 | Carlos Massa        |
| 1914      | Jerónimo Podesta    |
| 1914-1919 | José Guilleneau     |
| 1922-1929 | Segundo Boragno     |
| 1929-1933 | Domingo Tasara      |
| 1933-1934 | Alejo Serein        |
| 1934-1935 | Domingo Tasara      |
| 1942-1943 | Domingo Tasara      |
| 1943-1945 | José Boragno        |
| 1946      | Dardo Martínez      |
| 1947      | Alfredo Genestu     |
| 1948      | Julián Villoslada   |
| 1949      | Epifanío Satragno   |
| 1949-1950 | Alfredo Genestu     |
| 1951-1954 | José Sambucetti     |
| 1954      | Segundo Boragno (h) |
| 1955      | Amancio López       |
| 1956      | Luis Mendoza        |
| 1957      | Delio Mira          |
| 1958      | Rubén Giudice       |

| Período          | Presidente              |
| ---------------- | ----------------------- |
| 1959             | Antonio Persano         |
| 1960-1961        | Francisco Harguinteguy  |
| 1961-1964        | Luis Mendoza            |
| 1964-1967        | Adolfo Abate            |
| 1967-1968        | Alfredo Genestu         |
| 1968-1983        | Luis Mendoza            |
| 1983-1984        | Lorenzo Laurita         |
| 1984-1985        | Luis Mendoza            |
| 1985-1987        | Serafín Ferreiro        |
| 1987-1993        | Mario Durán             |
| 1993-1995        | Silvio D'agostino       |
| 1995-1997        | Hugo Fernández          |
| 1997-2000        | Víctor Gil              |
| 2000-2004        | Hugo Fernández          |
| 2004-2013        | Juan Antonio Echeverría |
| 2013-2016        | Luis Diosquez           |
| 2016-2019        | Antonio Argento         |
| 2019- actualidad | Maximiliano Levy        |

Campeones de fútbol profesional.

## Datos futbolísticos del club

### Trayectoria
Actualizado hasta la temporada 2025 inclusive.
Total de temporadas en AFA: 76.
 Aclaración: Las temporadas no siempre son equivalentes a los años. Se registran cuatro temporadas cortas: 1986, 2014, 2016 y 2020.
- Temporadas en Primera División: 0
  - Disputó el  Torneo Reclasificatorio de Primera 1970 que consistió de tres cotejos.[31]
- Temporadas en Segunda División: 42
  - en Segunda División: 1 (1934)[26]
  - en Primera B: 21 (1966-1986)
  - en Primera Nacional: 21 (1987/88-1997/98, 2007/08, 2010/11-2013/14, 2021-2025)
- Temporadas en Tercera División: 31
  - en Intermedia:  2 ( 1931/32)
  - en Segunda de Ascenso: 9 (1957-1965)
  - en Primera B Metropolitana: 20 (1986/87, 1998/99-2006/07, 2008/09-2009/10, 2014-2020)
- Temporadas en Cuarta División: 2
  - en Tercera División (AAF): 1 (1916)
  - en Tercera de Ascenso: 1 (1956)

Fuente: RSSSF.COM
Mayores goleadas conseguidas
- - Segunda División
    - 4-1 a Huracán de San Justo en 1934

  - Primera B Nacional
    - 5-1 a Deportivo Maipú en 1990

  - Primera B
    - 7-0 a Liniers en 1969

  - Segunda División de Ascenso
    - 7-1 a Liniers en 1957

  - Tercera División de Ascenso
    - 7-1 a Macabi en 1956
- Mayores goleadas recibidas
  - Nacional B
    - 1-6 vs Quilmes en 1995

  - Primera B
    - 1-8 vs Banfield en 1985

### Movilidad interdivisional
- 1916 :Primera afiliación para el Campeonato de Tercera división
- 1917: desafiliacion por decisión institucional.[a 1]
- 1931 : Afiliacion indirecta para el  Campeonato de División Intermedia (tercer nivel)[4][a 2]
- 1934 :Reafiliación para el  Campeonato de Segunda División 1934.
- 1935 : desafiliacion por unificación de asociaciones.[a 3]
- 1956 :Reafiliación para el Campeonato Tercera División de Ascenso.
- 1956: de Tercera División de Ascenso a Segunda División de Ascenso
- 1965: de Segunda División de Ascenso a Primera B.
- 1986: de Primera B Segunda categoría a Primera B Tercera categoría[a 4]
- 1987: de Primera B a Primera B Nacional
- 1998: de Primera B Nacional a Primera B
- 2007: de Primera B a Primera B Nacional
- 2008: de Primera B Nacional a Primera B[a 5][228]
- 2010: de Primera B a Primera B Nacional
- 2014: de Primera B Nacional a Primera B
- 2020: de Primera B a Primera Nacional

1. ↑   En 1917 el club tomó la determinación de no participar por una reestructuración institucional económica.
2. ↑   En los campeonatos de Intermedia, tercer nivel de 1931 y 1932, Almirante Brown compitió indirectamente afilidado en alianza deportiva y de cooperación con el club Almafuerte (Parque Patricios, CABA). Almirante Brown aporto todos sus planteles de jugadores y disputó los partidos oficiales en su fied de San Justo.
3. ↑   Fue desafiliado arbitrariamente por la posterior unificación de asociaciones que dio paso al profesionalismo, siendo denegada su petición de permanecer en AFA, donde regresó definitivamente en 1956.
4. ↑  No se clasificó al Nacional B y fue relegado por reestructuración.
5. ↑  El equipo terminó cuarto en la competición con 59 puntos, pero sufrió la quita de 18 puntos.

Línea de tiempo

## Palmarés

### Torneos nacionales
| Categoría              | Títulos (5)                                                                                                 | Subcampeonatos (9) |
| ---------------------- | --- | --- |
| Segunda división (0/6) | | Campeonato de Primera B 1970 Campeonato de Primera B 1972 Campeonato de Primera B 1976 Campeonato de Primera B 1978 Campeonato Nacional B 1991-92 Campeonato de Primera Nacional 2023 |
| Tercera división (4/3) | Primera C 1965 Campeonato de Primera B 2006-07 Campeonato de Primera B 2009-10 Campeonato de Primera B 2020 | Segunda de Ascenso 1960 Campeonato de Primera B 1986-87 Campeonato de Primera B 2002-03                                                                                               |
| Cuarta división (1/0)  | Tercera de Ascenso 1956                                                                                     | |

### Otros logros

#### Torneos
| Competición                     | Torneo                            |
| ------------------------------- | --------------------------------- |
| Campeonato de Primera B 1986-87 | Ganador Torneo Zonal Sureste 1987 |
| Campeonato de Primera B 2006-07 | Ganador Torneo Clausura 2007      |
| Campeonato de Primera B 2019-20 | Ganador Torneo Apertura 2019      |

#### Copas
| Competición          | Año   |
| -------------------- | ----- |
| Copa Liga del Oeste  | 1929. |
| Copa Doble knock out | 1943. |
| Copa Doble knock out | 1944. |

1. ↑  Organizado por la Asociación Amateurs de Football, tercer nivel.
2. ↑  Organizado por la Asociación Argentina Amateurs de Football, con participación de equipos afiliados a AFA.
3. ↑  Clasificó al  Campeonato Argentino Amateur de 1945, disputado en la provincia de Santa Fe.